# الدولة الإخشيدية
الدَّولةُ الإِخشِيدِيَّةُ أو الإِمَارَةُ الإِخشِيدِيَّةُ أو دَوْلَةُ بَنُو الإِخشِيد، وتُعرفُ اختصارًا وفي الخِطاب الشعبي باسم الإِخشِيدِيُّون، هي إمارة إسلاميَّة أسَّسها مُحمَّد بن طُغج الإخشيد في مصر، وامتدَّت لاحقًا باتجاه الشَّام والحجاز، وذلك بعد مضيّ ثلاثين سنة من عودة الديار المصريَّة والشَّاميَّة إلى كنف الدولة العبَّاسيَّة، بعد انهيار الإمارة الطولونيَّة التي استقلَّت بِحُكم الديار سالِفة الذِكر وفصلتها عن الخِلافة العبَّاسيَّة طيلة 37 سنة.
كان مُؤسس هذه الدولة مُحمَّد بن طُغج مملوكًا تُركيًا، عيَّنهُ الخليفة العبَّاسي أبو العبَّاس مُحمَّد الراضي بالله واليًا على مصر، فأقرَّ فيها الأمن والأمان وقضى على المُتمردين على الدولة العبَّاسيَّة، وتمكَّن من الحد من الأطماع الفاطميَّة بِمصر. فلمَّا تمكَّن من ذلك منحهُ الخليفة لقبًا تشريفيًا فارسيًا هو «الإخشيد» تكريمًا لهُ ومُكافأةً على عمله. وما لبث الإخشيد أن سار على طريق أحمد بن طولون مُؤسس الإمارة السابقة لِإمارته، فاستقلَّ بِمصر عن الدولة العبَّاسيَّة، واستولى على أغلب أجناد الشَّام: فلسطين ودمشق وحمص والأُردُن عدا حلب التي تركها لِلحمدانيين. ثُمَّ ضمَّ الحِجاز إلى دولته، وكان ابن طولون قد حاول أن يضُمَّها إليه فلم ينجح. وكان الإخشيد واليًا حازمًا يقظًا خبيرًا بِالحرب، شديد الحذر والحيطة على نفسه، فاعتمد على جُنده وحرسه وخدمه.
وبعد وفاة الإخشيد، تولَّى أبو المسك كافور شُؤون الحُكم، نيابةً عن ولديّ الإخشيد: أُنوجور وعليّ. وكان كافور مملوكًا حبشيًا اشتراه الإخشيد بِثمانية عشر دينارًا كما يُقال، وجعلهُ خادمه الخاص. ولمَّا مات عليّ انفرد كافور بالحُكم، ونشط إلى توسيع رقعة إمارته مُستفيدًا من تضعضُع الدولة الحمدانيَّة، ورضى الخِلافة العبَّاسيَّة عنه. وقد استطاع كافور أن يصمد أمام هجمات الفاطميين القادمين من إفريقية. وأمضى كافور في الحُكم، نيابةً وأصالةً، اثنين وعشرين سنة، من أصل 34 سنة من حياة الدولة الإخشيديَّة كُلَّها. واعتُبر من الشخصيَّات التاريخيَّة النادرة بحيثُ يُعتبرُ بُلُوغه قمَّة الحُكم وهو الخادمُ المملوك، أوَّل حادثةٍ من نوعها في التاريخ الإسلامي، وإن كانت قد تكررت فيما بعد. وقد استغلَّ كافور الظُروف السياسيَّة التي كانت قائمةً في أيَّامه لِمصلحته، فاستفاد من ضُعف الخِلافة في بغداد، ومن الخلاف الناشب بين أُمراء الدُويلات المُجاورة، وحافظ على التوازن في الصراع القائم بين الدولة العبَّاسيَّة المُتداعية في بغداد والدولة الفاطميَّة النامية في إفريقية. وبِموت كافور، ضاع التوازن السياسي الذي كان يُحافظ عليه. فقد خلفه أبو الفوارس أحمد، حفيد الإخشيد، وكان عمره أحد عشر سنة، ولم يستطع أن يُقاوم القُوَّات الفاطميَّة التي استولت على مصر، وأسقطت الدولة الإخشيديَّة. وبدأ في مصر والشَّام عهدٌ جديد هو العهدُ الفاطميّ.

## أصل الإخشيديين
ينتسب الإخشيديُّون إلى «الإخشيد»، وهو لقبٌ فارسيّ قديم منحهُ الخليفة العبَّاسي أبو العبَّاس مُحمَّد الراضي بِالله لِأبي بكر مُحمَّد بن طُغج بن جُف في شهر رمضان من سنة 327هـ المُوافق فيه شهر تمُّوز (يوليو) سنة 939م بناءً على طلبه، وإنَّما لقَّبهُ بِذلك لِأنَّهُ لقب مُلُوك فرغانة وهو من نسلهم، والمعروف أنَّهُ كان يُسيطر على هذا الإقليم كبار المُلَّاك الإقطاعيين والفُرسان، وأميرُهم هو أكبرهم من حيثُ السعة الإقطاعيَّة ويُسمَّى «دهقان» ولقبه «إخشيد»، ويعني «الذكي» أو «النبيه». ومُحمَّد بن طُغج هذا هو مُؤسس الدولة الإخشيديَّة، والرَّاجح أنَّهُ عندما ترقَّى في المناصب القياديَّة ووصل إلى منصب الولاية أراد أن يصل نسبه بِمُلوك فرغانة إعلاءً لِشأن أُسرته، ولِذلك لقَّبهُ الخليفة الرَّاضي بِهذا اللقب عندما أضحى صاحب الديار المصريَّة والشَّاميَّة لِأنَّهُ كان فرغانيًا. ومهما يكن من أمر، فقد قدم جُف بن يلتكين، جد مُحمَّد، إلى الخليفة العبَّاسي أبو إسحٰق مُحمَّد المُعتصم بالله مع طائفةٍ من الضُبَّاط التُرك، والمعروف أنَّ التدخُّل التُركي في شؤون الخِلافة بدا واضحًا في عهد هذا الخليفة الذي بويع في ظل صراعٍ عنيفٍ بين العرب من ناحية وبين الفُرس من ناحيةٍ أُخرى، واختلالٍ في التَّوازُن بين العصبيَّات القوميَّة التي تكوَّنت منها الدولة العبَّاسيَّة، وقد فقد ثقته بِالعرب والفُرس ما دفعهُ إلى تقريب العُنصر التُركي، وخصَّ التُرك بِالنُفوذ والسُلطان، وقلَّدهم قيادة الجُيُوش، ومكَّن لهم في الأرض، وأقطعهم قطائع في سامرَّاء. وظلَّت قطائع جُف تُنسب إليه حتَّى بعد زمن ابن خلِّكان المُتوفَّى سنة 681هـ المُوافقة لِسنة 1282م.
انتقل جُف بعد وفاة المُعتصم إلى خدمة ابنه الخليفة أبو جعفر هٰرون الواثق بالله، وعندما تُوفي هذا في سنة 232هـ المُوافقة لِسنة 847م، دخل في خدمة أخيه أبو الفضل جعفر المُتوكِّل على الله، وظلَّ في عداد حاشيته إلى أن تُوفي بِبغداد في الليلة التي قُتل فيها المُتوكِّل، أي ليلة 3 شوَّال 247هـ المُوافق فيه 10 كانون الأوَّل (ديسمبر) 861م، والتحق ابنُه «طُغج»، بعد وفاته، بِخدمة أحمد بن طولون، ويبدو أنَّهُ انضمَّ بعد ذلك إلى إسحٰق بن كنداج والي الموصل وخصم ابن طولون، وما جرى بعد ذلك من التفاهم بين خُمارويه بن أحمد بن طولون وبين إسحٰق بن كنداج، أن عاد طُغج بن جُف إلى العمل تحت إمرة الطولونيين، فعيَّنهُ خُمارويه واليًا على دمشق وطبريَّة، وأرسلهُ في سنة 281هـ المُوافقة لِسنة 894م لِغزو البيزنطيين، فخرج من طرسوس على رأس الجيش وتوغَّل في آسيا الصُغرى، وهزم البيزنطيين في مواقع عدَّة عند أبواب قيليقية وفي غربها، وأدَّى انتصاره هذا إلى أن يزحف إلى عُمق الأراضي البيزنطيَّة على امتداد الساحل، وأن يتوغَّل في جوف الأناضول حتَّى طرابزون على البحر الأسود، ثُمَّ عاد إلى دمشق مُحمَّلًا بِالغنائم. ويبدو أنَّ خُمارويه غضب على طُغج بن جُف بعد هذه الحملة لِأنَّهُ كان قد طلب منهُ القبض على راغب مولى المُوفَّق بالله أبو أحمد طلحة وليَّ العهد العبَّاسي، والمعروف أنَّ راغب هذا كان قد نزل بِطرسوس لِلجهاد ضدَّ الروم، ثُمَّ غلب على هذا الثغر بعد أحمد بن طغَّان العُجيفي، لكنَّ الاستقبال الودي الذي لقيه طُغج منه جعلهُ يأنس إليه ويُبقي على حياته وبِخاصَّةً بعد تدخُّل أهل طرسوس الذين ارتاحوا في ظل حُكمه، واشترك الرجلان في غزو البيزنطيين. وعندما عاد طُغج بن جُف إلى خُمارويه، راح يتلمَّس الأعذار لِتصرُّفه وامتناعه عن التخلُّص من راغب، ويبدو أنَّ خُمارويه لم يقتنع بِتبريراته وقرَّر التخلُّص منه، غير أنَّهُ قُتل قبل أن يُحقق ذلك.
وعندما تولَّى هٰرون بن خُمارويه حُكم مصر، كان طُغج بن جُف يحكم الشَّام مُستقلًا عن مصر إلى حدٍ ما، فكتب إليه القائدان الطولونيَّان بدر الحمامي والحُسين بن أحمد الماذارئي لاستقطابه، لا سيَّما وأنَّ هٰرون بن خُمارويه كان صغيرًا لم يتجاوز الرابعة عشرة من عُمره وكان قادة الجُند يُسيرون شؤون الدولة وفق أهوائهم ومصالحهم الخاصَّة، وبعد مُفاوضاتٍ جرت بين الطرفين نجح القائدان الطولونيَّان في الوُصول إلى تفاهُمٍ معه يقضي بِعودة الشَّام إلى حظيرة الدولة الطولونيَّة وإقرار طُغج بن جُف على حُكمها. وتصدَّى طُغج بن جُف في سنة 289هـ المُوافقة لِسنة 902م لِجُمُوع القرامطة الذين تقدموا باتجاه الشَّام هربًا من مُطاردة الجُيُوش العبَّاسيَّة، فعاثوا فيها فسادًا، لكنَّهُ هُزم أمامهم وعاد إلى دمشق، وجدَّد قتاله لهم في العام التالي، إلَّا أنَّهُ هُزم أيضًا. وكان طُغج بن جُف من بين القادة الذين لم يرضوا عن قتل هٰرون بن خُمارويه، ولم يعترفوا بِخلفه شيبان بن أحمد بن طولون، وانضمُّوا إلى الجيش العبَّاسي الزاحف إلى مصر بِقيادة مُحمَّد بن سُليمان الكاتب لِلقضاء على حُكم الطولونيين. وكافأه الوالي العبَّاسي بِأن عيَّنهُ واليًا على قنسرين، لكنَّهُ لم يستمر طويلًا في منصبه، فقد اصطحبه مُحمَّد بن سُليمان الكاتب معهُ إلى بغداد هو وابنه وأخاه، وهُناك دبَّ الخلاف بينهُ وبين العبَّاس بن الحسن وزير الخليفة أبو مُحمَّد علي المُكتفي بِالله، فدسَّ لهُ عند الخليفة الذي زجَّه في السجن مع ابنه مُحمَّد، وتُوفي في سجنه في سنة 294هـ المُوافقة لِسنة 907م، وأطلق الخليفة مُحمَّد بن طُغج من السجن، فلازم الوزير العبَّاسي إلى أن قضى عليه الحُسين بن حمدان التغلبي - أوَّل أمُراء الحمدانيين - واشترك مُحمَّد بن طُغج وأخوه عُبيد الله معهُ في التخلُّص منه أخذًا بِثأر والدهُما، وهرب مُحمَّد إلى الشَّام، وفرَّ أخوه عُبيد الله إلى شيراز.

## خلفيَّة تاريخيَّة

### ضعف الدولة العبَّاسيَّة

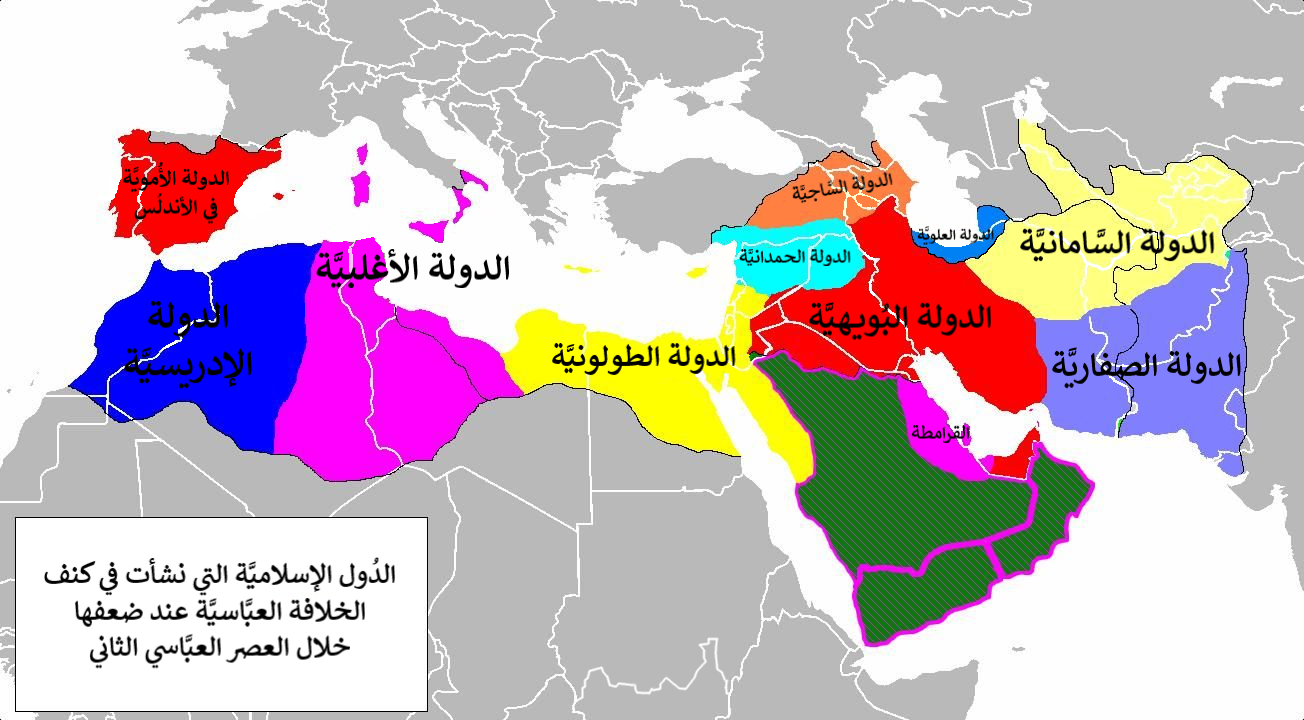
الدُّول الإسلاميَّة المُتعددة التي نشأت بعد ضعف الدولة العبَّاسيَّة وزوال هيبة الخلِافة في بغداد.

كانت الدولة العبَّاسيَّة قد ضعُفت وقلَّت هيبة الخِلافة في نُفوس وُلاة الأقاليم البعيدة وأهلها لِأسبابٍ مُختلفة، من أبرزها بُروز «الشُّعوبيَّة»، وهي نزعةٌ ترمي إلى تفضيل «الشُعوب» الأعجميَّة على «القبائل» العربيَّة. وقد ظهرت هذه النزعة في الدولة العبَّاسيَّة لِأسبابٍ كثيرة أبرزها التنوع العرقي في الدولة العبَّاسيَّة مُتناثرة الأطراف، واستخدام الخُلفاء العبَّاسيين للعجم في قُصورهم وفي أجهزة الدولة. فقد اعتمد العبَّاسيُّون في تأسيس دولتهم على الفُرس النَّاقمين على الأُمويين، بعد أن كان الأُمويّون يعتمدون على العُنصر العربي في إدارة دولتهم وقيادة جُيوشهم. وبعد فترةٍ اعتمدوا على التُرك بعد أن ضعُفت ثقتهم بِالعرب والفُرس كما أُسلف. وقد ازداد نُفوذ التُرك في الدولة العبَّاسيَّة حتَّى سيطروا على مُقدرات الدولة، وهيمنوا على الخِلافة بعد انقضاء عهد الخليفة أبو جعفر هٰرون الواثق بالله، فسيطروا على كافَّة الأقاليم وأنابوا فيها عُمَّالًا عنهم، وقد شكَّل هذا التدبير خُطوةً سياسيَّةً على طريق انفصال الولايات عن الإدارة المركزيَّة، إذ طمع الوكلاء بِولاياتهم، واستقلَّوا بها مُنتهزين فُرصة ضعف السُلطة المركزيَّة، وعدم معرفة الخليفة بما يجري في الولايات لاطمئنانه إلى من ولَّاهم من التُرك. ومن العوامل الدَّاخليَّة التي شجَّعت على انتشار الحركات الانفصاليَّة، اتساع رقعة الدولة العبَّاسيَّة، حتَّى غدت إمبراطوريَّة تبسطُ جناحيها على كافَّة أنحاء المنطقة المُمتدَّة من حُدود الصين وُصولًا إلى المغرب الأوسط في شمال أفريقيا. ولكن هذا الاتساع في المساحة، بدلًا من أن يكون عامل قُوَّةٍ في كيان الدولة، انقلب إلى عامل ضعفٍ فساعد على تفسُّخها وتفكُّكها، ذلك أنَّ بُعد المسافة بين أجزاء الدولة وبين عاصمتها، وصُعوبة المُواصلات في ذلك الزمن، جعلا الوالي في البلاد النائية يتجاوزون سُلطاتهم ويستقلُّون بِشُؤون ولاياتهم دون أن يخشوا الجُيوش القادمة من عاصمة الخِلافة لِإخماد حركاتهم الانفصاليَّة، والتي لم تكن تصل إلَّا بعد فوات الأوان.

### قيام الدولة الطولونيَّة

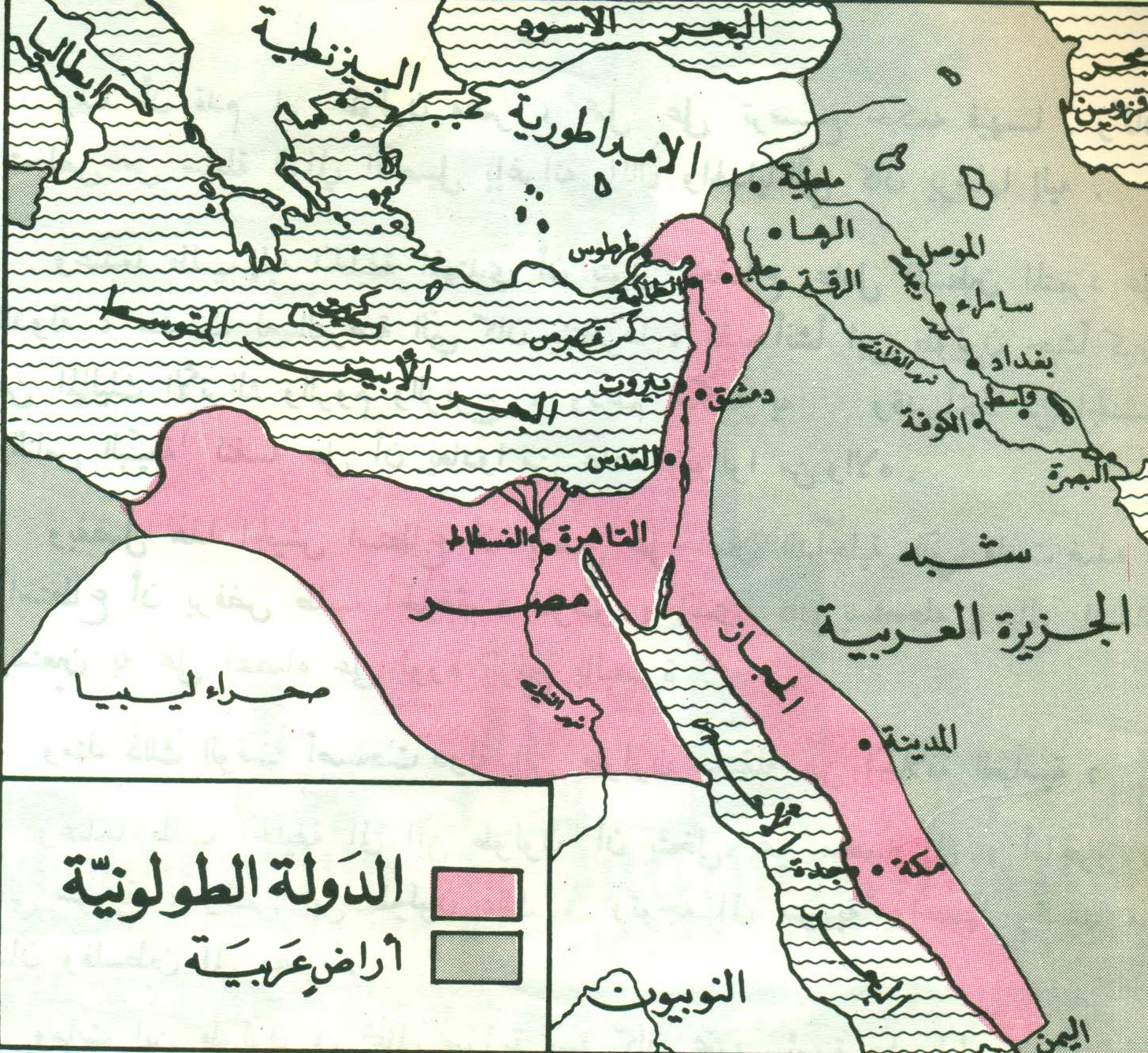
الدولة الطولونيَّة (بالوردي) وما جاورها من أراضٍ عبَّاسيَّة (بالرمادي).

جاء قيام الدولة الطولونيَّة كإحدى النتائج الحتميَّة لِتنامي الفكر الشُعُوبي وظاهرة استقلال الوُلاة بِولاياتهم عن الدولة العبَّاسيَّة. وكان مُؤسس هذه السُلالة، وهو أحمد بن طولون، قد عُيِّن نائبًا على مصر من قِبل الوالي بايكباك التُركي في سنة 254هـ المُوافقة لِسنة 868م. ومُنذُ أن قدم ابن طولون مصر، عمل على ترسيخ حُكمه فيها. وكان يتخلَّص من سُلطة الوالي الأصيل بِإغرائه بالمال والهدايا التي كان يُرسلها إليه. وعندما طلب إليه الخليفة أبو إسحٰق مُحمَّد المُهتدي بالله أن يتولَّى إخضاع عامل فلسطين المُتمرِّد على الدولة، سنحت لهُ الفُرصة التي كان ينتظرُها، فقد أنشأ ابن طولون جيشًا كبيرًا من المماليك التُرك والرُّوم والزُنوج ودعم حُكمه به. وقد أخذ من الجُند والنَّاس البيعة لِنفسه على أن يُعادوا من عاداه ويُوالوا من والاه. وبِفضل هذا الجيش استطاع أن يقضي على الفتن الداخليَّة التي قامت ضدَّه، واستطاع أن يرفض طلب وليُ عهد الخليفة أبا أحمدٍ طلحة بن جعفر المُوفَّق بالله الذي كان يستعجله إرسال المال لِيستعين به على القضاء على ثورة الزُنج بالبصرة. ومُنذُ ذلك الوقت أصبحت دولة ابن طولون مُستقلَّة سياسيًا عن الخِلافة العبَّاسيَّة. وعندما طلب الخليفة إلى ابن طولون أن يتخلَّى عن منصبه إلى «أماجور» والي الشَّام، رفض ابن طولون ذلك، وتوجَّه إلى الشَّام وضمَّها إلى مصر. وعمد ابن طولون بعد استقلاله بِالديار المصريَّة والشَّاميَّة على إصلاح أحوالها وتعميرها، ولم ينفصل دينيَّا عن الخِلافة، كونها مثَّلت في نظره وفي نظر جمهور المُسلمين ضرورة دينيَّة لاستمرار الوحدة الإسلاميَّة، ولِأنَّها تُشكِّلُ رمزًا يربط أجزاء العالم الإسلامي المُختلفة، فحرص على أن يستمرَّ الدُعاء للخليفة العبَّاسي على منابر المساجد في مصر والشَّام، واعترف بسُلطته الروحيَّة والدينيَّة. وبعد وفاة ابن طولون جاء ابنه خُمارويه الذي لم تُفلح دولة الخِلافة في أن تُزيح حُكمه عن الشَّام، فاضطرَّت إلى أن تعقد معهُ مُعاهدة صُلح ضمنت للدولة الطولونيَّة حُكم مصر والشَّام مُقابل جزية تؤديها. وبعد خُمارويه الذي مات اغتيالًا في دمشق، تولَّى الحُكم ولداه أبو العساكر جيش ثُمَّ هٰرون. ولم يكن هٰرون قادرًا على مُقاومة هجمات القرامطة الذين أخذوا يُغيرون على المُدن الشَّاميَّة، فاضطرَّ الخليفة أبو أحمد علي المُكتفي بِالله إلى أن يُنقذ دمشق من القرامطة بِجُيوشٍ يُرسلها من العراق. وكان انتصار المُكتفي على القرامطة تجربةً ناجحةً دفعتهُ إلى أن يتخلَّص من الحُكم الطولوني العاجز، فوجَّه قُوَّاته البحريَّة والبريَّة إلى مصر، فدخلت الفسطاط وأزالت الحُكم الطولوني الذي دام 37 سنة، وأعادت مصر إلى كنف الدولة العبَّاسيَّة.

### أوضاع مصر ما بين سُقُوط الدولة الطولونيَّة وقيام الدولة الإخشيديَّة
عادت مصر والشَّام إلى أحضان الخِلافة العبَّاسيَّة على أثر سُقُوط الإمارة الطولونيَّة، تحكُمها مُباشرةً بِواسطة وُلاةٍ تُعيِّنُهم من قِبلها. وعندما دخل مُحمَّد بن سُليمان الكاتب مدينة الفسطاط دعا لِلخليفة أبو أحمد علي المُكتفي بِالله على المنابر، وكتب إليه يُبشِّره بِالفتح، ثُمَّ ورد كتاب الخليفة بِولاية أبي موسى عيسى بن مُحمَّد النوشري على مصر، وكان هذا من بين القادة الذين قدموا مع مُحمَّد بن سُليمان الكاتب وشاركوا في القضاء على الإمارة الطولونيَّة، ثُمَّ عاد إلى العراق، ولكنَّهُ لم يكد يصل إلى دمشق حتَّى وافاه كتاب الخليفة بِولايته على مصر، فعاد أدراجه، وكان مُحمَّد بن سُليمان لا يزال فيها، فوصل إليها في 7 جُمادى الآخرة 292هـ المُوافق فيه 16 نيسان (أبريل) 905م، فخلع عليه وطاف به في الفسطاط وعليه الخُلعة، ثُمَّ خرج مع جُنده إلى الشَّام تاركًا مصر تحت حُكم عيسى النوشري. وأجرى الخليفة تعييناتٍ إداريَّةٍ مُساعدةٍ لِعيسى النوشري. فقد عيَّن علي بن حسَّان أعمال الإسكندريَّة، ومُهاجر بن طليق ثغر تنيس ودُمياط، ورجُلًا يُعرف بِالكِندي الأحواف، ومُوسى بن أحمد برقة وما والاها، ومُحمَّد بن ربيعة الصعيد وأسوان، وأبا زنبور الحُسين بن أحمد الماذرائي أعمال الخِراج بِمصر. وكانت فاتحة أعماله هدم ميدان أحمد بن طولون، وقد بيعت أنقاضه بِأبخس الأثمان، ثُمَّ قضى على من تبقَّى من أتباع الطولونيين وشرَّد فئة أُخرى منهم ولاحق الجُند الذين شغبوا عليه فقبض على جماعةٍ منهم وقتلهم ما أحدث اضطراباتٍ داخليَّةٍ عنيفة.
وحدث في غُضون ذلك أن ظهر أمر عُبيد الله المهدي، مُؤسس الدولة الفاطميَّة في المغرب، وقد صادفت دعوته نجاحًا كبيرًا في تلك البلاد على يد الدُعاة الذين أرسلهم إليها، وذلك نتيجةً لِلظُروف السياسيَّة والاجتماعيَّة التي كانت تعيش في ظلِّها. وغدا الشيعة الإسماعيليَّة بين سنتيّ 288 و296هـ المُوافقة لِما بين سنتيّ 901 و908م أصحاب السُلطان المُطلق في جميع الجهات إلى الغرب من مدينة القيروان. وبعد نجاح الداعية أبي عبد الله الشيعي في مُهمته الدعويَّة، أرسل الرُسل إلى بلدة سلميَّة في الشَّام مقر الإسماعيليين، وكان عُبيد الله المهدي ما يزال فيها، يدعوه لِلمجيء إلى إفريقية. ولمَّا كان العبَّاسيين يُلاحقون العلويين بِلا هُوادة، خرج عُبيد الله المهدي من سلمية إلى الرملة في شهر رجب سنة 289هـ المُوافق فيه شهر حُزيران (يونيو) سنة 902م، مُتخفيًا بِزي التُجَّار، واصطحب معه ولده مُحمَّد، وبعد مضيّ سنتين يمَّم وجهه صوب مصر وأقام في الفسطاط بعيدًا عن الأنظار لِيتجنَّب رقابة السُلطة ومُلاحقتها، لكن سُرعان ما انكشف أمره وترصَّده الوالي عيسى النوشري حتَّى قبض عليه، ولكنَّهُ سُرعان ما أطلق سراحه مُخالفًا بِذلك أمر الخليفة، ولعلَّهُ تأثَّر بِبعض خاصَّته من الشيعة الإسماعيليين أو أنَّهُ تلقَّى رشوةً منه. وحدث في عهد عيسى النوشري أيضًا أن لجأ أبو مضر زيادة الله الأغلبي، آخر الحُكَّام الأغالبة، إلى مصر هربًا من الفاطميين بعد أن فشل في وقف التمدُّد الشيعي باتجاه بلاده، فنزل أولًا بِالجيزة، ولمَّا أراد الدُخُول إلى الفسطاط منعهُ عيسى النوشري، ثُمَّ سمح لهُ شرط أن يدخُلها وحده من غير جُند.
تُوفي عيسى النوشري في 26 شعبان 297هـ المُوافق فيه 10 أيَّار (مايو) 910م، وعُيِّن بعده أبو منصور تكين في 2 ذي الحجَّة 297هـ المُوافق فيه 12 آب (أغسطس) 910م، وفي تلك الفترة كانت شوكة الفاطميين بِالمغرب تقوى شيئًا فشيئًا، وأبدى عُبيد الله المهدي عزم الفاطميين ورغبتهم الأكيدة في سحق العبَّاسيين وتزعُّم العالم الإسلامي روحيًا وسياسيًا، ولمَّا كان الوُصول إلى المشرق وعاصمة الخِلافة بغداد يمُر بِمصر الواقعة تحت السيطرة العبَّاسيَّة، قرَّر عُبيد الله المهدي ضرب الدولة العبَّاسيَّة في هذه الولاية والاستيلاء عليها كخُطوةٍ أولى. وفي سنة 301هـ المُوافقة لِسنة 914م جهَّز عُبيد الله المهدي جيشًا جرَّارًا عهد بِقيادته إلى وليّ عهده أبي القاسم مُحمَّد القائم بِأمر الله ودفعهُ باتجاه مصر لِلسيطرة عليها. سار القائم إلى إلى مصر يوم الخميس 15 ذي الحجَّة 301هـ المُوافق فيه 13 تمُّوز (يوليو) 914م وأسرع قائد مُقدمة الجيش حباسة بن يُوسُف بِمُغادرة برقة ونجح في دُخول الإسكندريَّة في 8 مُحرَّم 302هـ المُوافق فيه 3 آب (أغسطس) 914م. وبعد وُصُول القائم إلى الإسكندريَّة، سار بِجيشه إلى الفسطاط حيثُ اصطدم بِقُوَّات الوالي العبَّاسي على مقرُبةٍ من الجيزة، فاضطرَّ تحت ضغط القتال أن يتراجع إلى الإسكندريَّة مُجددًا. وفي الوقت الذي كان فيه القائم يستريح من عناء القِتال في الإسكندريَّة، أرسل الخليفة العبَّاسي أبو الفضل جعفر المُقتدر بِالله قُوَّةً عسكريَّةً إلى مصر بِقيادة مُؤنس الخادم، وهو من كبار القادة العبَّاسيين، وممَّا لا شكَّ فيه بِأنَّ القائم لم يكن قادرًا على مُواجهة الجيش العبَّاسي وجيش ولاية مصر معًا، وكذلك انتفاضة الأهالي ضدَّه، فاضطرَّ إلى الانسحاب إلى إفريقية.
تولَّى بعد ذلك حُكم مصر الوالي زكَّا الأعور في 12 صفر 303هـ المُوافق فيه 27 آب (أغسطس) 915م، فطارد أنصار الفاطميين الذين كاتبوا عُبيد الله المهدي وحثوه على غزو مصر، فقبض على كثيرٍ منهم، فسجن فئة وأعدم فئة فعظُمت هيبته في عُيُون الناس، وعمل على إقرار الأمن وتحصين الإسكندريَّة تحسُبًا لِأي هُجومٍ فاطميٍّ جديد. لكنَّ العلاقة بين الوالي الجديد والسُكَّان ساءت بِسبب تبنّيه رأي المُعتزلة بِشأن خلق القُرآن، كما انقلب عليه الجُند بِسبب تأخُره في دفع رواتبهم. وفي تلك الفترة عاود الفاطميين الكرَّة على مصر، يُرافقهم هذه المرَّة أُسطولٌ بحريّ، فتمكنوا من دُخول الإسكندريَّة مُجددًا، وأخذ الوالي العبَّاسي يعمل على التصدي لهم، ولكنَّ عصيان الجُنود لِأوامره ورفضهم التعاون معه في الدفاع عن الديار المصريَّة جعلهُ يخرج بِمجموعةٍ صغيرةٍ من الجُنود إلى مُعسكره في الجيزة ولكنَّهُ أُصيب بِوعكةٍ صحيَّةٍ مُفاجئة وتوفى على إثرها. وعُيِّن مرَّةً أُخرى أبو منصور تكين على ولاية مصر لِمُواصلة الدفاع عنها ضد هجمات الفاطميين، وحفر خندقًا بِمعُسكر الجيزة بِخلاف الخندق الذي حفره الوالي السَّابق، وجاءت قُوَّات إضافيَّة من بغداد لِلدفاع عن السواحل المصريَّة وبِالفعل تمَّت هزيمة الفاطميين والرُجوع عن نوياهم خوفًا من الدُخول في معركةٍ نتائجها ليست في صالح الدولة الفاطميَّة. وما كاد تكين يرتاح من عناء الضغط الفاطمي حتَّى أقدم مُؤنس الخادم على عزله عن ولاية مصر، ثُمَّ أعاد تعيينه بعد ثلاثة أيَّام بناءً على طلبات المصريين، ثُمَّ أعاد عزله مرَّة أُخرى بعد أربعة أيَّام من إعادته وأبعده عن مصر، وعيَّن بدلًا منه هلال بن بدر ثُمَّ أحمد بن كيغلغ، ثُمَّ أُعيد تولية أبو منصور تكين لِلمرَّة الرابعة، فبقي قائمًا على أُمور مصر إلى أن تُوفي في 16 ربيع الأوَّل 321هـ المُوافق فيه 16 آذار (مارس) 933م. شهدت مصر بعد وفاة تكين صراعًا حادًا على السُلطة بين الوُلاة والجيش العبَّاسي المُرابط في الولاية والقادة الماذرائيين وأنصارهم الذين كانت لهم سُلطة في البلاد مُنذ العهد الطولوني، فساد الاضطراب الداخلي وساءت الإدارة، ولم ترجع الأُمور لِنصابها إلَّا بِتعيين مُحمَّد بن طُغج الإخشيدي واليًا بعد بضعة شُهُور.

## التاريخ

### ظُهور مُحمَّد بن طُغج في مصر
كان مُحمَّد بن طُغج قد اتصل بعد خُروجه من العراق إلى الشَّام بِأبي العبَّاس أحمد بن بسطام عامل الخِراج فيها، وظلَّ معهُ يخدمهُ في صيده، ويجمع لهُ الجوارح حتَّى عُرف باسم «بازيار بن بسطام»، أي «صاحب الباز بن بسطام»، وهو الذي يحملُ البيزان والصُقُور المُعدَّة لِلصيد. وعندما تقلَّد ابن بسطام خراج مصر سنة 296هـ المُوافقة لِسنة 909م، صحبهُ مُحمَّد بن طُغج إليها، واستمرَّ في خدمته إلى أن تُوفي في السنة التالية، فالتحق بِخدمة ابنه أبي القاسم علي بن أحمد بن بسطام الذي خلفهُ على خِراج مصر، وظلَّ في خدمته حتَّى تمَّ عزله سنة 300هـ (912 - 913م)، فاتصل بِأبي المنصور تكين والي مصر، واشترك مع القُوَّات العبَّاسيَّة في التصدي لِلغزو الفاطمي على مصر، وبِخاصَّةٍ الحملة التي قادها حباسة سنة 302هـ المُوافقة لِسنة 914م، وأبلى فيها بلاءً حسنًا ما لفت نظر تكين، فقرَّبهُ إليه ووثَّق صلته به حتَّى أضحى منهُ بِمثابة الابن. وعندما عُزل تكين عن ولاية مصر وأُسندت إليه ولاية دمشق رافقهُ مُحمَّد بن طُغج، فولَّاهُ تكين عمَّان وجبال الشراة نيابةً عنه، وسنحت لهُ الظُروف أن يُظهر مواهبه العسكريَّة وإخلاصه لِلخلافة عندما أنقذ قافلة حُجَّاج قادمةٍ من العراق والشَّام من غارةٍ نفذها أعرابٌ من لخم وجذام، فشكرهُ الحُجَّاج وأسهبوا في الحديث عن شجاعته في بغداد ما لفت نظر الخليفة، فخلع عليه وزاد في رزقه. وعندما أُعيد تكين إلى ولاية مصر في سنة 307هـ المُوافقة لِسنة 919م، صحبهُ مُحمَّد بن طُغج، فولَّاهُ على الإسكندريَّة، وظلَّ مُقيمًا فيها إلى أن غزاها الفاطميُّون مرَّة ثانية بِقيادة القائم، فأبدى شجاعةً في القتال وأدَّى دورًا فاعلًا في هزيمتهم وإجبارهم على العودة إلى المغرب. استغلَّ مُحمَّد بن طُغج وضعهُ المُتقدِّم فوثَّق علاقته بِكبار رجال الدولة في بغداد ومصر، فأنعم عليه مؤنس الخادم بِأن قلَّدهُ الحوفين الشرقي والغربي بِأمرٍ من الخليفة، كما اتصل بِأفراد الأُسرة الماذرائيَّة في مصر وحصل منهم على معلوماتٍ مُفيدة عن أوضاع مصر الاقتصاديَّة وعن المُمتلكات الماذرائيَّة. وما جرى آنذاك من إقدام مُحمَّد بن طُغج على مُصادرة أموال الناس في مصر واستيلائه على دار القاضي الحُسين بن حرب وعلى تركة أحمد بن صالح حاكم الإسكندريَّة، أن دبَّ الخِلاف بينه وبين تكين الذي أزعجهُ هذا التصرُّف ولم يرضَ عنه.
وحدث أن عيَّن مُؤنس الخادم، مُحمَّد بن جعفر القرطي على الحسبة ثُمَّ على الخِراج في مصر، وصرف الماذرائيين عنها وذلك في غُمرة الصراع على السُلطة وحتَّى لا يستأثر هؤلاء بِالمُقدرات الاقتصاديَّة، فتقرَّب إليه مُحمَّد بن طُغج، وتحسَّنت علاقته به، غير أنَّ الماذرائيين لم يتركوا القرطي وشأنه، فاتهموه باختلاس الأموال من خِراج البلاد، فعزله الخليفة أبو الفضل جعفر المُقتدر بِالله، واضطرَّ إلى الاختباء عند مُحمَّد بن طُغج حيثُ تمكَّن بِواسطته من التخلُّص من مُلاحقة الماذرائيين، والوُصول آمنًا إلى بغداد. حفظ القرطي صنيع مُحمَّد بن طُغج، فعمل في بغداد على دعمه وتثبيت مركزه، وحصل لهُ على تقليدٍ من الخليفة بِولاية الرملة في سنة 316هـ المُوافقة لِسنة 928م، وقد اضطرَّ مُحمَّد بن طُغج أن يُغادر مصر بالحيلة خوفًا من غضب الوالي تكين عليه، ممَّا يدُل على الفوضى التي كانت تسود البلاد العبَّاسيَّة في ذلك الوقت. 
تولَّى مُحمَّد بن طُغج ولاية الرملة حتَّى سنة 318هـ المُوافقة لِسنة 931م، عندما أعاد الخليفة تعينه واليًا على دمشق، والرَّاجح أن صديقه القرطي كان وراء هذا التدبير، فحظي بِتأييده ومُساندة أهل دمشق حيثُ كان محبوبًا عندهم. ونظَّم مُحمَّد بن طُغج وضعهُ الداخلي في دمشق، فشكَّل جيشًا ضمَّ طائفةً كبيرةً من الجُند، كما التفَّ إخوته حوله: عُبيد الله والحسن والحُسين وعليّ، بِالإضافة إلى بني طُغج، فتقوَّى بهم، وكوَّن عِصبةً من الغلمان التصقت به كان أكبرهم بدر الكبير وأصغرهم كافور الذي أضحى خادمه الخاص. والواقع أنَّ مُحمَّد بن طُغج اقتدى بِأحمد بن طولون بعد أن أدرك أنَّ تقليد الخِلافة لهُ يبقى غير ذي قيمة إذا لم يُدعَّم بِالقُوَّة العسكريَّة في ظل الأوضاع السياسيَّة المُضطربة، التي كانت سائدة في عاصمة الخِلافة وفي الأطراف، لِهذا استمرَّ في تجهيز نفسه وإعداد قُوَّاته العسكريَّة بِجمع الأعوان والأنصار حتَّى كثُر رجاله، وعجز عن تموينهم ودفع مُرتباتهم، لِذلك راح يُصادر الأموال لِلإنفاق عليهم وبِخاصَّةٍ أموال الأثرياء واتَّبع مُختلف الوسائل في هذا السبيل. وبعد أن استكمل مُحمَّد بن طُغج استعداداته العسكريَّة، وأنس من نفسه القُوَّة، التفت إلى التمدُّد باتجاه مصر، فراح يُراقب تحرُّكات تكين ويترصَّد أخباره، وهو مُستعد لانتهاز أوَّل فُرصة لِلوُثوب إليها.

### تولية مُحمَّد بن طُغج على مصر

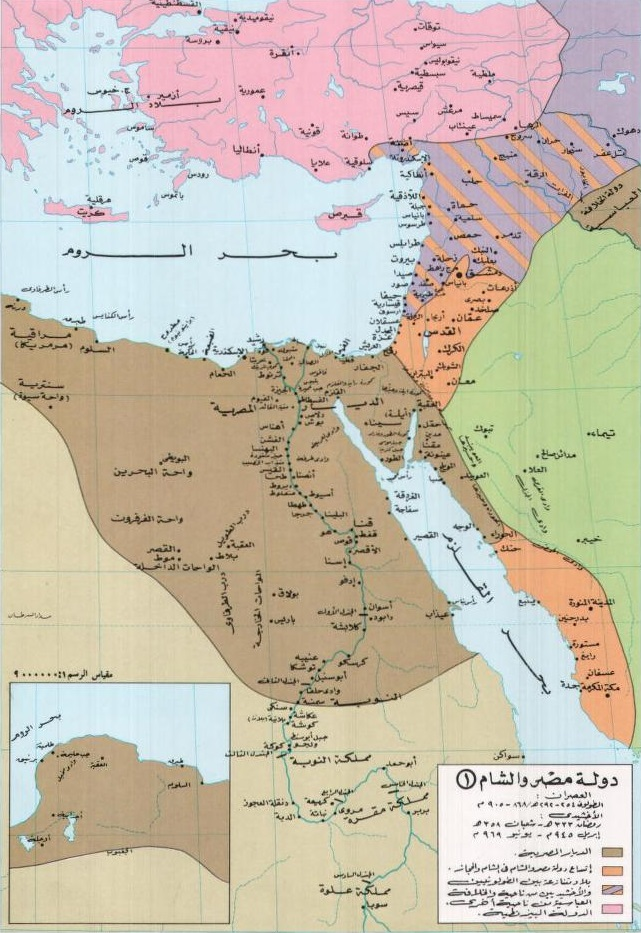
حُدود الدولة الإخشيديَّة (البُني والبُرتُقالي والبنفسجي المُظلل) بعد اعتراف الخِلافة العبَّاسيَّة بِضم الشَّام والحجاز ومصر ضمن ولايةٍ واحدة.

لم يترُك مُحمَّد بن طُغج وسيلةً لِلحُصُول على ولاية مصر، فنهج أُسلُوب أحمد بن طولون في الاعتماد على الأنصار وشراء الناس، وأرسل كاتبه علي بن مُحمَّد بن كلا إلى الخليفة أبو منصور مُحمَّد القاهر بِالله يلتمس منه ولاية هذه الديار بعد وفاة تكين في سنة 321هـ المُوافقة لِسنة 933م، لكنَّ الخليفة لم يُجبه، وقلَّد مُحمَّد بن تكين ولاية مصر خلفًا لِوالده، ولكنَّهُ لم ييأس وتابع مُحاولاته في ظل تردّي الأوضاع الداخليَّة في هذه الولاية وتغيُّر الوُلاة بِسُرعةٍ لافتة. ويبدو أنَّ الخليفة بدَّل رأيه بعد ذلك، فعيَّنهُ واليًا على مصر في 7 رمضان المُوافق فيه 31 آب (أغسطس)، غير أنَّهُ لم يتمكَّن من الذهاب إليها بِسبب اضطراب أوضاعها الداخليَّة، واضطراب الأوضاع في بغداد نفسها بعد خلع الخليفة القاهر بالله، وانتهاج خلفه أبو العبَّاس مُحمَّد الراضي بِالله سياسة أسلافه في الإيقاع بين السُلطات الحاكمة في مصر، فكتب إلى الوالي السَّابق أحمد بن كيغلغ يُقرُّه على ولاية مصر في حين أرسل إلى القائد مُحمَّد الماذرائي يُذكِّره بِأنَّ الأمر له يُقلِّد من يشاء ويصرف من يشاء. ونتيجةً لِلصراع بين مُحمَّد بن تكين، الذي قدم إلى مصر من فلسطين في شهر ربيع الأوَّل 322هـ المُوافق فيه شُباط (فبراير) 934م مُدعيًا أنَّهُ واليها من قِبل الخليفة، وبين الوالي أحمد بن كيغلغ والماذرائيين؛ اضطربت الأُمور أكثر فأكثر، وانقسمت طوائفُ الجُند.
دفع هذا الأمر الخليفة الراضي بِالله إلى إرسال الوزير الفضل بن جعفر إلى مصر لاستطلاع أوضاعها وتدبير أُمورها، ومنحهُ صلاحيَّات مُطلقة في التصرُّف، بناءً على طلبه، فقلَّد هذا مُحمَّد بن طُغج ولاية مصر في سنة 323هـ المُوافقة لِسنة 935م، وضُمَّت إليه الشَّام والحجاز، ويبدو أنَّ لِذلك علاقةً بِما جرى من التقارب الأُسري. فقد زوَّج مُحمَّد بن طُغج ابنته من الفضل بن جعفر، فاستغلَّ هذا الزواج لِلحُصول على ولاية مصر، وقد وافق الخليفة الراضي بِالله بعد ذلك على هذا التعيين بعد أن أصبح أمرًا واقعًا وعزل أحمد بن كيغلغ. والواقع أنَّ الخِلافة كانت مُترددة في حسم الموقف في الشَّام ومصر خشيةً من تكرار تجربة الطولونيين، لِذلك جاءت قراراتها مُتسرِّعة وأوامرها مُرتبكة تنُمُّ عن الضُعف الذي حلَّ بها، وقد استغلَّ مُحمَّد بن طُغج ذلك الارتباك بِذكاء واعتمد على الصلاحيَّات الواسعة المُعطاة لِلوزير العبَّاسي لِتنفيذ رغبته، مُدركًا أنها لن تتحقق وتستقر إلَّا بِجُهوده الشخصيَّة وقُوَّته العسكريَّة.

#### دُخُول الإخشيديين إلى مصر

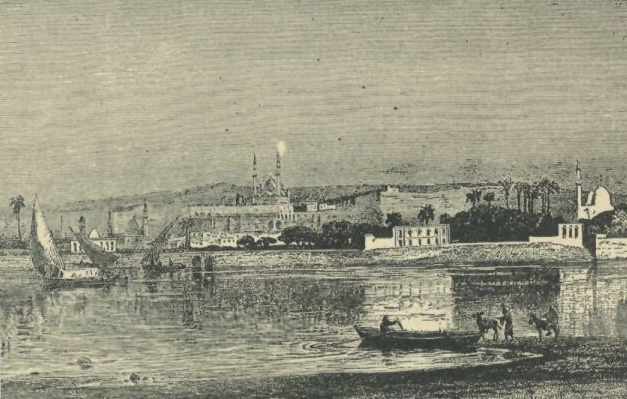
مدينة الفسطاط، دخلها الإخشيديُّون يوم 23 رمضان 323هـ المُوافق فيه 26 آب (أغسطس) 935م، بعد إقرار الخِلافة العبَّاسيَّة بِولاية الإخشيد على الديار المصريَّة.

كان الدُخول إلى مصر يتطلَّب تخطيطًا سليمًا نظرًا لِصُعوبته بِفعل تمسُّك أحمد بن كيغلغ بِمنصبه وحرص الماذرائيين على المُحافظة على مُكتسباتهم، لِذلك عقد مُحمَّد بن طُغج اجتماعًا سريًا مع الفضل بن جعفر في دمشق اتفقا في نهايته على أن يتم الدُخُول إلى مصر من محورين برّي وبحري، واتخذا الحيطة والحذر كي لا تتسرَّب أخبار اجتماعهما إلى أنصار الماذرائيين الكُثر في دمشق. وحرص مُحمَّد بن طُغج، قبل اللُجوء إلى استعمال القُوَّة المُسلَّحة، إلى الدُخول سلمًا إلى مصر، فكتب إلى مُحمَّد بن علي الماذرائي، صاحب السُلطة الفعليَّة فيها، يطلب منهُ التخلّي عن موقفه العدائي منه ويُخلِّي بينه وبين دُخول مصر مُقابل أن يظلَّ لهُ الإشراف المالي والإداري في البلاد، فرفض الاستجابة لِطلبه مُدركًا أنَّ هذا الوالي الجديد يختلف عن الوُلاة السابقين من حيث القُوَّة والطُموح، وأنَّهُ لن يكون لهُ من النُفوذ كما كان لهُ مع غيره، وبالتالي لا مقام له معه. دفع هذا الرفض مُحمَّد بن طُغج إلى تعبئة قُوَّاته، فحشد القادة والجُنُود الذين رافقوه والذين وفدوا عليه من الشَّام والعراق والبادية، وسار بهم باتجاه مصر. وعندما علم أحمد بن كيغلغ بِزحفه اتخذ التدابير الضروريَّة بِالتعاون مع حليفه مُحمَّد بن علي الماذرائي لِمنعه من الدُخول، بِالإضافة لِعرقلة إجراءات الوزير الفضل بن جعفر الإداريَّة. تقدَّم مُحمَّد بن طُغج على رأس جيشه باتجاه الداخل المصري، وفي المُقابل خرج أحمد بن كيغلغ من الفسطاط على رأس ثلاثين ألف جُندي تُسانده القُوَّة المغربيَّة في مصر، فاصطدم بِمُقدمة جيش مُحمَّد بن طُغج ومُني بِهزيمةٍ فادحة. ونزل مُحمَّد بن طُغج بعد انتصاره في منية الأصبغ شمالي القاهرة المُعاصرة وانتظر وُصول أُسطوله البحري بِقيادة صاعدة بن كلملم، وكان قد استولى على دُمياط وتنيس، واصطدم بِأُسطول ولاية مصر بِقيادة علي بن بدر بِالقُرب من سمنود وانتصر عليه ودمَّره، وتابع إبحاره إلى جزيرة الروضة وهي خط الدفاع عن الفسطاط، ولكنَّ هذا الأُسطول انسحب فجأة وعاد إلى الدلتا، ويبدو أنَّهُ تعرَّض لِضغطٍ عسكريّ بريّ، بِدليل أنَّ أحمد بن كيغلغ والماذرائي أسرعا، بعد انسحابه، إلى شحن الجزيرة بِالرجال والسلاح لِلدفاع عن الفسطاط. أعاد مُحمَّد بن طُغج تنظيم صُفُوف قُوَّاته البحريَّة وجدَّد هُجومه البحري على جزيرة الروضة ونجح في الاستيلاء عليها وأسر من فيها من الجُنُود، لكنَّ هذه القُوَّة البحريَّة لم تتمكَّن من دُخُول الفسطاط بِفعل شدَّة المُقاومة. وما جرى آنذاك من استياء أحمد بن كيغلغ، الذي كره استبداد مُحمَّد بن علي الماذرائي بِالأُمور السياسيَّة والإداريَّة وثقل عليه أمره وأمر أولاده وشعر بِأنَّهُ ليس له معهم أمرٌ ولا نهي، وانضمام كثيرٌ من جُنُوده إلى جيش مُحمَّد بن طُغج؛ أن مال إلى التفاهم مع هذا الأخير، وبِخاصَّةً بعد أن أرسل إليه مُحمَّد بن طُغج كتاب الخليفة الراضي بالله بِتكليفه ولاية مصر، وهدَّده بِالشكاية أمامه. والواقع أنَّ ابن كيغلغ كان قد عزم على الاستسلام إلى مُحمَّد بن طُغج قبل ذلك، إلَّا أنَّهُ اصطدم بِرفض مُحمَّد بن علي الماذرائي. وفعلًا أقدم أحمد بن كيغلغ على تسليم البلاد لِمُحمَّد بن طُغج، واعتذر إليه بِأنَّ زمام الأُمور كان قد أُفلت من يده، وأنَّ المُقاومة التي تعرَّض لها لم تكن بِإرادته. ونتيجةً لِذلك التفاهُم دخل مُحمَّد بن طُغج الفسطاط في 23 رمضان المُوافق فيه 26 آب (أغسطس) فاستقبله أحمد بن كيغلغ مُستسلمًا في حين فرَّ مُحمَّد بن علي الماذرائي، واضطرَّ إلى الاختباء. ونهبت العساكر الداخلة المدينة مُدَّة يومين، ولم تتوقف عن النهب إلَّا بعد أن هددهم مُحمَّد بن طُغج بِالقتل، ثُمَّ هدأت الأوضاع وبدأت الحياة العامَّة تعود إلى طبيعتها، فاطمأنَّ السُكَّان الذين كانوا قد غادروها وعادوا إلى دورهم.

#### القضاء على المُتمردين

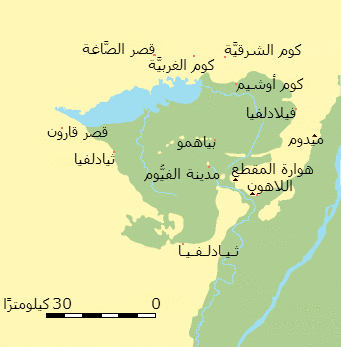
خارطة إقليم الفيُّوم التي اعتصم فيها المُتمردون على الإخشيديين.

غادر الفسطاط، على أثر دُخُول مُحمَّد بن طُغج، بعض القادة الذين ناهضوه واشتركوا في قتاله، أمثال حبشي بن أحمد قائد القُوَّة المغربيَّة، وعلي بن بدر قائد أُسطول أحمد بن كيغلغ وتوجهوا نحو الشرقيَّة، ثُمَّ يمَّموا وجههم صوب الفيُّوم، وقد تجنَّبوا الذهاب إلى الحُدود الشرقيَّة باتجاه فلسطين ظنًا منهم أنَّهم لن ينجوا من أعوان مُحمَّد بن طُغج في هذه البلاد، واختاروا الذهاب إلى الفيُّوم بِفعل عاملين: عدم امتداد سُلطان مُحمَّد بن طُغج إلى هذه المنطقة بعد، والطبيعة الجُغرافيَّة لِتلك المنطقة التي تُشكِّلُ حائلًا أمام أي هُجومٍ قد تتعرَّض له. والواقع أنَّ والي مصر الجديد لم يشأ أن يتركهم حتَّى تستفحل حركتهم، وأراد أن يقضي عليها في مهدها، فأرسل إليهم قُوَّة عسكريَّة بحريَّة بِقيادة صاعد بن كلملم. ويبدو أنَّ المراكب لم تستطع أن تُبحر في الترعة الموصلة إلى الفيُّوم، ما أعطى المُتمرِّدين الفُرصة لِلتصدي لها، وتمكَّنوا من الاستيلاء عليها وأسر قائد الحملة وقتله، وأبحروا إلى دار صناعة السُفن في جزيرة الروضة وأحرقوا المراكب الراسية فيها، ثُمَّ واصلوا السير إلى الإسكندريَّة، ومنها رحلوا إلى برقة، وكتبوا إلى الخليفة الفاطمي مُحمَّد بن عُبيد الله القائم بِأمر الله يستأذنوه ويدعونه لِغزو مصر، وهوَّنوا عليه أمرها، ووعدوه بِأخذها، وطلبوا منه مُساندتهم بِقُوَّةٍ عسكريَّة، فاستجاب لهم. كان من الطبيعي أن يتوجَّس مُحمَّد بن طُغج خيفةً من تمادي المُتمردين وبِخاصَّةً بعد اتصالهم بِالفاطميين، فجهَّز حملةً عسكريَّةً كبيرة أسند قيادتها إلى أخيه عُبيد الله، وأمر بِمُطاردتهم والقضاء عليهم، ويبدو أنهم عجزوا عن مُواجهته، واضطرّوا إلى مُغادرة مصر إلى رمادة بين برقة والإسكندريَّة، ومرض حبشي بن أحمد وتُوفي فيها في سنة 324هـ المُوافقة لِسنة 936م قبل وُصوُل المُساعدة الفاطميَّة. وهكذا خلُصت مصر لِمُحمَّد بن طُغج بِفضل جُهُوده الشخصيَّة.

### فُقدان الشَّام

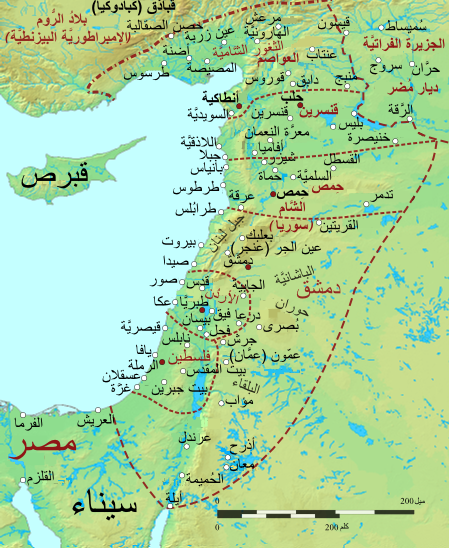
الأجناد والثُغور الشَّاميَّة التي فقدها الإخشيديُّون لِصالح الوالي مُحمَّد بن رائق.

بعد إقرار مُحمَّد بن طُغج الإخشيد على ولاية مصر والشَّام، أخذت الخِلافة العبَّاسيَّة تعمل على إنعاش نفسها وإنقاذ هذا المقام من الهوان والضُعف الذي حلَّ به نتيجة استبداد القادة التُرك بالأمر مُنذُ حوالي رُبع قرن، فأُجريت بضعة تعديلات إداريَّة تناولت مركز الخِلافة والوزارة ووضع القادة التُرك، وانتهت بِظُهور منصب «أمير الأُمراء» الذي سيطر مُتقلِّدُه على مقاليد الحُكم وامتدَّت صلاحيَّاته إلى الضرائب والإدارة، فهيمن على الخِلافة وأزال نُفوذ الوُزراء وتوقَّف الصراع بين الخِلافة والقادة التُرك الذي شغل جانبًا كبيرًا من العصر العبَّاسي الثاني. وكان أوَّل من تقلَّد هذا المنصب هو أمير واسط والبصرة مُحمَّد بن رائق الذي بدا في حينه أقوى شخصيَّة عسكريَّة. لكن لم تمضِ بضعة أشهر على تولِّيه هذا المنصب حتَّى خرج عليه أحد قادته التُرك ويُدعى «بجكم»، وحلَّ محلَّهُ في إمرة الأُمراء بعد أن هزمه، ما دفع مُحمَّد بن رائق إلى التفكير في البحث عن ولايةٍ تخضع له، وقد أدَّى الوزير أبو الفتح بن الفُرات دورًا هامًا في توجيهه إلى الشَّام ومصر لِيُعوِّض بهما عن خسارته. وفي نفس الوقت كانت الخِلافة غير مُطمئنَّة إلى وُجود الإخشيد في أهم ولايتين بِالمشرق، وكانت مصلحة الدولة العبَّاسيَّة العُليا تقوم على التفرقة بين القادة الوُلاة وعدم السماح بِبُروز أيَّة قُوَّة في مصر والشَّام يُمكن أن تستقل بهما وتُهدد مصلحة الدولة ووحدة العالم الإسلامي، تمامًا كما حصل زمن الدولة الطولونيَّة، على الرُغم من الموقف الواضح لِلإخشيد في هاتين الولايتين والتي تخدم مصلحة العباسيين العُليا. لِذلك، أرسل الخليفة مُحمَّد بن رائق إلى الشَّام لِيُنافس الإخشيد ويحُد من أطماعه ويستخدمه ورقة ضغط عند الضرورة ضدَّ أي نشاطٍ مُعادٍ لِسياسته قد يُقدم عليه. وُلِّي مُحمَّد بن رائق على حلب وأعمالها، لكنَّهُ سُرعان ما طمع بالشَّام كُلُّها، فراح يُهدِّد الإخشيد ويُطالبه بِالأموال كجزية عن المُمتلكات الإخشيديَّة في الشَّام ما أدَّى إلى قلقه واستيائه من هذا الوضع، ونصحهُ مُستشاروه باسترضائه بِالأموال حتَّى يتجنَّب أذاه، فاقتنع بِهذه النصيحة وأرسل إليه الحسن بن طاهر بن يحيى العلوي، وكلَّفهُ باسترضائه. والواقع أنَّ مُحمَّد بن رائق اتخذ من المال ذريعةً لِتحقيق تطلُّعاته، ولم يُخف نواياه في التوسُّع على حساب الإخشيديين، فتوغَّل في عُمق الشَّام، فاستولى على حِمص ثُمَّ زحف إلى دمشق، فهزم واليها عُبيد الله بن طُغج واستولى عليها وطرده منها، وعيَّن مُحمَّد بن يزداد الشهرزوري حاكمًا عليها، ثُمَّ سار إلى مدينة الرملة ودخلها في أواخر ذي الحجَّة 327هـ وأوائل مُحرَّم 328هـ المُوافق فيه شهريّ أيلول (سپتمبر) وتشرين الأوَّل (أكتوبر) 939م، وانسحبت منها القُوَّات الإخشيديَّة من دون قتال، وتابع سيره إلى العريش وهو يُريد الديار المصريَّة.

### النزاع مع ابن رائق
كان لِلنجاح الذي حقَّقه مُحمَّد بن رائق في الشَّام أثرٌ على سياق الأحداث في مصر. فقد شعر الإخشيد بِضغط هذا الرجُل والجُهود المُضنية اللازمة لِوقفه عند حدِّه، وعلم بِأنَّهُ قُلِّد ولاية الشَّام، فأراد أن يستطلع رأي الخليفة والقائمين على السُلطة في بغداد، ويتعرَّف على مواقفهم من الأحداث الجارية في الشَّام، فكتب إلى مُمثله في عاصمة الخلافة علي بن أحمد العجمي يطلب منهُ إعلام الخليفة بِنشاط مُحمَّد بن رائق ومطامعه في الشَّام، وأنَّهُ، أي الإخشيد، حاول عبثًا استرضاءه، وسيلتزم بِقرار الخليفة إذا صحَّ أنَّهُ ولَّاه هذه البلاد، كما أنَّهُ على استعداد لِقتاله وصدِّه عن الشَّام إذا كلَّفهُ الخليفة بذلك. فما كان من الخليفة إلَّا أن ترك القرار لِأمير الأُمراء بجكم الذي قال: «مَن ضَرَبَ بِالسَّيفِ وَهَزَمَ صَاحِبُه فَالعَمَلُ لَه»، أي أنَّ القرار متروكٌ لِلسيف ومن ينتصر. وما أن علم الإخشيد بِموقف الخليفة وأمير الأُمراء، ثارت ثائرته وانتابته نوبة عصبيَّة وفكَّر في قطع صلته بِالخلافة العبَّاسيَّة والتقرُّب من الفاطميين بِالمغرب. فاستدعى الخطيب عُمر بن الحسن العبَّاسي وأمرهُ بِإسقاط الدُعاء لِلخليفة العبَّاسي مُحمَّد الراضي بِالله والدُعاء لِلخليفة الفاطمي مُحمَّد القائم بِأمر الله، لكنَّ مُستشاريه نصحوه بِالعُدول عن هذه الفكرة، وبيَّنوا له عاقبتها، إذ قد يلجأ الخليفة العبَّاسي إلى تعيين مُحمَّد بن رائق واليًا على مصر ويمُدُّه بِالمُساعدة الماديَّة لِلتصدِّي له، ما يُؤدي إلى نهاية الحُكم الإخشيدي. ويبدو أنَّ الإخشيد اقتنع بِوجهة نظر مُستشاريه مُدركًا أنَّ موقفه مع الدولة الفاطميَّة الفتيَّة سيكون أضعف من مكانته لدى الخِلافة العبَّاسيَّة المُتداعية، وأنَّ مصلحته الخاصَّة تقضي بِالبقاء مع العبَّاسيين، ولِهذا تراجع عن تنفيذ هذه الفكرة، إلَّا أنَّهُ رأى ضرورة استعمال القُوَّة لِلتصدي لِخصمه الطَّامع في أملاكه، فمضى يتجهَّز لِقتاله، وأعدَّ حملتين من أجل ذلك: بحريَّة أرسلها إلى سواحل الشَّام، وبريَّة قادها بِنفسه. فخرج من الفسطاط في شهر مُحرَّم 328هـ المُوافق فيه شهر تشرين الأوَّل (أكتوبر) 939م، وعسكر في الفرما، واستخلف أخاه الحسن بن طُغج على مصر، وأرسل طليعة إلى فلسطين لِلوُقوف على استعداد خصمه.
كان مُحمَّد بن رائق آنذاك يتقدَّم باتجاه مصر، وعسكر في الرملة، فاصطدمت طليعته بِالطليعة الإخشيديَّة في مُناوشاتٍ خفيفة، ثُمَّ سعى الحسن بن طاهر بن يحيى العلوي في الصُلح بين الطرفين، فأرسل الإخشيد كاتبه مُحمَّد بن كلا إلى الرملة لِلتفاوض عنه في شُروط الصُلح حيثُ اتفق الطرفان على اقتسام المنطقة، على أن تكون الرملة لِلإخشيد وطبريَّة وما يليها إلى الشمال من نصيب مُحمَّد بن رائق. وعاد الإخشيد إلى مصر. ويبدو أنَّ مُحمدًا بن رائق لم يكن صادقًا، فلم يُحافظ على بُنود الاتفاق مع الإخشيد، إذ ما أن تراجعت القُوَّة الإخشيديَّة باتجاه مصر حتَّى سار على رأس قُوَّة عسكريَّة كبيرة مُتوجهًا إلى الرملة في طريقه إلى مصر. وعندما علم الإخشيد بِزحفه حاول التوصُّل معه إلى اتفاقٍ يحقن دماء المُسلمين إلَّا أنَّهُ لم ينجح في مُحاولته السلميَّة، فقرَّر عندئذٍ التصدِّي له، فخرج على رأس جيشه والتقى بِجيش خصمه في العريش وجرت بينهما رحى معركةٍ ضارية أسفرت عن انهزام الإخشيد، وحتَّى لا يقع في يد خصمه، عزم على الهرب واللحاق بِالإمبراطوريَّة البيزنطيَّة عن طريق البحر أو التوجُّه إلى المغرب لِلاحتماء بِالفاطميين، لكن ما جرى من انهماك قُوَّات مُحمَّد بن رائق بِالسلب والنهب، دفع الإخشيد إلى إعادة تنظيم صُفُوف قُوَّاته، وكرَّ عليها وأخذها على حين غرَّة وهزمها، وقتل وأسر كثيرًا من أفرادها. وتمكَّن مُحمَّد بن رائق من الفرار والنجاة مع سبعين من أنصاره وتوجَّه إلى دمشق، فأرسل الإخشيد أخاه أبا نصر الحُسين من طُغج على رأس قُوَّةٍ عسكريَّة لِمُطاردته، لكنَّ مُحمَّدًا بن رائق باغته في منطقة اللُجون، على بُعد عشرين كيلومترًا من طبريَّة، فتغلَّب عليه وقتله وأسر بعض مُساعديه، وسار بهم إلى دمشق.
دفعت هذه التطوُّرات العسكريَّة الطرفين إلى التفاهم مُجددًا، ذلك أنَّ الإخشيد أرسل قُوَّاته بِقيادة كافور إلى شمالي الشَّام، فاستولى على حِمص وحلب، وأسر والي حلب مُحمَّد بن يزداد، وعاث في المدينة والمناطق المُجاورة، كما تعرَّض لِلأهالي بِالأذى، وعاد إلى مصر مُنتصرًا بعد أن عيَّن مساور بن مُحمَّد الرومي واليًا على حلب. لكنَّ الإخشيد رأى، على الرُغم من انتصاره، ضرورة التفاهم مع ابن رائق لِسببين: أنَّ ولاية مصر واقعة بين بلاد الفاطميين من الغرب وسائر الولايات العبَّاسيَّة من الشرق، وكان الأوائل لا يملُّون وهُم يُحاولون انتزاع مصر من الدولة العبَّاسيَّة، ويتربصون شرًا بِالإخشيديين، وفي الوقت نفسه كان العبَّاسيين يعملون على زرع بُذور الشقاق بين وُلاة المشرق ويدعمون الفوضى في الشَّام ومصر كي لا يستقل بهما أحد كما حدث مع الطولونيين، وفي نفس الوقت أدرك مُحمَّد بن رائق أنَّ الموقف السياسي في الشَّام يتطلَّب التعقُّل والتفاهم مع الإخشيد لِمُواجهة دسائس العبَّاسيين. كان مُحمَّد بن رائق السَّبَّاق إلى فتح باب التفاهم، فحنَّط جُثَّة الحُسين بن طُغج وأرسلها في تابوتٍ إلى الإخشيد مع ابنه مُزاحم بن مُحمَّد بن رائق، وحمَّلهُ رسالة اعتذار عن حادثة القتل عارضًا أن يفديه بابنه مُزاحم. كان لِهذا الموقف أثرٌ كبيرٌ في نفس الإخشيد، فامتنع عن الأخذ بِثأر أخيه وأكرم غريمه، ورفع منزلته، وردَّهُ إلى أبيه مُعززًا، وكان ذلك من الأسباب التي أدَّت لِلتقارب بين الطرفين، فتمَّ الصُلح على أن يكون لِلإخشيد جميع البلاد المُمتدَّة من الرملة إلى مصر، ويدفع لابن رائق جزية سنويَّة عن الرملة مقدارها مائة وأربعين ألف دينار، ويحتفظ الأخير بِالبلاد الشَّاميَّة الواقعة شمالي الرملة. وتمتَّن هذا الصُلح بالتقارُب الأُسري، فقد زوَّج الإخشيد ابنته فاطمة من مزاحم بن مُحمَّد بن رائق، وتقرَّر أن يبقى عند الإخشيد مُقابل أن يبقى عُبيد الله بن طُغج عند ابن رائق في دمشق.

### استعادة الشَّام
قُتل مُحمَّد بن رائق في الموصل يوم 21 رجب 330هـ المُوافق فيه 10 نيسان (أبريل) 932م، على يد ناصر الدولة الحمداني، الذي رمى جُثَّتهُ في نهر دجلة، وكتب إلى الخليفة يتَّهم ابن رائق بِالتآمر عليه - أي الخليفة - ولهذا تخلَّص منه. وفي واقع الأمر أنَّ ابن رائق كان قد توجَّه إلى العراق بِطلبٍ من الخليفة لِلحد من الاضطرابات التي نجمت عن صراع الأخير مع القادة التُرك. كان الإخشيد يُراقب تطوُّرات الأحداث في العراق والشَّام آنذاك، وعندما علم بِمقتل ابن رائق خرج من مصر إلى الشَّام لِلسيطرة عليها، وعيَّن أخاه أبا المُظفَّر الحسن بن طُغج نائبًا عنهُ في مصر. وعندما وصل إلى دمشق استقبله نائبها مُحمَّد بن يزداد الشهرزوري وسلَّمهُ مقاليد أُمورها، فأصلح شُؤونها وعاد إلى مصر مُصطحبًا معه مُحمَّد بن يزداد الشهرزوري، فعيَّنهُ على شُرطتها، وعمد في آخر ذي القعدة، المُوفق فيه 5 آب (أغسطس) إلى عقد اجتماع لِكبار قادته وأعوانه، تقرَّر فيه استخلاف ابنه أُنوجور من بعده. وفي 22 رجب 332هـ المُوافق فيه 21 آذار (مارس) 944م، غادر الإخشيد مصر مُتجهًا إلى دمشق، ثُمَّ انطلق منها إلى الرقَّة لِلقاء الخليفة، الذي طلب منه المُساعدة ضدَّ أمير الأُمراء الجديد «توزون»، الذي طغى وتحكَّم بالبِلاد والعباد. ولمَّا اجتمع الرجُلان أظهر الإخشيد الطَّاعة التامَّة لِلخليفة وبالغ في إظهار إجلاله، فأُعجب الخليفة به، فخلع عليه وكنَّاه بِأبي القاسم واستخلفهُ على ولايتيّ مصر والشَّام على مدى ثلاثين سنة، واعترف لهُ بِحق توريثها لِأبنائه من بعده. والواقع أنَّ هذا التقليد لم يكن إلَّا اعترافًا بِالأمر الواقع الذي لم يكن باستطاعة الخليفة أن يغض النظر عنه، إذ إنَّ الإخشيد كان قد أخذ البيعة لابنه من كبار قادته قبل لقاء الخليفة. ولم يحصل أي قتال بين الإخشيد وتوزون، إذ عاد الخليفة لِلتفاهم معه، فغدر به توزون وقبض عليه وسمل عينيه، وبايع أبا القاسم عبد الله بن المُكتفي بِالخلافة ولقَّبه بـ«المُستكفي بِالله»، وعاد الإخشيد إلى مصر بعد أن نظَّم أُمُور الشَّام، فعيَّن الحُسين بن لؤلؤ على دمشق ثُمَّ نقله بعد ستة أشهر إلى حِمص وعيَّن مكانه يانس المُؤنسي، وولَّى أبا الفتح عُثمان بن سعيد الكلابي حلب كما ولَّى أخاه أنطاكية. استمرَّت العلاقة الجيِّدة بين العبَّاسيين والإخشيديين، وقد أقرَّ المُستكفي الإخشيد على ولايتيّ مصر والشَّام، ودعا الأخير لِلأوَّل على المنابر في جميع أنحاء ولايته. وحدث في 22 جُمادى الآخرة 334هـ المُوافق فيه 29 كانون الثاني (يناير) 946م، خُلع الخليفة العبَّاسي المُستكفي على يد مُعز الدولة البُويهي المُستبد بِدولة الخِلافة العبَّاسيَّة، وبايع بدلًا منه أبو القاسم الفضل بن المُقتدر ولقَّبه بـ«المُطيع لِله»، فثبَّت المُطيع الإخشيد على أعماله وزاد عليها الثُغُور والحرمين الشريفين واليمن، وخُطب لهُ على منابرها. والراجح أنَّ هذا التقليد على الحرمين واليمن هو رمزي، إذ إنَّ سُلطان الإخشيد لم يستقر في تلك الأقاليم التي كانت تحت حُكم أُسرات محليَّة رُبما خضع أُمراؤها إسميًا لِلخلافة العبَّاسيَّة، ثُمَّ إنَّ منح الخليفة التقليد على تلك الديار وتنازُله عن سُلطانه ونُفوذه السياسي يُؤكِّد ما وصلت إليه الخِلافة من ضُعف، ويُبرهن على مدى ما وصلت إليه الدولة الإخشيديَّة من الاتساع والقُوَّة.

### عهد خُلفاء مُحمَّد بن طُغج
تُوفي مُحمَّد بن طُغج الإخشيد في دمشق يوم 22 ذي الحجَّة 334هـ المُوافق فيه 25 تمُّوز (يوليو) 946م، ونُقل جُثمانه إلى بيت المقدس ودُفن هُناك. وبعد وفاة الإخشيد اشتدَّ التنافُس على تولَّي الحُكم في مصر، فقد كان الإخشيد قد ولَّى عهده قبل وفاته ابنه الأكبر أبا القاسم أُنوجور، البالغ أربعة عشر سنةً من العُمر، على أن يخلفه بعد وفاته، وعيَّن غُلامه أبا المسك كافور الحبشي وصيًا عليه، بدلًا من أخيه أبي المُظفَّر حسن بن طُغج، الذي يبدو أنَّهُ خشي - على الرُغم من ثقته به - طُموحه في الاستئثار بالحُكم إن عيَّنهُ وصيًا على ابنه أُنوجور، ومن ثُمَّ انتزاع الحُكم من أولاده، ولعلَّ ذلك هو السبب الذي دفعهُ إلى تعيين كافور مُدبرًا لِأُمور ابنه من بعده دون عمِّه غارسًا بِذلك بُذور الانقسام في الأُسرة الإخشيديَّة، ومانحًا كافور الفُرصة لِكي يستبد بِالسُلطة ويتفرَّد بها. وبعد وفاة الإخشيد بِبضعة أيَّام عُقد اجتماعٌ ضمَّ وُجوه النَّاس من الأُمراء والقادة والوُزراء والكُتَّاب والأشراف والقُضاة والشُهُود، لِبحث موضوع خِلافة الإخشيد، واستدعوا أبا بكرٍ مُحمَّد بن علي الماذرائي لاستطلاع رأيه، فاعترض على طرح الموضوع على بِساط البحث لِأنَّهُ محسوم بِفعل أنَّ الإخشيد عقد ولايته لابنه أُنوجور قبل وفاته وأنَّ الخليفة إبراهيم المُتقي لله أذن لِلإخشيد بِذلك، كما أنَّ صِغر سنِّه ليس مُبررًا لِتنحيته، فقد عُقد لِهٰرون بن أبي الجيش بن خُمارويه بِحُكم مصر والشَّام وكان أصغر سنًا من أُنوجور، وأضاف الماذرائي إنَّ اضطراب الأوضاع في الشَّام بعد وفاة الإخشيد يُنذر بِعواقب وخيمة، إذا ضيَّع أهل السُلطة الوقت في الجدال والاختلاف، وبِذلك تمَّ الأمر لِأُنوجور. وما جرى في ذلك الوقت في بغداد من استبداد البُويهيين بِمُقدرات الخِلافة وسعي الوُلاة والأُمراء إلى التقرُّب منهم؛ أرسل أُنوجور الهدايا إلى مُعز الدولة البُويهي سنة 338هـ المُوافقة لِسنة 949م وطلب منه أن يكون أخوه مُشاركًا له في إمرة مصر، ويكون من بعده، فأجابه مُعز الدولة إلى ذلك، وهكذا نال أُنوجور مُوافقة السُلطة المركزيَّة في بغداد على استخلاف أخيه. ولم يكن أُنوجور سوى حاكمٍ صُوريّ، فلم يترك له كافور سوى الاسم والدست، واستبدَّ هو بالسُلطة كونه الوصيّ على الأمير الصغير، ولم يُتح له أي فُرصة لِلظُهور على مسرح الحياة السياسيَّة أو مُمارسة أي عمل سياسي، وازداد نُفوذه عندما صار يُدعى له على المنابر مُنذ سنة 340هـ المُوافقة لِسنة 951م، واكتفى أُنوجور بما خصَّصهُ له من راتب سنوي وقدره أربعمائة ألف دينار، وترك لهُ تدبير الأُمور، واحتوى كافور على الأموال وانفرد بِتدبير الجُيُوش وأخذ الأملاك. وفي تلك الفترة أيضًا كان الأمر قد استتب لِمُعز الدولة البُويهي في بغداد، فأبطل الدُعاء لِلإخشيديين على منابر الحجاز، إلَّا في أحيانٍ قليلةٍ نادرة. وعندما تجاوز أُنوجور سن الرُشد وشعر بِأنَّ من حقِّه أن يتولَّى زمام الأُمور، حاول التمرُّد على حُكم كافور، وشجَّعهُ أنصاره على ذلك، لكنَّ والدته تدخَّلت ومنعته من ذلك بعد أن شعرت أنَّ ابنها لا يستطيع التغلُّب على كافور وخشيت عليه من بطشه، فخوَّفته من عاقبة الفتنة، وأعلمت كافورًا أنَّ ولدها ينوي الرحيل عن مصر، فكتب كافور إلى أُنوجور وصالحه في خُطوةٍ سياسيَّةٍ بارعة مُحافظًا بِذلك على مُكتسباته، واستمرَّ الوضع على حاله إلى أن تُوفي أُنوجور في 8 ذي القعدة 349هـ المُوافق فيه 30 كانون الأوَّل (ديسمبر) 960م.
نصَّب كافور بعد وفاة أُنوجور أخاه عليّ أميرًا على مصر بالاتفاق مع أعوانه من قادة الجُند ورجال أبيه الإخشيد، ودُعي لهُ يوم الجُمُعة في 13 ذي القعدة 349هـ المُوافق فيه 4 كانون الثاني (يناير) 961م على المنابر، وأقرَّهُ الخليفة العبَّاسي المُطيع على ولاية الديار المصريَّة والشاميَّة والثُغور والحرمين الشريفين. واستمرَّ كافور على شغفه بِالسُلطة والإمارة، فظلَّ يُباشر الأُمور بِنفسه على الرُغم من أنَّ الوالي الجديد قد ناهز الثالثة والعشرين من عُمره، وعيَّن لهُ المُخصصات نفسها التي كانت لِأخيه من قبل، وقدرُها أربعمائة ألف دينار سنويًا، ثُمَّ كفَّ يده عن الاضطلاع بِشُؤون الحُكم وحرمه من كُل عمل، وشدَّد عليه، ومنع الناس من الاجتماع به باستثناء نُدمائه، فأضحى أسيرًا في قصره لا عمل له إلَّا اللهو أو الصلاة. واستمرَّ الوضع على ذلك حتَّى توفي علي في 19 مُحرَّم 355هـ المُوافق فيه 15 كانون الثاني (يناير) 966م. كان الوارث الشرعي لِولاية مصر والشَّام بعد وفاة علي ولده الصغير أحمد، فحال كافور الطامع بالسُلطة من دون تعيينه بِحُجَّة أنَّهُ غير صالح لِلحُكم لِصغر سنِّه. وبقيت مصر والشَّام بِغير أمير أيَّامًا، وفي 26 مُحرَّم 355هـ المُوافق فيه 22 كانون الثاني (يناير) 966م أخرج كافور كتابًا من الخليفة العبَّاسي بِتقليده أُمور الشَّام ومصر والحرمين، وأظهر الخُلع التي وصلت إليه من عاصمة الخِلافة، فنودي به واليًا على مصر وما يليها من البلاد، فحقَّق بِذلك رغبته في حُكمها، والمُلفت أنَّهُ لم يُغيِّر لقبه وهو «الأُستاذ»، مُتجنبًا صدم أهل البلاد باغتصاب الألقاب إلى جانب اغتصابه السُلطة. عاشت الدولة الإخشيديَّة فترةً مُزدهرةً خِلال حُكم كافور، فقد حرص الأخير على أن يكون بلاطه مُلتقى العُلماء والأُدباء والشُعراء، وعظَّمهم وأجلَّهم، وتمكَّن من التوفيق بين الآراء المُختلفة لِلعُلماء وأصحاب المذاهب المُختلفة في البلاد، وكان قادرًا على استقطاب الناس إلى صفِّه من خِلال أفعاله وأقواله، وخبرته ومعرفته بِطبائع الناس وأساليب مُعاملتهم، كما كان يصطنع الحُلم حينًا ويُظهر الغضب حينًا آخر وفق ما تطلَّبه مصلحة الدولة والمُجتمع. وعُرف عنه دهائه وفطنته، فقد أذعن بالطاعة لِبني العبَّاس بِوصفهم خُلفاء المُسلمين، ودارى الفاطميين بِالمغرب وأظهر ميله إليهم، وأجلَّ أهل البيت وأكرم العلويين أعظم الإكرام. وظلَّ الوضع قائمًا هكذا حتَّى تُوفي كافور في 20 جُمادى الأولى 357هـ المُوافق فيه 22 نيسان (أبريل) 968م. اجتمع أعيان مصر وقادتها بعد وفاة كافور وبايعوا أحمد بن علي بن الإخشيد، وكان صغيرًا في الحادية عشرة من عُمره، ودُعي له على المنابر بِمصر وأعمالها والشَّام والحرمين، ولم يدم حُكمه أكثر من سنة واحدة بسبب شدَّة الاضطرابات التي قامت ضدَّ الإخشيديين، ومن ثُمَّ تمكُّن الفاطميين من الاستيلاء على مصر وضمِّها إلى دولتهم ونقل مركز الحُكم إليها.

### تضعضُع الإمارة الإخشيديَّة
خرج الحسن بن عُبيد الله بن طُغج والي الشَّام على الاجتماع الذي نُصب بِموجبه أحمد بن علي بن الإخشيد واليًا، فأخذ البيعة لِنفسه واستولى على ما كان لِكافور من أموالٍ في الرملة، وعيَّن الوزير أبا الفضل جعفر مسؤولًا عن إدارة الشؤون الماليَّة، وشمول الإخشيدي صاحب الحمَّام بِمصر، على الرجال والعساكر. هذا ولا تُشير روايات المصادر أنَّهُ تلقَّى تقليدًا من الخِلافة بِأعماله، على أنَّهُ من المعروف أنَّه تمَّ الدُعاء له إمَّا بِوصفه وصيًا على أحمد بن علي أو بوصفه خليفةً له، مما يعني أنَّ تفاهُمًا قد حصل بين الطرفين.

#### غارات القرامطة على الشَّام
هاجم القرامطة بِقيادة الحسن الأعصم الشَّام في سنة 357هـ المُوافقة لِسنة 968م، فدخلوا دمشق، وساروا إلى الرملة، فتصدَّى لهم الحسن بن عُبيد الله الإخشيدي، غير أنَّهُ انهزم أمامهم، فغادر المدينة التي سقطت في أيديهم بعد مُقاومةٍ من جانب سُكَّانها، فدخلوها واستباحوها لِمُدَّة يومين، وسبوا عشرة آلاف من سُكَّانها، وفرضوا عليهم جزية قدرها مائة وخمسة وعشرين ألف دينار، واضطرَّ الحسن بن عُبيد الله أن يُصالحهم على مبلغٍ من المال قدره ثلاثمائة ألف دينار سنويًا، واعترف بِسُلطتهم ونُفوذهم على الشَّام، وبذلك أصبحت هذه البلاد تحت النُفوذ القُرمُطي في أواخر عهد الدولة الإخشيديَّة وقُبيل الغزو الفاطمي لِمصر، وأضحى النُفوذ الإخشيدي في الشَّام بِحُكم الزَّائل.

#### ثورة أهل طرابُلس الشَّام

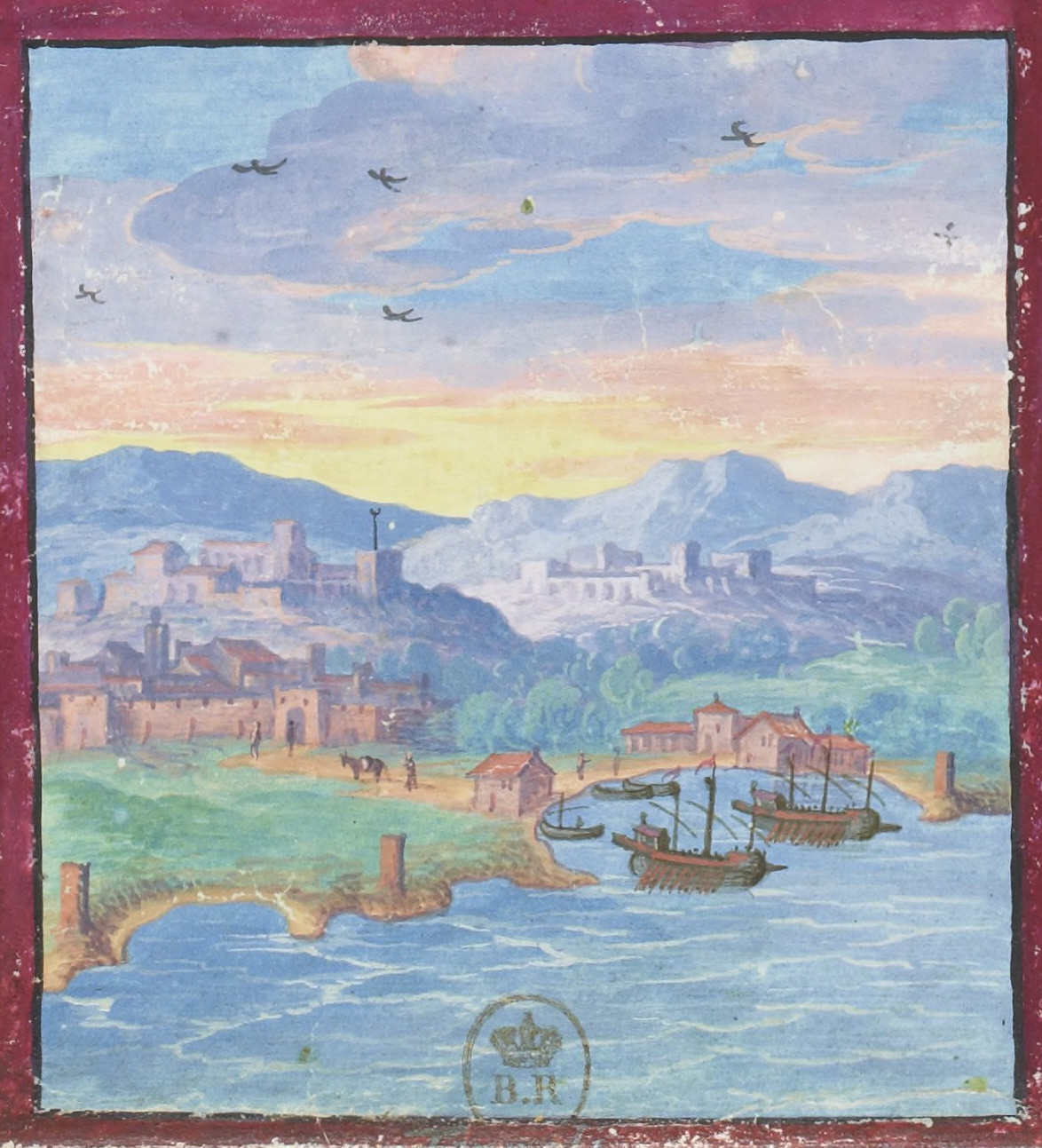
رسمٌ قديم لِمدينة طرابُلس الشَّام التي ثار أهلها على الإخشيديين لِما لقوه من ظُلم الوالي.

قامت في طرابُلس الشَّام في سنة 357هـ المُوافقة لِسنة 968م ثورة ضدَّ الحُكم الإخشيدي نتيجة استبداد الوالي أبي الحسن أحمد بن غُرير الأرغلي وظُلمه وقسوته في مُعاملة الأهالي. والمعروف أنَّ طرابُلس كانت تابعة آنذاك لِولاية دمشق، وأنَّ واليها هو الذي يُعيِّنُ حاكم المدينة. وقام الأهالي بِطرد واليهم من المدينة، فتحصَّن بِعرقة وأقام بها، وأضحى سُكَّان طرابُلس بلا والٍ ولا أمير. وحدث في غُضون ذلك أن وصل الإمبراطور البيزنطي نقفور فوقاس الثاني إلى طرابُلس في حملته الكُبرى على الشَّام في مُحاولةٍ لانتزاعها من المُسلمين، وكان قد استولى على شمالي البلاد ومنها عرقة، فقبض على أبي الحسن بن غُرير الأرغلي وأخذ جميع ماله، ثُمَّ نفذ إلى طرابُلس فنزل عليها يوم عيد الأضحى وأقام عليها تلك الليلة، وأحرق ربضها ورجع إلى بُلدان السَّاحل.

#### اضطراب الأوضاع الاقتصاديَّة في مصر
أدَّت الحالة الاقتصاديَّة المُتدهورة دورًا آخرًا في تراجُع قُوَّة الإخشيديين. فقد شهدت مصر مُنذ سنة 352هـ المُوافقة لِسنة 963م حالاتٍ من الجفاف استمرَّت تسعة أعوام، سببها نقصٌ في فيضان النيل، ونتج عنها اختفاء القمح واضطراب الأسعار، وتزايدت أثمان الحُبوب والأقوات، واقترن بِذلك وباءٌ عظيم، وهلك الضعيف من النَّاس، وأكلوا الميتة والجيف، وكانوا يسقطون موتى من الجوع، وزاد الوباء وكثُر الموت، ولم يُلحق دفن الموتى، فكان يُحفرُ لهم حُفرًا ويُرمى فيها عدَّة كثيرة، ويُردم عليهم التُراب. وثقُلت وطأة الضرائب على السُكَّان وبِخاصَّةً في تنيش ودُمياط وعلى ساحل النيل. وقد أفقدت المجاعة والأوبئة واضطراب الأمن الحُكومة كُل هيبة واستقرار، ولا سيَّما حين عجزت عن دفع رواتب الجُند، وعن جمع الضرائب، ولم يكن لِلخليفة المُطيع في بغداد من القُوَّة ما يُمكِّنه من تولية على مصر من يشاء من الرجال الأقوياء القادرين على النُهوض بها وحل جميع المشاكل التي ضربتها، فتفاقمت الثورات، وتمنَّى الناس الخلاص ممَّا هُم فيه، فكانت تلك الفُرصة التي انتظرها الفاطميُّون طويلًا لِضم مصر إلى ممالكهم، فأخذ الخليفة الفاطمي أبو تميم معدّ بن المنصور المُعز لِدين الله يعُد العُدَّة لِغزو مصر واستخلاصها من يد العبَّاسيين.

### الفتح الفاطمي وسُقُوط الإمارة الإخشيديَّة

خريطة توضِّح مسار الفُتوحات الفاطميَّة، انطلاقًا من إفريقية إلى المغرب الأقصى غربًا ومصرًا ثم الشَّام والحجاز شرقًا.

كان الحسن بن عُبيد الله الإخشيدي قد أساء مُعاملة السُكَّان خِلال الأشهر الثلاثة التي استبدَّ فيها بِشُؤون الحُكم بِمصر، فقبض على جماعة من أعيان الدولة والبلد وصادر أموالهم، فهرب كثيرٌ منهم إلى المغرب وعلى رأسهم الكاتب الشهير يعقوب بن كلس، والتحقوا بِخدمة الفاطميين، كما أقدمت جماعة من الأُمراء الإخشيديين الذين لم يرضوا عن حال البلاد والعِباد إلى مُراسلة الخليفة الفاطمي يستدعونه لِيتسلَّم مصر، ووعدوه بِالمُساعدة والمُساندة على أن يملك البلاد بِغير قتال ولا يُرغم أحدًا على التشيُّع. وفي الواقع فإنَّ الدُعاة الفاطميين كانوا قد تمكنوا من اختراق الجبهة الداخليَّة في مصر، واستقطاب بعض المصريين وجذبهم إلى الدعوة الفاطميَّة، وكان الرأي العام في مصر على استعداد لِتقبُّل أي حاكمٍ جديد يُريح البلاد مما تتخبط فيه من مشاكل سياسيَّة واقتصاديَّة، فحمل ذلك أولي الرأي في البلاد على الكتابة إلى المُعز يطلبون منه القُدوم إلى مصر لِإنقاذها من الفوضى التي دبَّت فيها مُنذ أن تُوفي كافور، واستجاب المُعز لِهذا الطلب. استفاد المُعز من تجارب الماضي، فحرص على تجنُّب ارتكاب الأخطاء نفسها التي ارتكبها آباؤه عندما حاولوا الاستيلاء على مصر، فانتهج أُسلوبًا مُختلفًا، مُعتمدًا على دُعاته فيها الذين هيَّؤوا له الأرضيَّة الداخليَّة، كما كثَّف اتصالاته مع بعض أصحاب النُفوذ فيها الذين لم يُخفوا مشاعر ولائهم لِلفاطميين. وبدأت مُنذ سنة 355هـ المُوافقة لِسنة 966م استعدادات التجهيز، فأرسل قُوَّةً عسكريَّةً استطلاعيَّة إلى مصر في السنة التالية، هاجمت واحة سيوة المصريَّة، ووقف أفرادها على مدى صلاحيَّة الطريق التي ستسلكها الفرق العسكريَّة إلى مصر. ولمَّا كانت مصر بعيدة نسبيًا عن إفريقية، أمر المُعز عامل برقة أفلح الناشب، بِحفر الآبار على الطريق بينها وبين تُونُس، وتمهيدها لِسير الحملات العسكريَّة، وبنى السُفن اللازمة لِلمُشاركة في الحملة، ومُساندة القُوَّات البريَّة، وشهد ميناء المهديَّة نشاطًا كثيفًا. فبنى حُسين بن يعقوب مُتولِّي البحر عشرة صنادل من القارب الكبير، وأجبر سُكَّان بعض المُدن الصقليَّة على تزويد دار الصناعة بِالأخشاب، واتخذ تدابير استثنائيَّة لِتأمين الأموال اللازمة لِلإنفاق على الحملة. وعيَّن الخليفة الفاطمي القائد جوهر الصقلي قائدًا لِلحملة، ثُمَّ جنَّد أعدادًا هائلة من أنصاره من القبائل البربريَّة، وبِخاصَّة كتامة وزويلة بِالإضافة إلى الصقالبة، بلغ تعدادها مائة ألف مُقاتل. انطلقت الحملة من إفريقية يوم السبت 14 ربيع الآخر 358هـ المُوافق فيه 7 آذار (مارس) 969م، فتقدَّم جوهر بِبُطء باتجاه الإسكندريَّة، وسانده أُسطولٌ بحريّ، ولم يصل إلى حُدود الدولة الإخشيديَّة إلَّا بعد ثلاثة أشهر. وعندما نتشر خبر هذا الزحف في الفسطاط، اضطرب الوضع، واستعدَّ أنصارُ الفاطميين لاستقبال ذلك القائد بِنشر المعلومات التي وزعها عليهم الدُعاة، لِيُقيموا الدليل على خُضُوع المصريين الذين يُقاسون من الفوضى والجُوع مُنذ عهدٍ بعيد. ولمَّا لم يُصادف جوهر الصقلي مُقاومةً تُذكر، أمر جُنده بِعدم التعرُّض لِلسُكَّان، واستطاع بِحنكته أن يستقطب أهل الإسكندريَّة، ويتألَّف قُلوبهم بما أجزل لهم من المال.

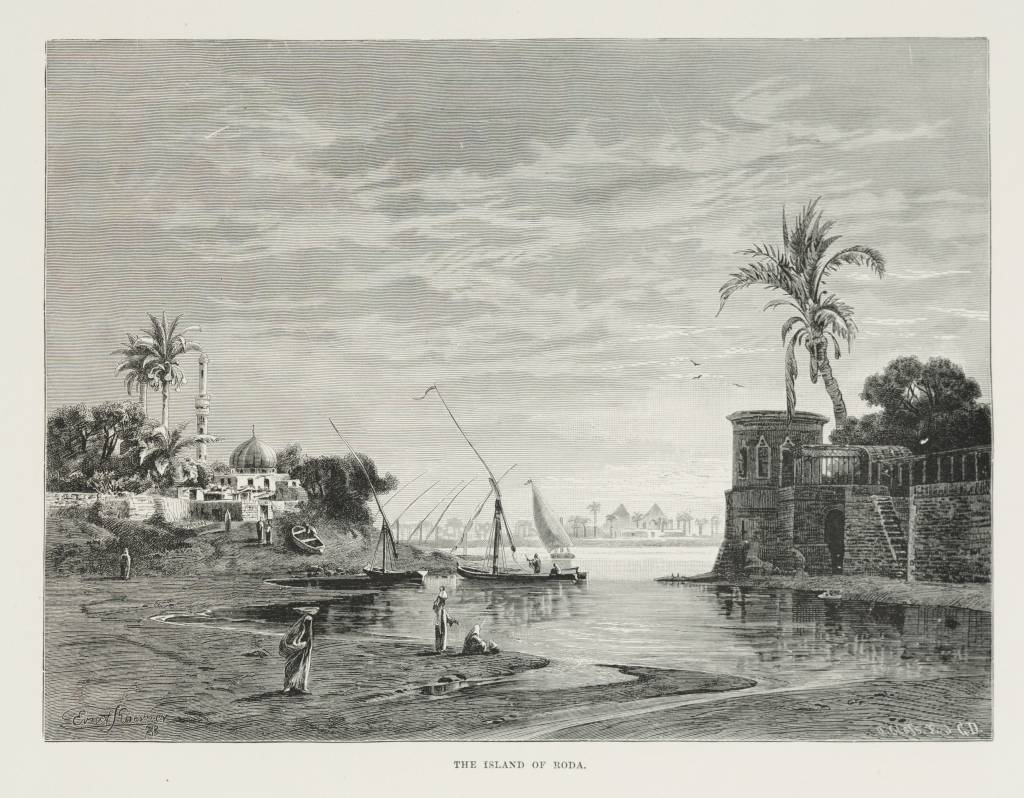
رسمٌ قديم لِجزيرة الروضة التي عبر منها الفاطميُّون إلى الفسطاط، مُنهين بِذلك الدولة الإخشيديَّة.

أدرك المسؤولون في مصر، وعلى رأسهم الوزير جعفر بن الفُرات، أنَّهُ لا طاقة لهم بِمُقاومة الجيش الفاطمي الجرَّار، فجمع هذا الوزير وُجوه القوم لِلتداول في الأمر، وكانت رُسُل جوهر الصقلي ترد إليه سرًا. واتفق الجميع على تجنُّب اتخاذ أي موقف عدائي، والميل إلى التفاوض في شُروط التسليم، وطلب الأمان لِأرواح المصريين وأموالهم وأملاكهم، فشكَّلوا وفدًا من أجل هذه الغاية، وخرجوا من الفسطاط يوم الإثنين 18 رجب المُوافق فيه 6 حُزيران (يونيو) وشايعهم كُل قائد وكاتب وعالم وتاجر وشاهد، ما يدُل على أنَّ فكرة المُقاومة من جانب المصريين كانت شبه معدومة، وكان معنى ذلك أنَّ جوهرًا الصقلي كاد يستولي على مصر من دون إراقة دماء، ما يُعدُّ نصرًا مُؤزَّرًا. اجتمع أعضاء الوفد بِجوهر الصقلي في تروجة القريبة من الإسكندريَّة، وجرت بين الطرفين مُباحثات اتفقا بِنتيجتها على كتاب الأمان الذي كتبه جوهر الصقلي وأعلنه لِلمصريين، وجاء فيه تطمين أهالي مصر والشَّام المُتمسكين بالمذهب السُني أنَّ أحدًا لن يُرغمهم على التشيُّع، وأن يقوم الفاطميُّون بِإصلاحٍ دينيٍّ شاملٍ يتضمَّن إصلاح المساجد وبناءها، وتأمين اليهود والنصارى على دياناتهم وأموالهم ودور عباداتهم، وتعهَّد بِتحقيق العدل ونشر السلام والطمأنينة بين الناس، وإعانة المظلومين مع الشفقة والإحسان، والتصدِّي لِخطر القرامطة ودفعهم بعيدًا على الشَّام ومنعهم من التعدي على الحُجَّاج المُسلمين، ومُواجهة الروم البيزنطيين الذين هاجموا شمالي الشَّام واستولوا على كثيرٍ من مُدنها، وتخليص أهل المشرق من الرُعب الذين لحق بهم جرَّاء هذين العدوين، كما تعهَّد بأن يقوم بِإصلاحٍ شاملٍ في إدارة البلاد بِالضرب على أيدي العابثين من قُطَّاع الطُرق، وضبط السكَّة بِعدم غشِّها أو تزييفها. وفي مُقابل منح الأمان لِلمصريين، قيَّد جوهر الصقلي الوفد المصري بِقُيودٍ يستطيع من خلالها أن يدخل حاضرة البلاد مُطمئنًا، فأخذ عليهم العُهُود والمواثيق أن يُذيعوا نُصوص الاتفاق بين الخاص والعام، وأن يضمنوا عُبُور جيشه من الجيزة إلى الفسطاط وذلك بِالخُروج إليه، والسير في رُكابه حتَّى يعبر الجسر وينزل الفسطاط.
لكنَّ بعض فئات الجيش الإخشيدي عزَّ عليهم أن يستولي الفاطميُّون على مصر وأن يزول نُفوذهم وهيبتهم، فامتنعوا عن طاعة كُل ما جاء في عهد جوهر الصقلي، فنزلوا جزيرة الروضة، وقطعوا جُسور الجيزة، وانتظروا جوهرًا وجيشه بِمنية شلقان شرقي القناطر الخيريَّة، وهُم على أهبة الاستعداد لِمُقاومة الجيش الفاطمي ومنعه من الدُخول إلى الفسطاط. وأُحيط جوهر الصقلي علمًا بانتفاض الجُند الإخشيديين، فاستحصل على فتوى من قاضي القُضاة أبي طاهر الذُهلي تُجيز قتال المُتمردين، فاصطدم بهم يوم 11 شعبان المُوافق فيه 1 تمُّوز (يوليو) وتغلَّب عليهم، فانسحبوا إلى الشَّام، وفي 17 شعبان المُوافق فيه 7 تمُّوز (يوليو) عبر جوهر الجسر المُقام على النيل بين الجيزة والفسطاط وعسكر شمالي القطائع، ووضع أُسس مدينة القاهرة، ولمَّا كان يوم الجُمُعة 20 شعبان المُوافق فيه 10 تمُّوز (يوليو)، صلَّى جوهر الصقلي في جامع عمرو بن العاص صلاة الجُمُعة، وخطب بالمُصلين هبة الله بن أحمد وقطع الدُعاء لِلعبَّاسيين وقرأ الدُعاء لِلفاطميين. وهكذا زالت الإمارة الإخشيديَّة بعد أن عمَّرت ثلاثة وثلاثين سنة ميلاديَّة، وبدأ العهد الفاطمي في مصر.

## الثقافة والمظاهر الحضاريَّة

### سياسيًا وإداريًا
كانت الأُمُور بِمصر قُبيل قُدوم الإخشيديين بِيد الأُسرة الماذرائيَّة، وعلى رأسها مُحمَّد بن علي الماذرائي، وكان هؤلاء قادة عسكريُّون ظهر نُفوذهم بالبلاد المصريَّة مُنذ العهد الطولوني، وتحكَّموا بالكثير من جوانب الحياة السياسيَّة مُنذ أن ضعُفت الدولة الطولونيَّة وزالت، وبعد عودة الولاية العبَّاسيَّة المُباشرة على مصر والشَّام. فلمَّا نودي بِمُحمَّد بن طُغج الإخشيد واليًا على مصر، سعى إلى القضاء على نُفوذ هذه الأُسرة واستئصالها شيئًا فشيئًا، مُبرهنًا على بُعد نظر وحنكة سياسيَّة، لأنَّ الماذرائيين مُتجذرون في مصر ولهم أنصارٌ أقوياء، وهو لم يشأ أن يُعاديهم مُباشرةً، بل لعلَّهُ رغب أن يستفيد من خبراتهم في المُستقبل. استعان مُحمَّد بن طُغج بِالوزير العبَّاسي الفضل بن جعفر الذي كان يرغب بالانتقام من الماذرائيين أعداء أُسرته وخُصُوم حليفه ابن طُغج، فانتظره حتَّى أتى مصر ومعه خِلع من الخليفة، وتعاون معهُ لِلقبض على مُحمَّد بن علي الماذرائي، وكان الأخير مُختبئًا في منزل إسحٰق بن نُصير العبادي كاتب خُمارويه، فذهبا إليه وأخرجاه من مخبئه، وأمر الوزير بِمُحاسبته وصادر ضياعه في الشَّام ومصر، كما صادر أموال أولاده وحاشيته، ثُمَّ اعتقله واصطحبه معهُ إلى الشَّام حيثُ توفي في الرملة يوم 8 جُمادى الأولى 327هـ المُوافق فيه 3 آذار (مارس) 939م. ويُعد خُروج مُحمَّد بن علي الماذرائي إيذانًا ببدء عهد جديد في مصر، حيثُ جمع مُحمَّد بن طُغج بين يديه جميع السُلطات، وأسَّس إمارة مُستقلَّة عن الخِلافة العبَّاسيَّة في الشَّام ومصر، وإن ارتبط معها بِروابط روحيَّة، ثُمَّ بدأ بِتنظيم أُمورها، فعيَّن بدر الخرشني نائبًا عنه على دمشق، وولَّى أحمد بن سعيد الكلابي أعمال حلب.
حافظ مُحمَّد بن طُغج على ديوان الإنشاء الذي أنشأه أحمد بن طولون، وقلَّد رجال الجيش وظائف الإدارة العُليا بالدولة. ومن الوظائف الإداريَّة الهامَّة التي ظهرت خلال عهد الدولة الإخشيديَّة، وكانت في واقع الأمر امتدادًا لِمنصبٍ ظهر في العهد الطولوني، وظيفة كاتب السر أو الكاتب، وهي وظيفة تشبه وظيفة السكرتير الخاص أو مُدير المكتب الحالية، حيثُ يُدوَّن شاغلها كُل ما يجري في حضرة الحاكم. وحافظ الإخشيديُّون على ولائهم لِلدولة العبَّاسيَّة رُغم استقلالهم الإداري، نظرًا لِلروابط الروحيَّة والدينيَّة، ولأنَّ في ذلك المصلحة العُليا لِلمُسلمين.

### الاقتصاد

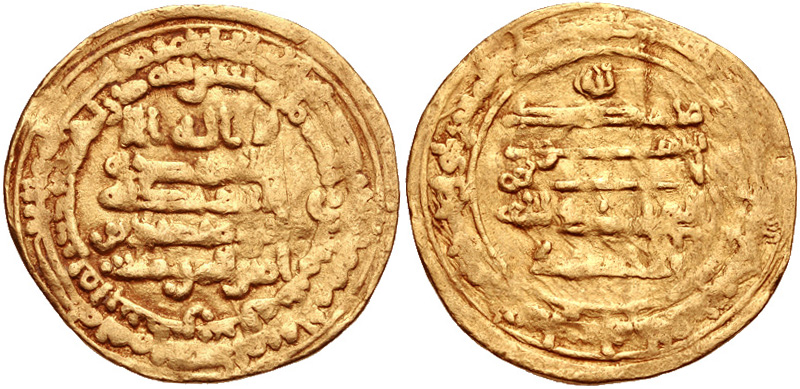
دينارٌ ذهبيٌّ ضُرب في فلسطين خِلال ولاية مُحمَّد بن طُغج الإخشيد، من حوالي سنة 944م إلى حوالي سنة 942م، وقد نُقش على إحدى وُجوه هذه القطعة النقديَّة اسم والي مصر ولقبه (مُحمَّد الإخشيد)، إلى جانب اسم الخليفة العبَّاسي.

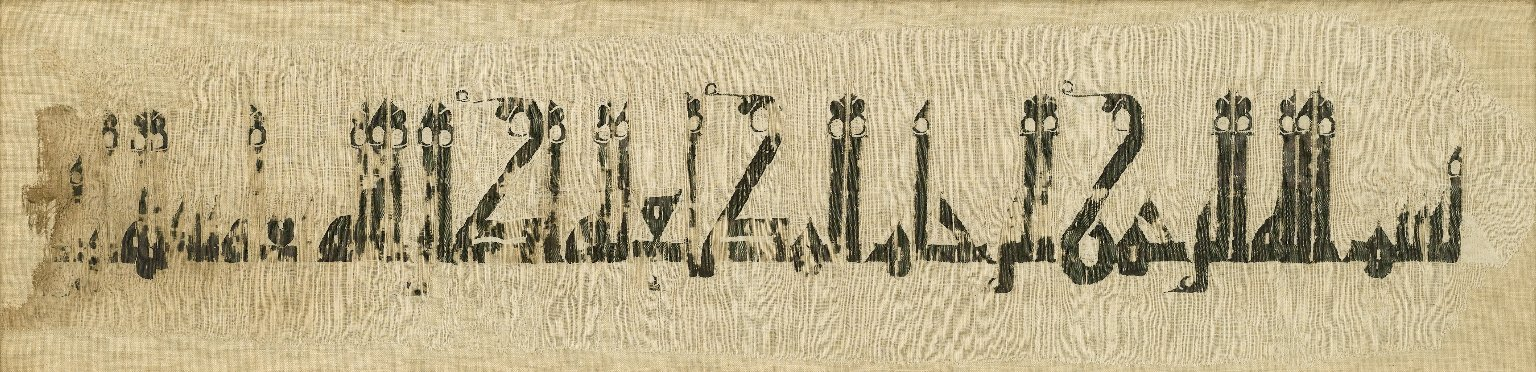
نسيجٌ صُنع في مصر الإخشيديَّة وخُطَّ عليه بالأحرف الكوفيَّة اسم الخليفة العبَّاسي المُطيع لِله.

التفت مُحمَّد بن طُغج بعد أن تمَّ لهُ الأمر إلى تدعيم أوضاع دولته الاقتصاديَّة، وتؤكِّد النُقود التي ضربها على تحسُّن الأوضاع الاقتصاديَّة في مصر والشَّام. فقد سُكَّ الدينار الإخشيدي بِعيارٍ كاملٍ، وأمر بِإصلاح النُقود التي فسدت بعد العهد الطولوني، والمعروف أنَّ الدنانير الإخشيديَّة ضُربت في الفسطاط والرملة ودمشق. بلغ خِراج مصر في عهد الإخشيد مليونيّ دينار في السنة، واستُخرج من مصر في إحدى عشرة سنة اثنين وعشرين ألف ألف دينار سوى خراج الرملة وطبريَّة ودمشق والسواحل، ما يدُل على الرخاء الاقتصادي الذي تمتعت به مصر والشَّام في ذلك الوقت، على الرُغم من أنها تعرَّضت لِموجة شديدة من الغلاء في سنة 329هـ المُوافقة لِسنة 941م، فاختفت الأقوات من الأسواق، وعزَّ القمح وسائر الحُبُوب، وتبعها تفشّي وباءٌ شديد. أولى الإخشيديُّون كذلك عنايتهم بالزراعة والصناعة والتجارة. أمَّا الزراعة فكانت الحرفة الأساسيَّة لِمُعظم السُّكَّان وتُمثِّل المورد الرئيسي لِدخل الدولة، ولم يكن إيجار الأرض الزراعيَّة مُرتفعًا في العصر الإخشيدي إذ كان يتراوح بين دينارٍ واحد، وبين دينارين ونصف دينار للفدَّان في السنة، حسب جودة الأرض. وقد بذل كافور الإخشيدي جُهده لتنمية الزراعة حتَّى زاد خراج مصر على أربعة ملايين كُل سنة وبلغ خراج الفيُّوم وحدها سنة 356هـ المُوافقة لِسنة 976م في عهد كافور أكثر من 620 ألف دينار. وإلى جانب هذا كانت مصر بلدًا صناعيًا هامًا في العصر الإخشيدي فاشتهرت بصناعة النسيج الرقيق في تنيس ودُمياط وشطا ودبيق، وامتازت بصفة خاصة بالأقمشة ذات الخيوط الذهبية التي كانت تُصدَّر إلى العراق، وقد ظلَّ الخُلفاء العبَّاسيُّون في العصر الإخشيدي يستمدون من مصر أكثر ما يلزمهم من المنسوجات النفيسة المُحلاة بالكتابات الكوفيَّة. كما ظهرت صناعة الورق التي حلَّت محل البردي، وترجع أول وثيقة حُكوميَّة من الورق إلى سنة 912م، كما ترجع آخر وثيقة حكومية من ورق البردي إلى سنة 935م. يُضاف إلى هذا اشتهار مصر حينئذ بصناعة الأسلحة والتُحف الدقيقة المُطعَّمة بالذهب والفضة والجواهر الثمينة. وأنشأ مُحمَّد بن طُغج دارًا لِصناعة السُفن بِالفسطاط سنة 325هـ المُوافقة لِسنة 936م، أمَّا التجارة فقد ارتفع شأنها في العصر الإخشيدي، ذلك أن تجارة الشرق التي كانت تتجه إلى المُحيط الهندي والشرق الأقصى، أخذت تتحول عن طريق الخليج العربي والعراق -أي عن طريق هرمز والبصرة- إلى طريق مصر والبحر الأحمر، ويذكر شمس الدين المقدسي أنَّ ثغر عدن صار في القرن الرابع الهجري المُوافق لِلقرن العاشر الميلادي أهم مركز تجاري، في حين أخذت بغداد تتدهور وتفقد مكانتها.

### الأوضاع الاجتماعيَّة
انقسم الناسُ في العهد الإخشيدي بحسب الثروة إلى فئتين: فئة غنيَّة وفئة فقيرة. وضمَّت الفئة الأولى أفراد الأُسرة الإِخشيديَّة، وبعض التُجَّار الأغنياء والمُلَّاك، وطبقة الأشراف من العبَّاسيين والطالبيِّين والعلويين، الذين كان لهم نصيبٌ في المُدن الكُبرى. وقد عاشت هذه الفئة عيشة كُلها إسراف في الطعام والشراب واللباس، يرتدون الفراء الفاخرة ويتطيَّبون بِالعنبر. وكانت مجالسهم حافلة بالمُغنين والمُغنيات والجواري الحِسان. وكانوا يُبالغون في الإسراف في حفلاتهم، فينثُرون النُقود على الحاضرين، وكانوا يقومون برياضة الصيد وسباق الخيل، ويجمعون الخُيول العربيَّة الأصيلة المُدرَّبة. وكان يُحيط بِأفراد هذه الفئة عددٌ كبيرٌ من المماليك والغلمان والأتباع، كما كان لهم حُجَّاب يحجبونهم عن الناس، وحُرَّاس لحمايتهم. وأكثر ما يشير إلى ترف هذه الطبقة مواكبهم التي كانوا يسيرون فيها. فقد كان الإِخشيد يسير وبين يديه خمسمئة غُلام بالدبابيس، وبين يديه الشمع والمشاعل. أمَّا فئة العامَّة، فلا يكادُ يُسمع عنها شيء. ويبدو أنها كانت تعيش على هامش الحياة، تقبل بما يصل إليها. وكانت هناك صلة بين الفئتين تتمثل فيما يصل من إنعام الفئة الغنيَّة إلى الفئة الأُخرى. فقد كانت كثرة منهم تغدق الخير والإحسان على الفُقراء والمحتاجين. وكان لمُحمَّد بن علي الماذرائي ديوانٌ كبيرٌ يُشرف على نحو ستين ألف مُحتاج تجري عليهم الأرزاق.

### العمارة
تذكر المصادر أنَّ مُحمَّد بن طُغج كان شديد الاهتمام بِتجديد بناء كثير من المساجد، وهو ما سار عليه خُلفاءه من بعده. فقد أنفق الإِخشيديون بسخاء على المساجد من أجل فرشها وإِنارتها، فبنى أبو الحسن علي بن الإِخشيد مسجدًا في الجيزة، وبنى كافور مسجد الفقاعي في سفح جبل المُقطَّم وكان في وسطه محرابٌ من الطوب، وهو أول محراب بُني في مصر، وبنى الوزير جعفر بن الفُرات مسجد موسى في المنطقة نفسها. وإلى جانب المساجد اهتمَّ الإخشيديُّون ببناء وتشييد القُصُور، وعلى رأسها قصر المُختار وقصر البُستان من تشييد الإِخشيد، والبُستان الكافوري ودار الفيل من تشييد كافور. كما اهتموا بِالأبنية العامَّة، فقد أنشأ مُحمَّد بن طُغج قيساريَّات كثيرة، أشهرها قيسارية لبيع المنسوجات، كان دخلها يُحبس على البيمارستان الأسفل. وبنى كافور بيمارستانًا سنة 346هـ المُوافقة لِسنة 957م، وأنشأ الوزير جعفر بن الفُرات سبع سقايات لسُكَّان الفسطاط لِجلب الماء من منطقة جزيرة الروضة. وعلى الرُغم من الاهتمام بِهذا الجانب من التشييد والبناء، إلَّا أنَّ الإخشيديين لم يهتموا بِبناء مدينة جديدة في مصر ترتبط بهم على غرار مدينة الفسطاط التي أسَّسها المُسلمون يوم فتحوا مصر بِقيادة الصحابي عمرو بن العاص، والعسكر التي أسسها الوالي صالح بن علي العبَّاسي، والقطائع التي أسَّسها أحمد بن طولون.

### الدين
كان الإسلام أكثر الديانات انتشارًا في العهد الإخشيدي، واتبع القسم الأكبر من الناس مذاهب أهل السُنَّة والجماعة الأربعة، مع بقاء المذهب الحنفي المذهب الرسمي لِلدولة كونه كان المذهب الرسمي لِدولة الخِلافة العبَّاسيَّة. وإلى جانب مذاهب أهل السُّنَّة، كان هُناك فئة صغيرة من المُسلمين من أتباع المذهب الشيعي الاثنا عشري، وقد تمركز هؤلاء في جبل عامل بالشَّام (جنوب لُبنان المُعاصر)، وكانت هُناك فئة أُخرى تتبع المذهب الإسماعيلي بِفعل تغلغل الدعوة الفاطميَّة في مصر، ومن المعروف أنَّ أبو علي الدَّاعي الذي ساعد عُبيد الله المهدي على الهرب من مصر إلى إفريقية في سنة 291هـ المُوافقة لِسنة 904م، كان قد أسَّس مدرسةً إسماعيليَّة في مصر عُرفت بِإخلاصها لِلفاطميين، وشجَّع تلامذتها الفاطميين على غزو هذا البلد. وبِفضل هؤلاء الدُعاة أضحى في مصر عدد غير قليل من الأنصار الذين شجَّعوا بِدورهم المُعز لِدين الله على غزو مصر والاستيلاء عليها. ويبدو أنَّ بعض المصريين كانوا أكثر استعدادًا لِتقبُّل المذهب الإسماعيلي بِسبب ميلهم إلى آل البيت والإمام علي بن أبي طالب، والتفافهم قديمًا حول واليه مُحمَّد بن أبي بكر. وقد تميَّز عهد الدولة الإخشيديَّة بِظُهور عدد كبير من أعلام الفقه حظوا بِرعايةِ طيِّبةٍ من الأُمراء الإخشيديين، وكان لهم نشاط علمي ملحوظ في الحياة العلميَّة وكان على رأس الفُقهاء الشافعيَّة في هذا العهد أبو بكر مُحمَّد بن جعفر الكناني المصري المعروف بابن الحدَّاد الذي تولَّى القضاء والتدريس بِمصر، وظهر من فُقهاء الشافعيَّة – أيضًا - أبو رجاء محمد بن أحمد بن الربيع الأسواني، وعبدُ الله بن مُحمَّد الخصيبي، وعبدُ الله بن مُحمَّد بن عبد الله بن الناصح. أمَّا فقهاء المالكيَّة فيأتي في مقدمتهم: هٰرون بن مُحمَّد بن هٰرون الأسواني، وعلي بن عبد الله بن أبي مصر الإسكندراني، وأبي بكر أحمد بن عمرو الطحَّان، ومُحمَّد بن أحمد بن أبي يُوسُف الخلَّال، ومُحمَّد بن يحيى بن مهدي بن هٰرون الأسواني، وأحمد بن مُحمَّد بن جعفر الأسواني.
ثاني أكثر الديانات انتشارًا في الدولة الإخشيديَّة كانت المسيحيَّة، تليها اليهوديَّة. والواضح من النُصُوص التاريخيَّة أنَّ أهل الذمَّة عاشوا في هُدوءٍ وسلامٍ طوال عصر الأُمراء الإخشيديين، كما كان حالهم في عصر الأُمراء الطولونيين، ولم يُنص عن اضطهاداتٍ أو عُسفٍ نزل بِأهل الذمَّة في ذلك العصر. والحقيقة أنَّ سوء المعاملة التي كان أهلُ الذمَّة يشكون منها في بعض الأحيان لم تكن مُوجهة إليهم بِصفتهم الدينيَّة وإنما كان الأُمراء الإخشيديُّون - وخاصَّةً مُحمَّد بن طُغج الإخشيد - يُصادرون أموالهم أحيانًا، مثلما كانوا يُصادرون أموال المُسلمين، في ذلك العصر على حدٍ سواء. وكان الخِلاف والنِزاع بين صُفوف القِبط في مصر ينتهي أمره أحيانًا إلى الأمير الإخشيدي فيفصل به، وقد ينتهز الأمير الفُرصة لِيستحوذ لِنفسه شيئًا من أموال الكنيسة وكُنوزها. فقد حدث في ولاية مُحمَّد بن طُغج انشقاقٌ بين البطريرك الملكاني سعيد بن البطريق وبين رعاياه من الملكانيين، وانقسموا إلى فريقين: فريقٌ مع البطريرك وفريقٌ عليه يتزعَّمه أُسقف تنيس ابن النخيلي وأُسقف الفرما ابن بليحا، ولمَّا تُوفي ابن النخيلي أُقيم بدله تاوفيلا بن الشقي، وقد حاول الأخير تهدئة النُفوس وإصلاح الأحوال وإعادة الناس إلى طاعة بطريركهم، لكنَّ الخصام استمرَّ بين الفريقين، حتَّى لجأ خُصُوم البطريرك إلى الإخشيد وحرَّضوه عليه، وأرسل الإخشيد أحد قادة جيشه على رأس جماعةٍ من الجُند إلى مدينة تنيس، فختم على الكنائس الملكانيَّة بها، وحجر على جميع ما بها من الآلات والآنية، وملأ بها كثيرًا من الصناديق وحملها إلى سيِّده ابن طُغج. فلمَّا عرف الأُسقُف تاوفيلا بن الشقي بِذلك، طلب من الكُتَّاب القِبط أن يتوسَّطوا لهم لدى الأمير لِتصفية الجو، والعفو عن البطريرك الملكاني، فتمَّ لهُ ما أراد، وأُعيدت إليهم مُمتلكات الكنائس الملكانيَّة، مُقابل دفع خمسة آلاف دينار لِلأمير. ويُلاحظ أنَّ أكثر الأعمال التي اشتغل بها أهلُ الذمَّة في هذا العصر غالبًا كانت أعمالًا ماليَّة، مثل جباية الخِراج وغيرها، والدليل على ذلك ما جاء في الأوراق البرديَّة من الإشارة إلى الجهابذة وعُمَّال الخِراج القِبط، ومنها مثلًا وثيقة تتضمَّن إيصالًا مُؤرخًا من سنة 235هـ المُوافقة لِسنة 942م، ويُشير إلى أنَّ بكام بن دانيال دفع الجزية المُقررة عليه، وقدرُها ثُلث دينار وثُلثا قيراط، في حُضُور أبي الحسن بن عيسى لِعامل الجباية تُيُودور بن خاييل. كان من بين المُوظفين النصارى، الذين أشرفوا على الشؤون الماليَّة في هذا العهد: ابن عيسى بقطر بن شفا، وتذكر بعض الروايات أنَّهُ تولَّى خراج مصر لِلأُمراء الإخشيديين، ومنهم أيضًا إبراهيم بن مروان في عهد أُنوجور، وكذلك جُرير بن الحصان. ويُلاحظ أنَّ استخدام المسيحيين واليهود في أواخر العهد الإخشيدي لم يكن قاصرًا على جباية الخِراج وتحصيل الضرائب وما يرتبط بِذلك من الأعمال الماليَّة. فتذكر الرواية القبطيَّة أنَّ كافور الإخشيدي كان لهُ وزيرٌ من القِبط يُسمَّى أبو اليمن قُزما بن مينا، وتُضيف الرواية القبطيَّة إلى ذلك أنَّهُ وُلِّي خراج مصر ودبَّر أُمورها بعد وفاة كافور، حتَّى استقرَّ الأمر لِلفاطميين، فلمَّا لمسوا في أبي اليمن قُزما بن مينا الثقة والأمانة، أبقوه في مكانه ناظرًا في كورة الفسطاط. كما يُلاحظ في هذا العصر ظاهرة غير مسبوقة في تاريخ مصر الإسلاميَّة، وهي استخدام اليهود، إلى جانب النصارى، في شُؤون الإدارة وأعمال الحُكومة. إذ كان يعقوب بن كلس اليهودي من مُستشاري كافور، ومن أقرب الناس إليه، وأمسك زمام الدواوين بالشَّام ومصر، وكان جميل المُعاملة وصائنًا لِنفسه، فأصبح مُقرَّبًا من كافور الذي كان يستشيره في كُل أُموره، حتَّى بلغ الأمر أنَّهُ أمر جميع رؤساء الدواوين بِألَّا يُصرف درهم أو دينار إلَّا بِتوقيع ابن كلس. وبلغ من شدَّة إعجاب كافور بابن كلس أنَّهُ رغب بِتوليته الوزارة ولكن حال دون ذلك دينه اليهودي، إذ لا يجوز أن يتولَّى أُمور المُسلمين المعيشيَّة الحسَّاسة إلَّا مُسلم، فلمَّا سمع يعقوب بن كلس بِذلك طمع في الوزارة واعتنق الإسلام، فتضاعف حُب كافور وتقديره له. ولكنَّ يعقوب بن كلس ما لبث أن رحل إلى المغرب والتحق بِخدمة الفاطميين بعد وفاة كافور كما أُسلف.

### العُلُوم والآداب

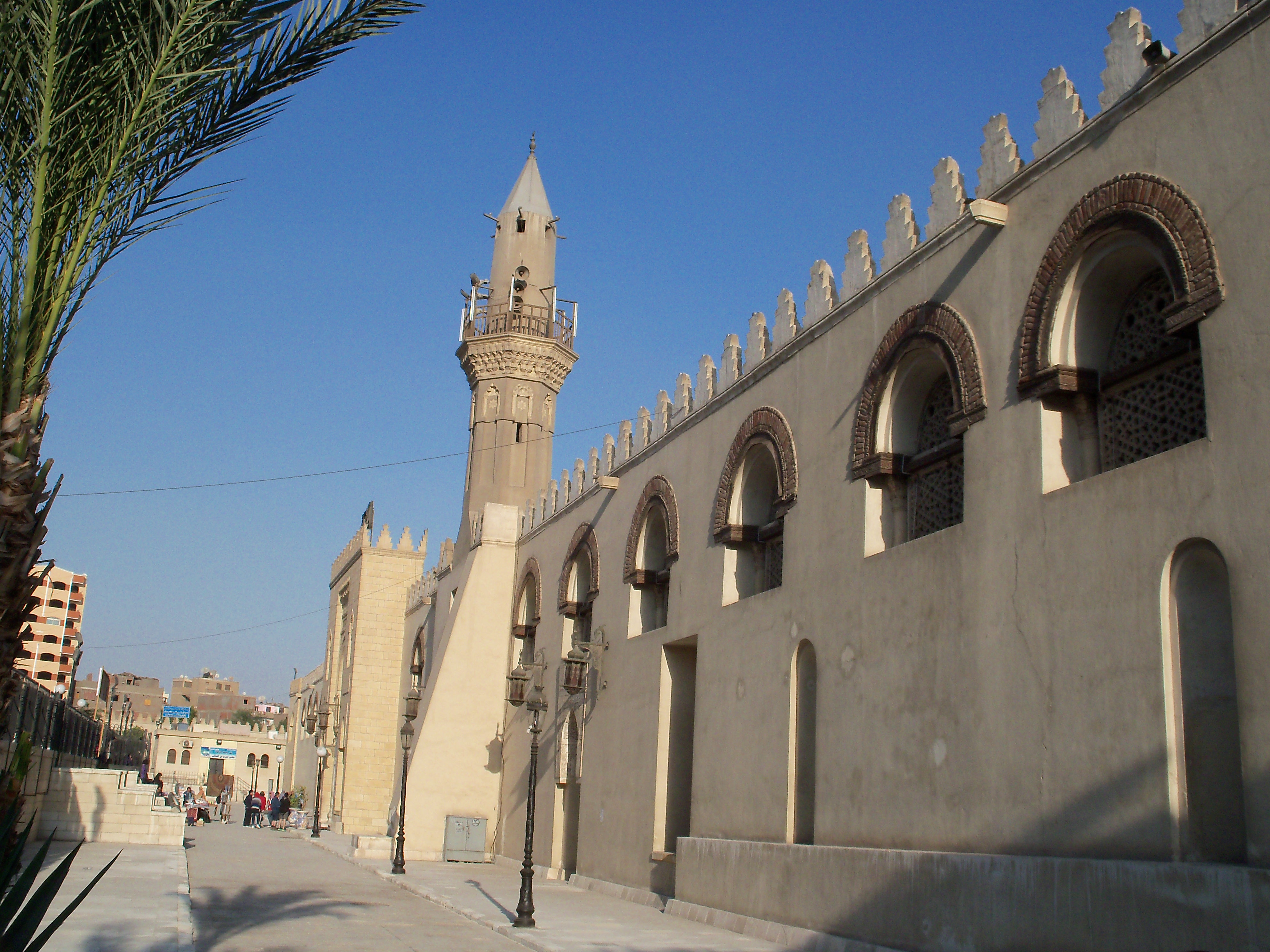
جانب من جامع عمرو بن العاص، مُلتقى أهل العِلم في مصر خِلال العهد الإخشيدي.

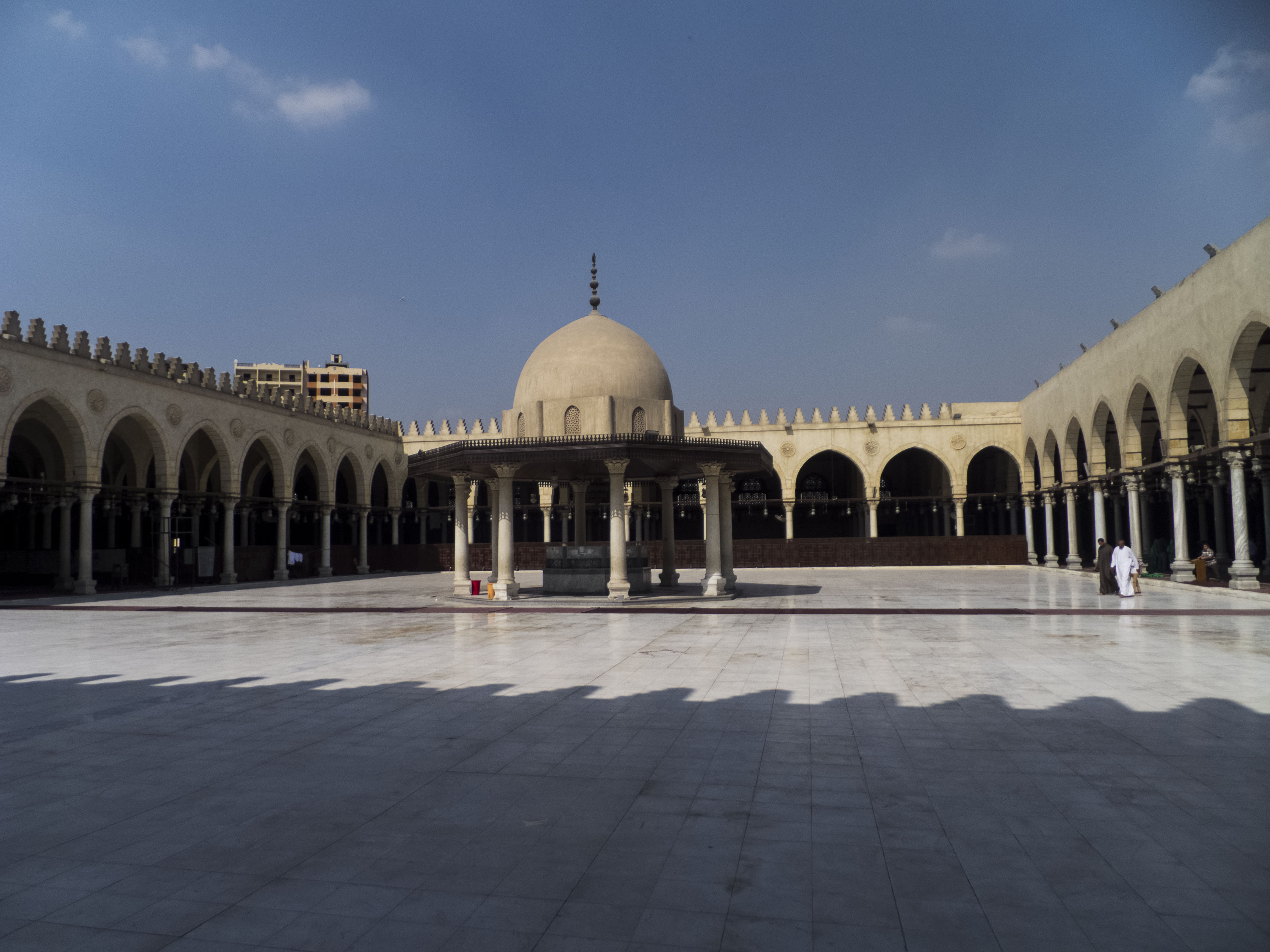
صحن جامع عمرو بن العاص في الفسطاط، حيثُ كانت تُعقد مجالس العلم خِلال العهد الإخشيدي.

شهدت مصر والشَّام إبَّان حُكم الإخشيديين نهضة علميَّة وأدبيَّة على مستوًى عالٍ من التقدُّم والازدهار، وكان مركزُ الحركة العلميَّة والأدبيَّة في مصر الإخشيديَّة وقلبها النابض في ذلك العصر جامع عمرو بن العاص، الذي تخطَّى دوره كمركزٍ لِلعبادة والصلاة، فكان دارَ عبادة وإدارة وقضاء، ثُمَّ مدرسة جامعة تُعقَد فيها مجالسُ العلوم والآداب على اختلافها، كغيره من المساجد الجامعة في الأمصار الإسلاميَّة. وكان هذا المسجد مثله في هذا المجال مثل الجامع الأزهر فيما بعدُ، فقد كان مُلتَقى العلماء والفُقَهاء والأئمَّة، وإليه يلجأ الناس للاستفتاء والمُشاورة، وإليه قصَد طُلَّاب العلم لِتلقِّي العلوم التي كانت سائدةً وتُدرس في ذلك الحين، وفيه تخرَّج عددٌ كبير جدًا من خِيرة العلماء والفُقَهاء. وكان هذا المسجد - بِالنسبة لأهل العلم - بِمثابة دار الندوة، يجتمعون فيه من وقتٍ لآخَر، يتداوَلون فيه أُمورَهم الحياتيَّة والدينيَّة والعلميَّة، وكان لهم عيدٌ أسبوعي يجتَمِعون فيه من أجل إقامة المناظرات العلميَّة والمطارحات الأدبيَّة. ومن دلائل وجود تلك المُناقشات والمُناظرات في هذا المسجد أنَّه قد رُوِي أنَّه في سنة 326هـ كان للشافعيَّة في جامع عمرو بن العاص خمس عشرة حلقة، وللمالكيَّة مثلها، ولأصحاب أبي حنيفة ثلاث حلقات، وقد أدَّى شدَّة التنافُس والنِّقاش بين أصحاب هذه المذاهب إلى المُقاتَلة في المسجد. وإلى جانب مسجد عمرو بن العاص وُجدت مساجد أخرى ساعدت على إثراء الحياة الفكريَّة، ومن بين هذه المساجد مسجدُ ابن عمروس، ونظرًا لأهميَّة هذه المساجد ودورها المُهم والفعَّال في الحركة الفكريَّة الإسلاميَّة، فقد اعتنى بها الأمراء الإخشيديُّون عنايةً بالغة، فكانوا يُطلِقون لها النفقات، ويأمُرون بعمارتها، ومدِّها بما تحتاجُه من الحصر والمصابيح وغيرها من الأُمور اللازمة. وإلى جانب المساجد، وُجدت مراكزُ أخرى انتَشرتْ من خِلالها الحضارة والثقافة العلميَّة والأدبيَّة والدينيَّة، وكان من أهمِّ هذه المراكز الأسواق التي كانت موئلًا للدارسين يتجاذَبون فيها أطرافَ الحديث، ويُقِيمون المنافسات والمناظرات العلميَّة. وقد كانت بمدينة الفسطاط في عصر الدولة الإخشيديَّة سوقٌ عظيمة للورَّاقين، وكان سيبويه المصري - أعظم أدباء هذه الدولة - يظهر الكلام والاعتزال في الطرقات والأسواق. وكانت سوق الورَّاقين أيضًا بمثابة مكتبةٍ عامَّة يُتاح فيها للمهتمِّين بالقِراءة والاطِّلاع شراء ما يحتاجونه من الكتب المفيدة لهم، وكانت تُقام في هذه السُّوق مَزادات يُنادَى فيها عن الكُتب الجيِّدة النادرة.
وفوق اجتِماعات ومجالس المساجد، وندوات ومُناظرات سُوق الورَّاقين، كانت هناك مجالس أُخرى للعلم والأدب لا يحضرها إلا الخاصَّة؛ مثل مجالس العظماء من أُمراء الدولة، وعلمائها ووزرائها، حيث كانت تجمَعُ بين العلم والأدب، والثقافات العامَّة. ومن مظاهر اهتمام الإخْشيد بمثْل هذه المجالس العلميَّة والأدبيَّة أن جعل دارُه مركزًا لتلك المجالس، وكثْرة اجتماعاته مع سيبويه المصري ومُناقشته إياه بِأُمور الفقه والعلم والفلسفة، وكان يمقت السجالات والشجارات في مجالسه هذه، وقد وصَف ابن سعيد المغربي مجلس الإخشيد بقوله: «وكان يَصُونه أنْ يجري فيه لغطٌ أو قبيح، ولقد تنازَع أبو بكر بن الحدَّاد الفقيه، وأبو الذكر القاضي المالكي، وعبد الله بن الوليد، وجرى بينهم لغطٌ كثير، فلمَّا انصرَفُوا قال: "يجري هذا في مجلسي! كدت والله أنْ آمُر بأخْذ عَمائمهم"». وقد اعتنى خُلَفاء الإخْشيد بتلك المجالس، واهتمُّوا بها، فقد عُنِيَ بها ابنُه أُنوجور، كذلك اعتنى بها كافور، وكان يُدنِي الشُعراء ويُجزيهم، وكانت تُقرَأ عنده في كلِّ ليلةٍ السير وأخبار الدولة الأُمويَّة والعبَّاسيَّة، وكان كافور له نظَر في اللُغة العربيَّة والأدب، وكان يحرص على أنْ يكون بلاطُه مجمع العلماء والأدباء، وأنْ يَفُوق في هذا الميدان بلاط الخليفة العبَّاسي وسيف الدولة الحمداني. وإلى جانب العُلوم، ازدهر الأدب في مصر في العصر الإخشيدي، لكن يُلاحظ أن حظ النثر كان أوفر من حظ الشعر، وأن الشعر كانت فيه المسحة العراقيَّة والميل إلى السجع والمُزاوجة مع إطناب في اللفظ وتكرار المعنى وإقبال على الجُمل القصيرة، وكان فارس حلبة النثر الفني في العصر الإخشيدي إبراهيم بن عبد الله بن مُحمَّد النجيرمي، وممن برز من أبناء مصر في الأدب في العصر الإخشيدي سيبويه المصري وهو أبو بكر مُحمَّد بن موسى بن عبدُ العزيز الكِندي الصيرفي. أمَّا الشعر في العهد الإخشيدي فكان هزيلًا نحيلًا ولم يكن هُناك إلَّا قلَّة من الشعراء المصريين من يصل إلى مكانة شُعراء العراق أمثال: أبي تمَّام والبُحتُري وابن الرومي، ومن شُعراء مصر في هذا العصر أحمد بن مُحمَّد بن إسماعيل بن القاسم بن إبراهيم بن طباطبا، والقاسم بن أحمد الرسي، وسعيد قاضي البقر، وغيرهم. وقد زار مصر في العهد الإخشيدي بعض الشُعراء المشهورين منهم أبو الطيِّب المُتنبي، فأقام بها أربع سنوات عند كافور الإخشيدي يمدحه بغرض الحصول على منصب هام ولكنه لم ينل بغيته؛ فانقلب على كافور يهجوه هجاءً قاسيًا. وممَّا قاله المُتنبي في مدح كافور:
ولمَّا لم يُحقق المُتنبي ما كان يطمع فيه من مناصب؛ نظم قصيدته الدالية المشهورة التي هجا فيها كافور، ومما قاله فيها مُستهزءًا بِأُصول كافور الحبشيَّة، مُذكرًا إيَّاه بِأصله كمملوك: 
أمَّا المُؤرخون في العصر الإخشيدي فكان لهم شأن عظيم منهم الحسن بن القاسم بن جعفر بن دحية أبو علي الدمشقي، والحسن بن إبراهيم بن زولاق ممَّن اهتموا بِتدوين تاريخ مصر وخططها ومن مؤلفاته: كتاب «فضائل مصر»، و«سيرة مُحمَّد بن طغج الإخشيد»، و«أخبار سيبويه المصري»، وغيرها من المُصنَّفات. وكذلك البطريرك سعيد بن البطريق الذي مارس الطب أيضًا فترة من الزمن بالفسطاط، وألَّف كتابه المشهور «التاريخ المجموع على التحقيق والتصديق» تناول فيه التاريخ منذ بدء الخليقة إلى العصر الذي عاش فيه. ومن الأطبَّاء الذين ظهروا في العهد الإخشيدي أيضًا: نسطاس بن جُريج صاحب كتاب «رسالة إلى يزيد بن رومان النصراني الأندلُسي في البول»، والبالسي الذي كان مُتميزًا في معرفة الأدوية المُفردة وأفعالها، وله من الكُتب كتاب «التكميل في الأدوية المُفردة»، وأبو عبد اللّه مُحمَّد بن أحمد بن سعيد التميمي المقدسي العالم بالنبات وماهياته والكلام فيه، وكان مُتميزًا أيضًا في أعمال الطب والاطلاع على دقائقها، وله خبرة فاضلة في تركيب المعاجين والأدوية المُفردة.

## الجيش

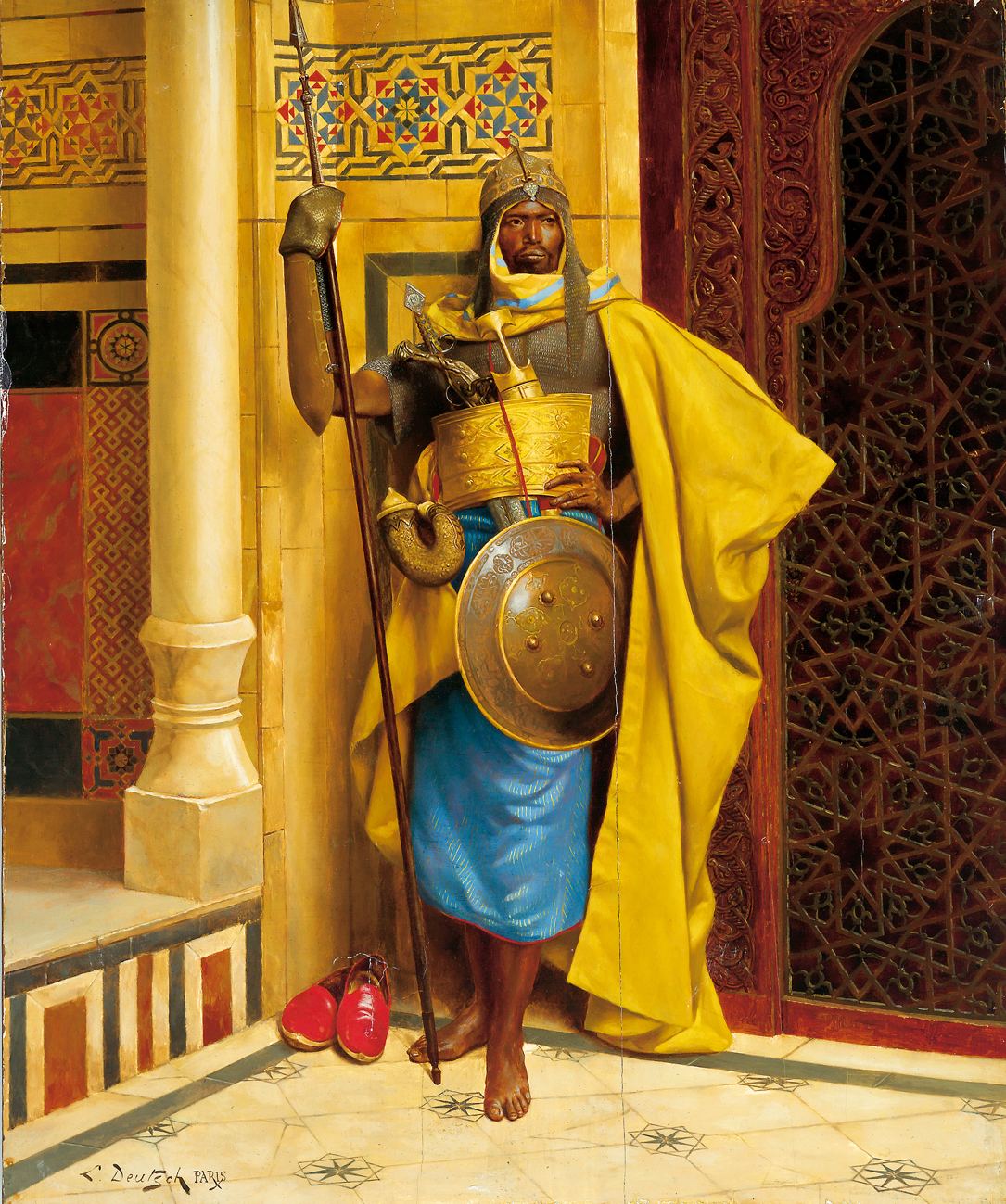
جُنديٌّ مملوك نوبيّ.

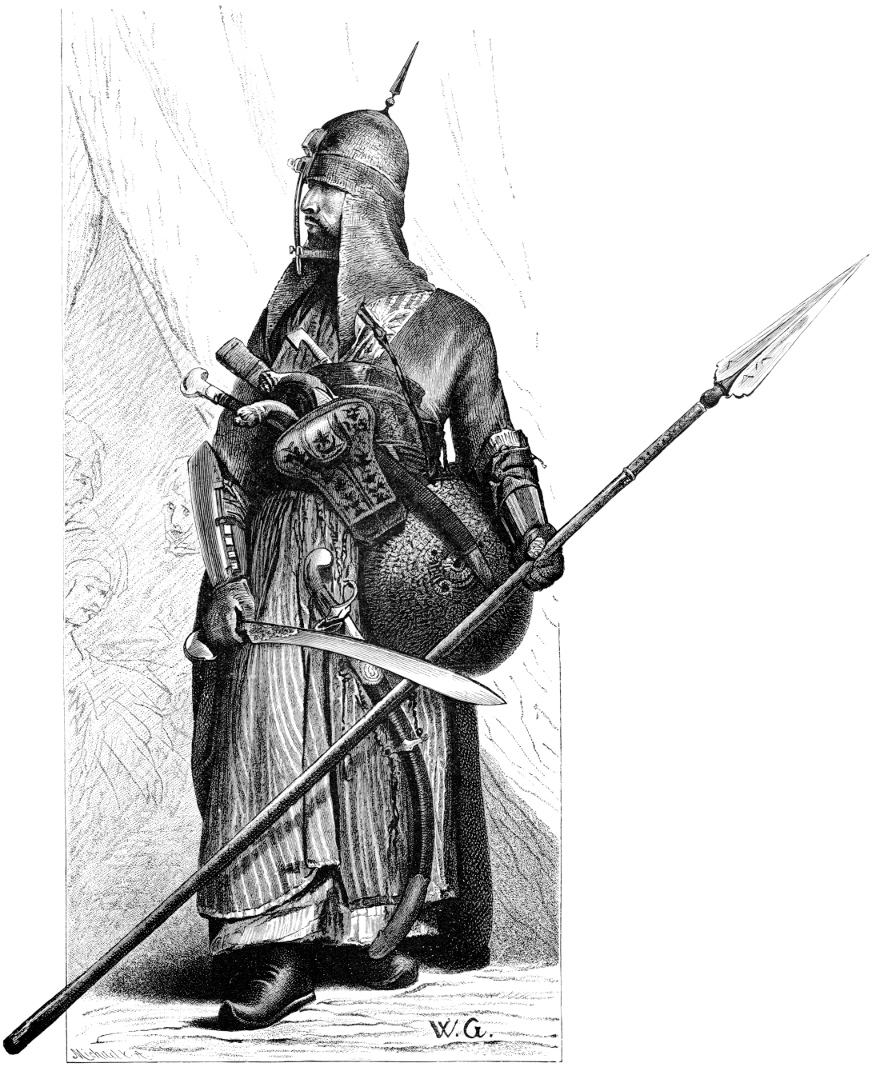
جُندي مملوكي بِدرعه الكامل وسلاحه.

استطاع مُحمَّد بن طُغج أن يدخل مصر ويقضي على المُتمردين بِفضل القُوَّة العسكريَّة التي شكَّلها، واستمرَّ بعد سيطرته على مصر في زيادة عدد قُوَّاته البريَّة والبحريَّة حتَّى أضحى أربعمائة ألف، وقد تألَّفوا من عرقيَّاتٍ عديدةٍ: تُرك وزُنج وبربر، وشكَّل فرقة مماليك خاصَّة لِحراسته. والرَّاجح أنَّ هذا الرقم مُبالغ فيه لِأنَّهُ لا يتناسب مع عدد سُكَّان البلاد في ذلك الوقت ولا مع القُوَّة الضروريَّة لِلدفاع عنها بِالإضافة إلى صُعوبة تموينه وتدبير الثكنات لِإيوائه، إلَّا أنَّهُ كان من أعظم جُيُوش عصره، بِدليل أنَّهُ عندما استدعاه الخليفة المُتقي لِله واقترب من مدينتيّ الرَّقَّة والرافقة المُجاورة لها، أشرف سُكَّانها على النوافذ والأسوار لِيُشاهدوا عِظم العسكر وحُسن عدَّته. وأدَّى هذا الجيش دورًا هامًا مكَّن الإخشيديين من تدعيم حُكمهم في مصر والشَّام وصدّ الأخطار التي هدَّدتهم في الشَّام وثُغورها، وبِخاصَّةً هجمات مُحمَّد بن رائق وسيف الدولة الحمداني. وكان مُحمَّد بن طُغج يخرج على رأس الجيش في مُعظم الأحيان، لِلقتال، وأناب عنه القائد عُمران بن فارس لِقتال مُحمَّد بن رائق في الشَّام، كما أناب عليّ بن مُحمَّد بن كلا. وبعد مقتل هذا الأخير، عيَّن فاتكًا وكافورًا على رأس الجيش الذي أرسله إلى الشَّام في سنة 333هـ المُوافقة لِسنتيّ 944 - 945م، وكان يُرسل إخوته في بعض الأحيان. واهتمَّ مُحمَّد بن طُغج بِبناء الأُسطول، فنقل دار صناعة السُفن من جزيرة الروضة إلى دار خديجة بنت الفتح بن خاقان، زوجة أحمد بن طولون، وكانت هذه الدار بِساحل الفسطاط، وذلك في سنة 325هـ المُوافقة لِسنة 937م بعد أن أحرق المُتمردون أُسطوله من دون أن يتمكَّن من التصدي لهم أو يقوم بِعملٍ حاسمٍ ضدَّهم، وقال في ذلك: «دارُ صناعةً يحُولُ بينها وبين صاحبها الماء ليست بِشيء». ويبدو أنَّ نقل دار الصناعة لم يقضِ تمامًا على الصناعة في دار الروضة إذ كانت مراكب الأُسطول مع ذلك تنشأ في الجزيرة وفي صناعتها.

## العلاقة مع دُول الجوار

### مع الخِلافة العبَّاسيَّة

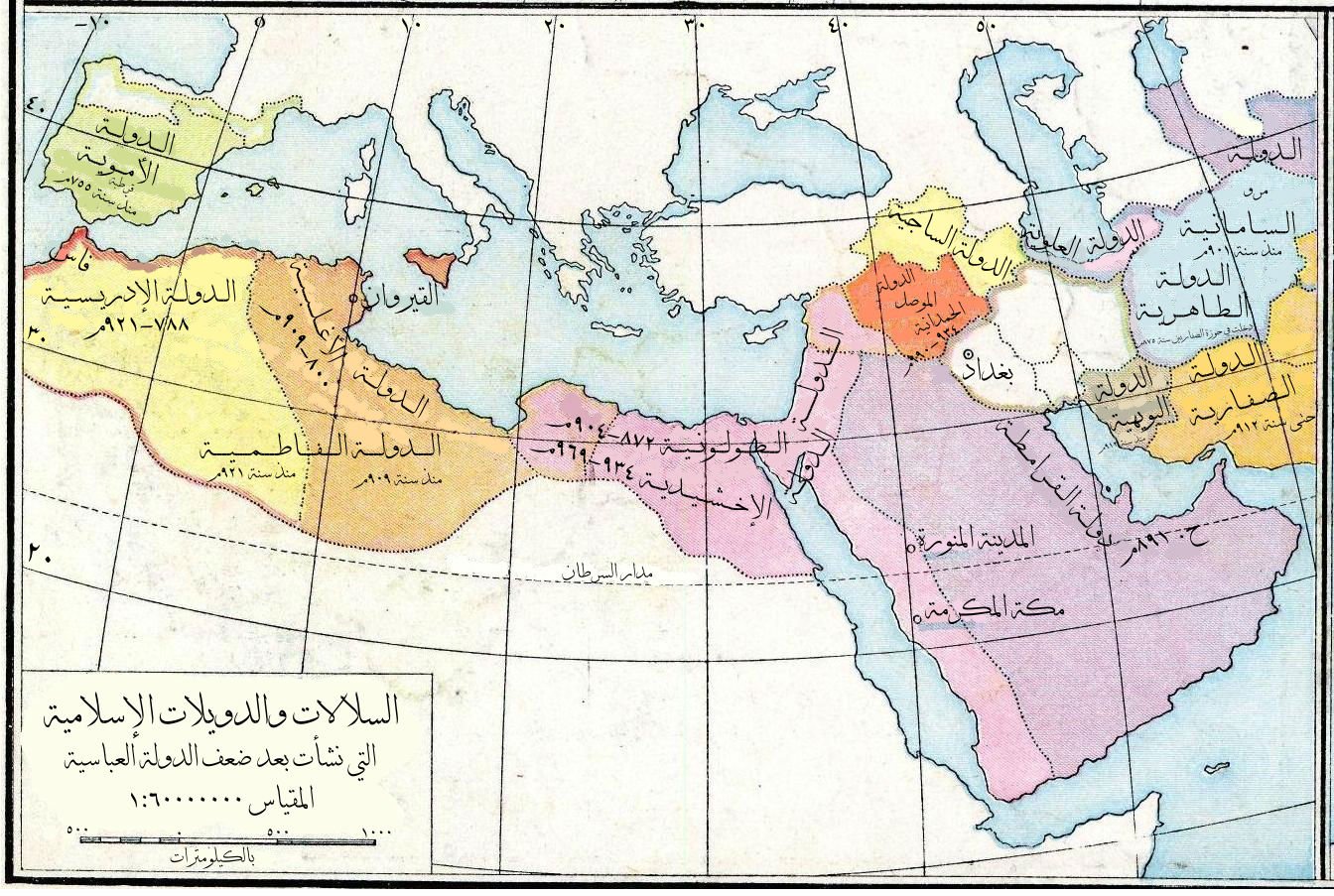
خارطة الدولة العبَّاسيَّة عند تفكُكها إلى عدَّة دُويلات، ومن بينها الدولة الإخشيديَّة.

رُغم الاستقلال الإداري الذي تمتَّعت به الدولة الإخشيديَّة، إلَّا أنَّها لم تنفصل تمامًا عن الدولة العبَّاسيَّة، تمامًا كما كان حال الدولة الطولونيَّة قبلها، فاستمرَّ الوُلاة الإخشيديُّون يعترفون بِسُلطة الخليفة الزمانيَّة والمكانيَّة، ويدعون له على المنابر في المساجد، وبقيت الصلة الروحيَّة بين الإخشيديين والعبَّاسيين قائمة طوال عهدهم، واعتمد عليهم الخُلفاء لِتدعيم سُلطتهم عند اللُزوم كما أُسلف. وخطا الإخشيديُّون خُطوةً أُخرى في مجال علاقتهم مع العبَّاسيِّن عندما حاول الإخشيد نقل الخلافة العبَّاسيَّة إلى مصر لِتكون تحت حمايته، وكانت مُحاولة الإخشيد سنة 333هـ المُوافقة لِسنة 944م حينما استبد الأُمراء التُرك بالخليفة العبَّاسي المُتقي لله وتقاعس الحمدانيُّون في حلب عن نجدته فالتقى به الإخشيد في الشَّام وأبدى لهُ بالغ الاحترام والتقدير، ودعاه إلى ترك بغداد والمجيء إلى مصر والإقامة بها وكان مما قاله للخليفة: «يا أمير المؤمنين أنا عبدك وابن عبدك، وقد عرفت الأتراك وغدرهم وفُجورهم، فالله في نفسك سر معي إلى الشَّام ومصر فهي لك وتأمن على نفسك». ولكنَّ الخليفة فضَّل ألَّا يترك عاصمة مُلكه، ورفض عرض الإخشيد. ولا شك أنَّهُ لو أُتيح
لِلإخشيد أن ينجح في جذب الخليفة إلى مصر لتغيَّر - إلى حدٍ ما - مُستقبل الخِلافة ومُستقبل مصر.

### مع الدولة الحمدانيَّة

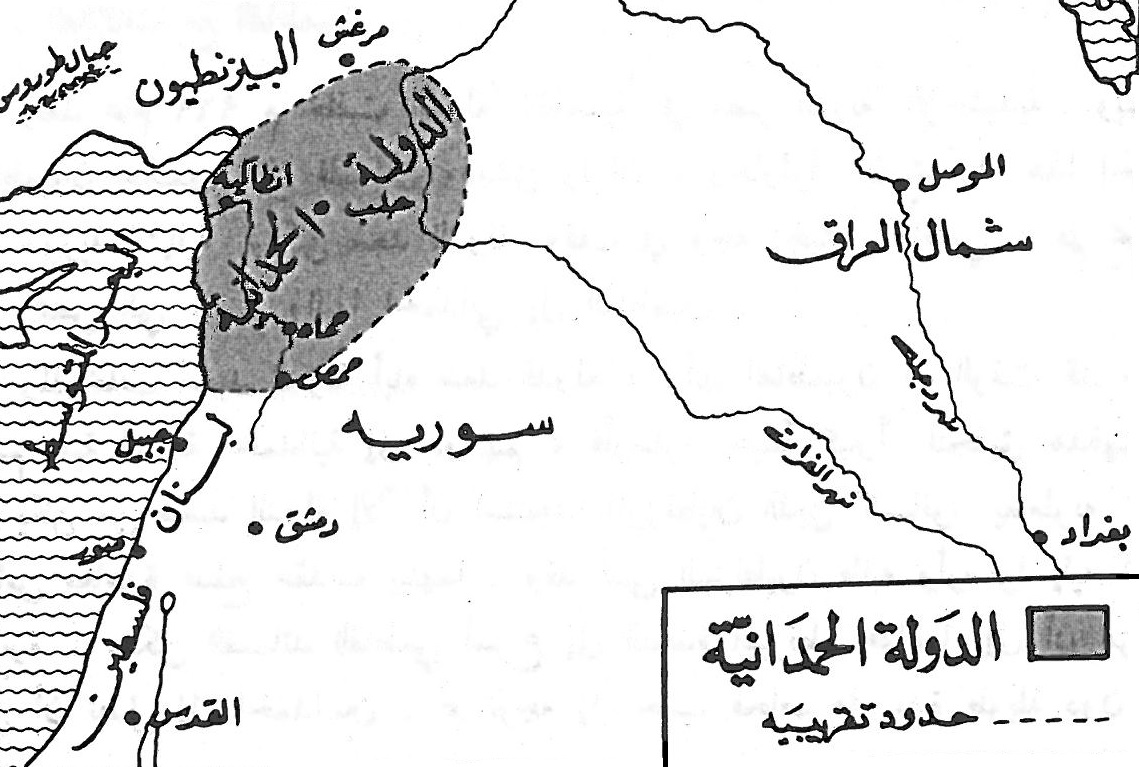
خارطة الدولة الحمدانيَّة تُظهر الحُدود التقريبيَّة لِلدولة بعد مُعاهدة الصُلح التي أُبرمت مع الإخشيديين.

اتخذت العلاقة بين الحمدانيين والإخشيديين طابع المد والجزر، فكانت عدائيَّةً تارة ومُهادنة نارةً أُخرى. فبعد أن ثبَّت سيف الدولة الحمداني أقدامه في حلب وجوارها، التفت إلى التوسُّع في الشَّام لا سيَّما في الفترة التي ضعف خلالها نُفوذ الإخشيديين واقتصر حُكمُهم على وُلاةٍ ضعاف، وتزامن ذلك مع ضعف الخِلافة العبَّاسيَّة التي كانت عاجزة عن أي تأثيرٍ مُثمر، فاستولى سيف الدولة على قنسرين والثُغُور الشَّاميَّة وأنطاكية وحِمص، واستعدَّ لِلزحف نحو دمشق، فنهض الإخشيد لِلدفاع عن نُفوذه في الشَّام وأرسل جيشًا عرمرميًا بِقيادة كافور ويانس اشتبك مع الحمدانيين وانهزم أمامهم، ثُمَّ تابع زحفه جنوبًا حتَّى دخل دمشق. ولمَّا كان الإخشيد يُريد التفرُّغ لِلخطر الفاطمي القادم من المغرب فقد هادن سيف الدولة وتفاهم معه واقتسما بلاد الشَّام فيما بينهما، على أن يكون لِلحمدانيين الأراضي الواقعة شمالي دمشق ولِلإخشيديين دمشق وما يليها جنوبًا. لكنَّ سيف الدولة رفض العرض وهدَّد الإخشيد بِالزحف إلى مصر، فكان لا بُد من القتال مُجددًا، وفي هذه المرَّة هُزم الحمدانيُّون ودخل الإخشيديُّون حلب وانتقموا من أهلها لِميلهم إلى الحمدانيين. ولمَّا أدرك الإخشيد أنَّ الحرب بين الطرفين ستستمر إلى أن يقضي أحدهما على الآخر، توصَّل إلى عقد اتفاق صُلحٍ مع سيف الدولة تضمَّن اقتسام الشَّام، والتقارب الأُسري بِالزواج، فيتزوَّج سيف الدولة فاطمة ابنة أخي الإخشيد عُبيد الله بن طُغج. وهكذا توقف المد الحمداني باتجاه الجنوب لِفترةٍ من الوقت، تفرَّغ خلالها سيف الدولة إلى جهاد الروم البيزنطيين في الأناضول، والتفت الإخشيد إلى شؤونه الداخليَّة في مصر وإلى التصدي لِلفاطميين، لكنَّ هذا السلام استمرَّ مُتذبذبًا يُخرقُ بين الحين والآخر، إلى أن بتَّ به كافور خِلال ولايته، فكان لِلحمداننين كُل البلاد المُمتدَّة من قرية جوسية إلى حِمص وسائر أعمالها، وأخذ الإخشيديين كُل البلاد المُمتدَّة من دمشق وما بين يدها إلى آخر أعمالها.

### مع الدولة الفاطميَّة
استفاد الإخشيد من مركزه في مصر بين الفاطميين الطامعين في الاستيلاء على ولايته، والعبَّاسيين الضعاف في المشرق، بِتأسيس إمارةٍ وراثيَّةٍ، فأثبت لِلعبَّاسيين صلابةً كافيةً في صد الهجمات الفاطميَّة، الأمر الذي جعل الخِلافة تُقرّه على الولاية. ولمَّا أثبت الإخشيد عزمه وقُوَّته في صد الفاطميين، رأى هؤلاء أنَّهُ من الأفضل لِتحقيق أهدافهم أن يُعيدوا النظر بِسياستهم القائمة على القُوَّة واستبدالُها بِسياسةٍ وديَّةٍ تجاه الإخشيد، إذ إنَّ تدهوُر السُلطة في بغداد مُنذ مقتل الخليفة العبَّاسي المُقتدر، قد ساعد على التقارُب بين الفسطاط والمهديَّة، فأرسل الخليفة الفاطمي القائم بِأمر الله كتابًا قرأه على خاصَّته، وأرفق بهم رقعة بِخطِّه لم يقرأها أمام أحدٍ من مُستشاريه، فكأنَّها رسالة خاصَّة، دعاه فيها إلى الدُخول في طاعته. والواضح أنَّ الإخشيد كان يخشى أن يخرج على الخِلافة العبَّاسيَّة، فقد كان ضعفها يُتيح له بِأن ينعم بِقسطٍ وافرٍ من الاستقلال، وفضلًا عن ذلك فإنَّ من المُحتمل أنَّهُ كان كارهًا التخلِّي عن مذهبه السُني وإلقاء نفسه في أحضان الدولة الفاطميَّة الشيعيَّة. والرَّاجح أنَّ هذا الاحتمال ضعيف الأثر بِدليل أنَّهُ عندما لم تنصُره الحُكومة المركزيَّة في بغداد، في عهد الخليفة الراضي بِالله، ضدَّ مُحمَّد بن رائق، مال إلى التفكير في التقرُّب من الفاطميين والدُعاء لهم في خِطبة الجُمُعة وقطع صلته بِالخليفة العبَّاسي، لولا أن نصحه مُستشاروه بِالعُدول عن ذلك، ودعَّم هذا التقارُب بِمشروع زواج ابنته من إسماعيل بن القائم، وأرسل كتابًا إلى المهديَّة بِهذا المعنى. قبِل الخليفة الفاطمي هذا العرض وبعث بِردِّه الإيجابي إلى الإخشيد، لكنَّهُ لم يُرسل من الهدايا والأموال ما وعد به الإخشيد نفسه، فلمَّا خاب ظنَّه أوقف مشروع المُصاهرة، واتخذ جانب الحياد بين الدولتين العبَّاسيَّة والفاطميَّة، بعد أن أدرك أنَّ البقاء تحت السيادة العبَّاسيَّة يخدم مصلحته، واستمرَّ خُلفائه على نهجه من بعده.

### مع الإمبراطوريَّة البيزنطيَّة

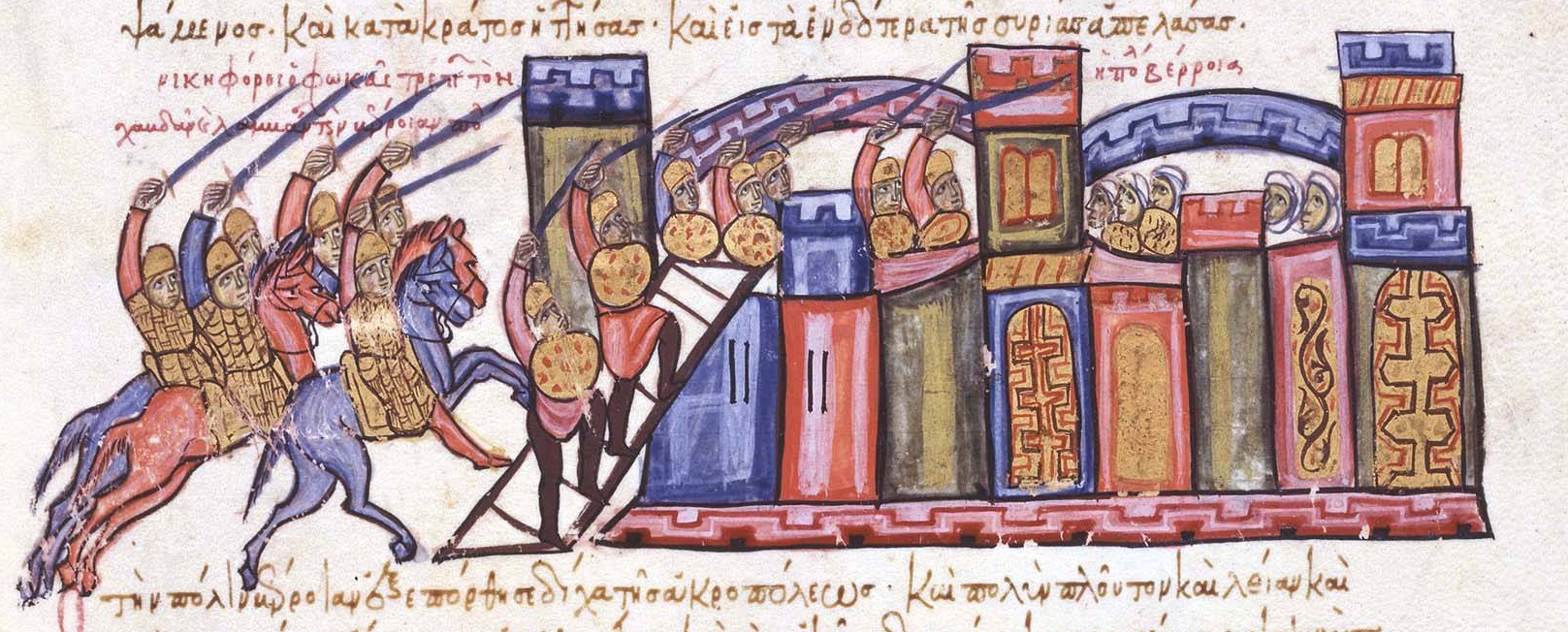
البيزنطيُّون يُحاصرون ويستولون على حلب من المُسلمين خِلال العهد الإخشيدي.

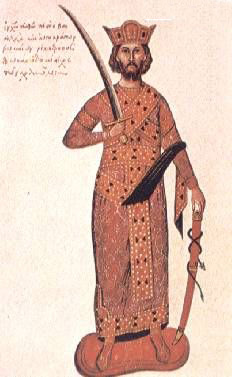
قيصر الروم الإمبراطور نقفور فوقاس الثاني، عاصر أواخر العهد الإخشيدي وكان الرأس المُدبِّر لِعدَّة غزوات على بلاد المُسلمين.

أسفر النضال الذي جرى في مناطق الثُغُور بين المُسلمين والبيزنطيين قبل العهد الإخشيدي إلى رجحان كفَّة البيزنطيين، وتطلَّب الوضع اتخاذ إجراءات سريعة لِإنقاذه وإعادته إلى توازُنه على الأقل، فبرز الإخشيد الذي أخذ على عاتقه القيام بِهذه المُهمَّة بعد أن وحَّد مصر والشَّام وشكَّل قُوَّةً عسكريَّةً مرهوبة الجانب، كان لها الأثر الأكبر في تغيير موازين القِوى بين المُسلمين والبيزنطيين لِصالح المُسلمين، حيثُ كان لازمًا على البيزنطيين أن يدخلوا في علاقةٍ وديَّةٍ مع الإخشيديين وفتح صفحة جديدة من السلام مع المُسلمين بِعامَّة. والواضح أنَّ خشية الإمبراطوريَّة البيزنطيَّة من القُوَّة الإخشيديَّة المُتعاظمة كانت إحدى الدوافع لِهذا التحرُّك السلمي، والمعروف أنَّ الإخشيديين الذين نشأوا في الشَّام اكتسبوا خبرة في قتال الروم من واقع اشتراكهم في الحملات الطولونيَّة المُوجَّهة إلى الداخل البيزنطي، كما أنَّهم اتمُّوا بِأوضاع الثُغُور الإسلاميَّة التي تُشكِّلُ خط الدفاع عن الجزيرة الفُراتيَّة والشَّام. واضطرَّ قيصر الروم الإمبراطور رومانوس الثاني إلى مُراسلة الإخشيد مُباشرةً من دون المُرور بِمقام الخِلافة طالبًا مُهادنته وتبادُل الأسرى بين الطرفين، فأرسل إليه سفارةً من أجل ذلك مُؤلَّفة من عُضوين هُما نقولا وإسحٰق، فردَّ عليه الإخشيد بِجوابٍ طويل، ينُم عن ترفُّعه وكبريائه وقوَّته الكبيرة في المنطقة، ويفتخر على الإمبراطور بِاتساع مُلكه الذي يشمل مصر واليمن وأجناد الشَّام ومكَّة والمدينة المُنوَّرة، وحمايته لِلأماكن الدينيَّة المُقدَّسة الإسلاميَّة والمسيحيَّة واليهوديَّة، ويُشير إلى ولائه لِلعبَّاسيين، وذلك لِإحباط أيَّة مُحاولة لِضرب الجبهة الإسلاميَّة والإيقاع بينه وبين الخليفة العبَّاسي، كما استجاب لِطلبه بِتبادل الأسرى، فجهَّز المراكب لِإرسالها إلى الثُغُور لِلفداء بعد أن شحنها بالروم، وأرسل الثياب والطيب والطعام إلى أسرى المُسلمين.
والواضح أنَّ الظُروف السياسيَّة التي أحاطت بِالإخشيد دفعتهُ إلى انتهاج سياسة سلميَّة تجاه البيزنطيين، فقد كان يتعرَّض لِضغطٍ فاطميٍّ مُتزايد على جبهتين: خارجيَّةٍ من واقع إرسال الفاطميين حملاتٍ عسكريَّةٍ إلى مصر للاستيلاء عليها، وداخليَّة بِفعل نشاط الدُعاة الفاطميين في مصر الذي أدَّى إلى بعض المُشكلات، وقد تطلَّبت تدخُلًا سريعًا لِحلِّها، بِالإضافة إلى ما كانت تُثيره الخِلافة العبَّاسيَّة من إشكالات من واقع إرسال العناصر إلى الشَّام لِإثارة المتاعب في وجهه. ويبدو أنَّ البيزنطيين لم يكونوا صادقين في تعامُلهم من المُسلمين، فقد أغارت قُوَّاتهم على منطقة حلب وأنزلت فيها الخراب وعادت مُحمَّلة بِخمسة آلاف أسير. وجاء الرَّدُ سريعًا على هذه الغارة، فقد غزا أمير الثُغُور من قِبل الإخشيد بلاد الروم من ناحية طرسوس في سنة 330هـ المُوافقة لِسنة 941م، فقتل وسبى، وامتلأت أيدي عسكره بالغنائم، وأسر عددًا من البطاركة - القادة - البيزنطيين، وعاد من دون أن يستقر في أي منطقة.
ومن الأُمُور المُلفتة لِلنظر أنَّهُ على الرُغم من الحرب المُستمرَّة بين الحمدانيين والبيزنطيين في منطقة الجزيرة الفُراتيَّة، جرى التفاهم بين الطرفين في سنة 333هـ المُوافقة لِسنة 945م على تبادل الأسرى على نهر اللامس من ناحية طرسوس، على أنَّ هذا الترتيب جرى في الوقت الذي لم يعد لِسيف الدولة الحمداني سُلطانٌ على إقليم الثُغُور بِفعل انهماكه بِبعض المُشكلات الخاصَّة بِالخِلافة، فقد قدم إلى الإخشيد وهو في دمشق سنة 334هـ المُوافقة لِسنتيّ 945 - 946م أبو عُمير عُدي بن أحمد بن عبد الباقي الأذني ومعهُ رسولٌ من قِبل الإمبراطور البيزنطي لِتنظيم الفداء، والمعروف أنَّ هذا الرجل هو أحد شُيُوخ الثُغُور المشهورين، وأدَّى دور الوسيط بين المُسلمين والبيزنطيين. وقد تُوفي الإخشيد قبل أن يتحقق هذا الفداء، فتابع كافور هذه المسألة، حيثُ أبحر مُصطحبًا أبا عُمير وسفير الإمبراطور من صُور إلى طرسوس، فاجتمعا بِأمير الثُغُور «ثمال»، فأتمَّ الفداء في شهر ربيع الأوَّل 335هـ المُوافق فيه شهر تشرين الأوَّل (أكتوبر) 940م، وكان عدد الأسرى المُسلمين ألفين وأربعمائة وثمانين أسيرًا من ذكرٍ وأُنثى، وفضل لِلروم مع المُسلمين مائتان وثلاثون أسيرًا لِكثرة من معهم من الأسرى. وهكذا لم يُقصِّر الإخشيد في أداء واجبه الدين في الدفاع عن المُسلمين ودفع الخطر عنهم وجهاد المُعتدين عليهم، إلَّا أنَّ الظُرُوف السياسيَّة المُحيطة به وأطماع القوى المُتعددة في مُمتلكاته فرضت عليه أن ينتهج سياسة المُهادنة مع البيزنطيين، ويستجيب لِأيَّة مُبادرة سلميَّة لكي يتفرَّغ لِمُواجهة القوى الطامعة في أملاكه، ويُوجِّه جُهوده لِلنُهوض الاقتصادي فيها.

## قائمة الأُمراء الإخشيديين
| اللقب والكِنية                                                                                      | الاسم                                                        | فترة الحُكم             |
| -------------------------------------------------------------------------------------------------- | ------------------------------------------------------------ | ---------------------- |
| وُلاة عبَّاسيُّون مُستقلُّون إداريًا بِحُكم مصر والشَّام                                                        |                                                              |                        |
| والي أبو بكر الإخشيد                                                                               | مُحمَّد بن طُغج بن جُف                                            | 323 - 334هـ 935 - 946م |
| والي أبو القاسم                                                                                    | أُنوجور بن مُحمَّد بن طُغج                                        | 335 - 349هـ 946 - 960م |
| والي أبو الحسن                                                                                     | عليّ بن مُحمَّد بن طُغج                                           | 349 - 355هـ 961 - 966م |
| والي أبو المسك                                                                                     | كافور الليثي السوري                                          | 355 - 357هـ 966 - 968م |
| والي أبو الفوارس                                                                                   | أحمد بن عليّ بن مُحمَّد تحت وصاية عمِّه، الحسن بن عُبيد الله بن طُغج | 357 - 358هـ 968 - 969م |
| القائد الفاطمي جوهر الصقلي يفتح مصر. والحسن بن عُبيد الله ينسحب مع أغلب الأُسرة الإخشيديَّة إلى الشَّام. |                                                              |                        |

### باللُغة العربيَّة
1. 1 2  جحا، شفيق؛ البعلبكي، مُنير؛ عُثمان، بهيج (1999م). المُصوَّر في التاريخ (ط. التاسعة عشرة). بيروت، لُبنان: دار العلم للملايين. ص. 17 - 19.
2. ↑  ابن خلِّكان، أبو العبَّاس شمسُ الدين أحمد بن مُحمَّد بن إبراهيم بن أبي بكر البرمكي الإربلي؛ تحقيق: إحسان عبَّاس (1977). وفيَّات الأعيان وأنباء أبناء الزمان، الجُزء الخامس. بيروت - لُبنان: دار صادر. ص. 58. {{استشهاد بكتاب}}: تحقق من التاريخ في: |سنة= (مساعدة)
3. ↑  كاشف، سيِّدة إسماعيل (1989). مصر في عصر الإخشيديين. القاهرة - مصر: الهيئة المصريَّة العامَّة لِلكتاب. ص. 56. {{استشهاد بكتاب}}: تحقق من التاريخ في: |سنة= (مساعدة)
4. ↑  طقُّوش، مُحمَّد سُهيل (1429هـ - 2008م). تاريخ الطولونيين والأخشيديين والحمدانيين (ط. الأولى). بيروت - لُبنان: دار النفائس. ص. 147. ISBN:9789953184562. {{استشهاد بكتاب}}: تحقق من التاريخ في: |سنة= (مساعدة)
5. ↑  القلقشندي، أبو العبَّاس أحمد (1340هـ - 1922م). صُبح الأعشى في صناعة الإنشا، الجُزء الخامس (ط. الثانية). القاهرة - مصر: دار الكُتب المصريَّة. ص. 453. {{استشهاد بكتاب}}: تحقق من التاريخ في: |سنة= (مساعدة)
6. ↑  كاشف، سيِّدة إسماعيل (1989). مصر في عصر الإخشيديين. القاهرة - مصر: الهيئة المصريَّة العامَّة لِلكتاب. ص. 57. {{استشهاد بكتاب}}: تحقق من التاريخ في: |سنة= (مساعدة)
7. 1 2  ابن خلِّكان، أبو العبَّاس شمسُ الدين أحمد بن مُحمَّد بن إبراهيم بن أبي بكر البرمكي الإربلي؛ تحقيق: إحسان عبَّاس (1977). وفيَّات الأعيان وأنباء أبناء الزمان، الجُزء الخامس. بيروت - لُبنان: دار صادر. ص. 56 - 57. {{استشهاد بكتاب}}: تحقق من التاريخ في: |سنة= (مساعدة)
8. ↑  ابن الأثير الجزري، عزُّ الدين أبي الحسن عليّ بن أبي الكرم الشيباني؛ تحقيق: أبو الفداء عبدُ الله القاضي (1407هـ - 1987م). الكامل في التاريخ، الجُزء السَّادس (ط. الأولى). بيروت - لُبنان: دار الكُتب العلميَّة. ص. 481. {{استشهاد بكتاب}}: تحقق من التاريخ في: |سنة= (مساعدة)
9. ↑  ابن سعيد الغرناطي المغربي، نورُ الدين أبو الحسن عليّ بن موسى بن مُحمَّد بن عبد الملك؛ تحقيق: زكي مُحمَّد حسن، وشوقي ضيف، وسيِّدة كاشف (1953). المُغرِّب في حُلى المغرب، الجُزء الأوَّل، القسم الخاص بِمصر (ط. الأولى). القاهرة - مصر: مطبعة جامعة فؤاد الأوَّل. ص. 150. {{استشهاد بكتاب}}: تحقق من التاريخ في: |سنة= (مساعدة)
10. ↑  ابن تغري بردي، أبو المحاسن جمالُ الدين يُوسُف بن تغري بردي بن عبد الله الظاهري الحنفي؛ قدَّم لهُ وعلَّق عليه: مُحمَّد حُسين شمسُ الدين (1413هـ - 1992م). النُجوم الزاهرة في مُلوك مصر والقاهرة، الجُزء الثالث (ط. الأولى). بيروت - لُبنان: دار الكُتب العلميَّة. ص. 101. {{استشهاد بكتاب}}: تحقق من التاريخ في: |سنة= (مساعدة)
11. ↑  ابن تغري بردي، أبو المحاسن جمالُ الدين يُوسُف بن تغري بردي بن عبد الله الظاهري الحنفي؛ قدَّم لهُ وعلَّق عليه: مُحمَّد حُسين شمسُ الدين (1413هـ - 1992م). النُجوم الزاهرة في مُلوك مصر والقاهرة، الجُزء الثالث (ط. الأولى). بيروت - لُبنان: دار الكُتب العلميَّة. ص. 104. {{استشهاد بكتاب}}: تحقق من التاريخ في: |سنة= (مساعدة)
12. ↑  ابن خلِّكان، أبو العبَّاس شمسُ الدين أحمد بن مُحمَّد بن إبراهيم بن أبي بكر البرمكي الإربلي؛ تحقيق: إحسان عبَّاس (1977). وفيَّات الأعيان وأنباء أبناء الزمان، الجُزء الخامس. بيروت - لُبنان: دار صادر. ص. 57. {{استشهاد بكتاب}}: تحقق من التاريخ في: |سنة= (مساعدة)
13. ↑  ابن سعيد الغرناطي المغربي، نورُ الدين أبو الحسن عليّ بن موسى بن مُحمَّد بن عبد الملك؛ تحقيق: زكي مُحمَّد حسن، وشوقي ضيف، وسيِّدة كاشف (1953). المُغرِّب في حُلى المغرب، الجُزء الأوَّل، القسم الخاص بِمصر (ط. الأولى). القاهرة - مصر: مطبعة جامعة فؤاد الأوَّل. ص. 151. {{استشهاد بكتاب}}: تحقق من التاريخ في: |سنة= (مساعدة)
14. ↑  جحا، شفيق؛ البعلبكي، مُنير؛ عُثمان، بهيج (1999م). المُصوَّر في التاريخ (ط. التاسعة عشرة). بيروت، لُبنان: دار العلم للملايين. ص. 5 - 6.
15. ↑  اليعقوبي، أبو العبَّاس أحمد بن إسحٰق بن جعفر بن وهب بن واضح؛ تحقيق: عبدُ الأمير مُهنَّا (1993م). تاريخ اليعقوبي، الجزء الثاني (ط. الأولى). بيروت - لُبنان: مؤسسة الأعلمي للمطبوعات. ص. 441. {{استشهاد بكتاب}}: تحقق من التاريخ في: |سنة= (مساعدة)
16. ↑  طقُّوش، مُحمَّد سُهيل (1429هـ - 2008م). تاريخ الطولونيين والأخشيديين والحمدانيين (ط. الأولى). بيروت - لُبنان: دار النفائس. ص. 29. ISBN:9789953184562. {{استشهاد بكتاب}}: تحقق من التاريخ في: |سنة= (مساعدة)
17. ↑  جحا، شفيق؛ البعلبكي، مُنير؛ عُثمان، بهيج (1999م). المُصوَّر في التاريخ (ط. التاسعة عشرة). بيروت، لُبنان: دار العلم للملايين. ص. 8 - 10.
18. ↑  جحا، شفيق؛ البعلبكي، مُنير؛ عُثمان، بهيج (1999م). المُصوَّر في التاريخ (ط. التاسعة عشرة). بيروت، لُبنان: دار العلم للملايين. ص. 13 - 14.
19. ↑  طقُّوش، مُحمَّد سُهيل (1429هـ - 2008م). تاريخ الطولونيين والأخشيديين والحمدانيين (ط. الأولى). بيروت - لُبنان: دار النفائس. ص. 6. ISBN:9789953184562. {{استشهاد بكتاب}}: تحقق من التاريخ في: |سنة= (مساعدة)
20. 1 2  موسوعة تاريخ أقباط مصر: ولاية عيسى بن مُحمَّد الأمير أبو موسى النوشري سنة 392هـ. بِقلم عزَّت إندراوس. نسخة محفوظة 08 أغسطس 2013 على موقع واي باك مشين.
21. ↑  الكِندي، أبو عُمر مُحمَّد بن يُوسُف بن يعقوب الكِندي المصري؛ تحقيق: مُحمَّد حسن مُحمَّد حسن إسماعيل، وأحمد فريد المزيدي (1424هـ - 2003م). كتاب الوُلاة وكتاب القُضاة (ط. الأولى). بيروت - لُبنان: دار الكُتب العلميَّة. ص. 193. {{استشهاد بكتاب}}: تحقق من التاريخ في: |سنة= (مساعدة)
22. ↑  ابن الأثير الجزري، عزُّ الدين أبي الحسن عليّ بن أبي الكرم الشيباني؛ تحقيق: أبو الفداء عبدُ الله القاضي (1407هـ - 1987م). الكامل في التاريخ، الجُزء السَّادس (ط. الأولى). بيروت - لُبنان: دار الكُتب العلميَّة. ص. 588 - 589. {{استشهاد بكتاب}}: تحقق من التاريخ في: |سنة= (مساعدة)
23. ↑  ابن تغري بردي، أبو المحاسن جمالُ الدين يُوسُف بن تغري بردي بن عبد الله الظاهري الحنفي؛ قدَّم لهُ وعلَّق عليه: مُحمَّد حُسين شمسُ الدين (1413هـ - 1992م). النُجوم الزاهرة في مُلوك مصر والقاهرة، الجُزء الثالث (ط. الأولى). بيروت - لُبنان: دار الكُتب العلميَّة. ص. 156. {{استشهاد بكتاب}}: تحقق من التاريخ في: |سنة= (مساعدة)
24. ↑  المقريزي، أبو العبَّاس تقيُّ الدين أحمد بن عليّ بن عبد القادر الحُسيني العُبيدي (1418هـ). المواعظ والاعتبار في ذكر الخطط والآثار، الجُزء الثاني (ط. الأولى). بيروت - لُبنان: دار الكُتُب العلميَّة. ص. 143. {{استشهاد بكتاب}}: تحقق من التاريخ في: |سنة= (مساعدة)
25. 1 2  ابن الأثير الجزري، عزُّ الدين أبي الحسن عليّ بن أبي الكرم الشيباني؛ تحقيق: أبو الفداء عبدُ الله القاضي (1407هـ - 1987م). الكامل في التاريخ، الجُزء السَّادس (ط. الأولى). بيروت - لُبنان: دار الكُتب العلميَّة. ص. 631. {{استشهاد بكتاب}}: تحقق من التاريخ في: |سنة= (مساعدة)
26. 1 2  الكِندي، أبو عُمر مُحمَّد بن يُوسُف بن يعقوب الكِندي المصري؛ تحقيق: مُحمَّد حسن مُحمَّد حسن إسماعيل، وأحمد فريد المزيدي (1424هـ - 2003م). كتاب الوُلاة وكتاب القُضاة (ط. الأولى). بيروت - لُبنان: دار الكُتب العلميَّة. ص. 195. {{استشهاد بكتاب}}: تحقق من التاريخ في: |سنة= (مساعدة)
27. ↑  ابن تغري بردي، أبو المحاسن جمالُ الدين يُوسُف بن تغري بردي بن عبد الله الظاهري الحنفي؛ قدَّم لهُ وعلَّق عليه: مُحمَّد حُسين شمسُ الدين (1413هـ - 1992م). النُجوم الزاهرة في مُلوك مصر والقاهرة، الجُزء الثالث (ط. الأولى). بيروت - لُبنان: دار الكُتب العلميَّة. ص. 187. {{استشهاد بكتاب}}: تحقق من التاريخ في: |سنة= (مساعدة)
28. ↑  كايرودار: “أبو المنصور تكين” حكم مصر مرتين للقضاء على الخلافة الفاطمية.[وصلة مكسورة] بِقلم: أسماء علي بدر. تاريخ النشر: السبت 17 - 5 - 2014. "نسخة مؤرشفة". مؤرشف من الأصل في 2020-03-21. اطلع عليه بتاريخ 2020-04-14.{{استشهاد ويب}}:  صيانة الاستشهاد: BOT: original URL status unknown (link)
29. ↑  طقُّوش، مُحمَّد سُهيل (1429هـ - 2008م). تاريخ الطولونيين والأخشيديين والحمدانيين (ط. الأولى). بيروت - لُبنان: دار النفائس. ص. 141 - 143. ISBN:9789953184562. {{استشهاد بكتاب}}: تحقق من التاريخ في: |سنة= (مساعدة)
30. ↑  ابن تغري بردي، أبو المحاسن جمالُ الدين يُوسُف بن تغري بردي بن عبد الله الظاهري الحنفي؛ قدَّم لهُ وعلَّق عليه: مُحمَّد حُسين شمسُ الدين (1413هـ - 1992م). النُجوم الزاهرة في مُلوك مصر والقاهرة، الجُزء الثالث (ط. الأولى). بيروت - لُبنان: دار الكُتب العلميَّة. ص. 237 - 238. {{استشهاد بكتاب}}: تحقق من التاريخ في: |سنة= (مساعدة)
31. 1 2 3 4 5 6  ابن سعيد الغرناطي المغربي، نورُ الدين أبو الحسن عليّ بن موسى بن مُحمَّد بن عبد الملك؛ تحقيق: زكي مُحمَّد حسن، وشوقي ضيف، وسيِّدة كاشف (1953). المُغرِّب في حُلى المغرب، الجُزء الأوَّل، القسم الخاص بِمصر (ط. الأولى). القاهرة - مصر: مطبعة جامعة فؤاد الأوَّل. ص. 152 - 153. {{استشهاد بكتاب}}: تحقق من التاريخ في: |سنة= (مساعدة)
32. 1 2  ابن خلِّكان، أبو العبَّاس شمسُ الدين أحمد بن مُحمَّد بن إبراهيم بن أبي بكر البرمكي الإربلي؛ تحقيق: إحسان عبَّاس (1977). وفيَّات الأعيان وأنباء أبناء الزمان، الجُزء الخامس. بيروت - لُبنان: دار صادر. ص. 57 - 58. {{استشهاد بكتاب}}: تحقق من التاريخ في: |سنة= (مساعدة)
33. ↑  كاشف، سيِّدة إسماعيل (1989). مصر في عصر الإخشيديين. القاهرة - مصر: الهيئة المصريَّة العامَّة لِلكتاب. ص. 64. {{استشهاد بكتاب}}: تحقق من التاريخ في: |سنة= (مساعدة)
34. ↑  طقُّوش، مُحمَّد سُهيل (1429هـ - 2008م). تاريخ الطولونيين والأخشيديين والحمدانيين (ط. الأولى). بيروت - لُبنان: دار النفائس. ص. 152. ISBN:9789953184562. {{استشهاد بكتاب}}: تحقق من التاريخ في: |سنة= (مساعدة)
35. ↑  طقُّوش، مُحمَّد سُهيل (1429هـ - 2008م). تاريخ الطولونيين والأخشيديين والحمدانيين (ط. الأولى). بيروت - لُبنان: دار النفائس. ص. 145. ISBN:9789953184562. {{استشهاد بكتاب}}: تحقق من التاريخ في: |سنة= (مساعدة)
36. 1 2  ابن سعيد الغرناطي المغربي، نورُ الدين أبو الحسن عليّ بن موسى بن مُحمَّد بن عبد الملك؛ تحقيق: زكي مُحمَّد حسن، وشوقي ضيف، وسيِّدة كاشف (1953). المُغرِّب في حُلى المغرب، الجُزء الأوَّل، القسم الخاص بِمصر (ط. الأولى). القاهرة - مصر: مطبعة جامعة فؤاد الأوَّل. ص. 157. {{استشهاد بكتاب}}: تحقق من التاريخ في: |سنة= (مساعدة)
37. ↑  ابن الأثير الجزري، عزُّ الدين أبي الحسن عليّ بن أبي الكرم الشيباني؛ تحقيق: أبو الفداء عبدُ الله القاضي (1407هـ - 1987م). الكامل في التاريخ، الجُزء السابع (ط. الأولى). بيروت - لُبنان: دار الكُتب العلميَّة. ص. 56. {{استشهاد بكتاب}}: تحقق من التاريخ في: |سنة= (مساعدة)
38. ↑  زيود، مُحمَّد أحمد (1409هـ - 1989م). العلاقات بين الشَّام ومصر في العهدين الطولوني والإخشيدي 254 - 358هـ (ط. الأولى). دمشق - سوريا: دار حسَّان للطباعة والنشر. ص. 280. {{استشهاد بكتاب}}: تحقق من التاريخ في: |سنة= (مساعدة)
39. 1 2  ابن سعيد الغرناطي المغربي، نورُ الدين أبو الحسن عليّ بن موسى بن مُحمَّد بن عبد الملك؛ تحقيق: زكي مُحمَّد حسن، وشوقي ضيف، وسيِّدة كاشف (1953). المُغرِّب في حُلى المغرب، الجُزء الأوَّل، القسم الخاص بِمصر (ط. الأولى). القاهرة - مصر: مطبعة جامعة فؤاد الأوَّل. ص. 158. {{استشهاد بكتاب}}: تحقق من التاريخ في: |سنة= (مساعدة)
40. ↑  كاشف، سيِّدة إسماعيل (1989). مصر في عصر الإخشيديين. القاهرة - مصر: الهيئة المصريَّة العامَّة لِلكتاب. ص. 71. {{استشهاد بكتاب}}: تحقق من التاريخ في: |سنة= (مساعدة)
41. 1 2 3  الكِندي، أبو عُمر مُحمَّد بن يُوسُف بن يعقوب الكِندي المصري؛ تحقيق: مُحمَّد حسن مُحمَّد حسن إسماعيل، وأحمد فريد المزيدي (1424هـ - 2003م). كتاب الوُلاة وكتاب القُضاة (ط. الأولى). بيروت - لُبنان: دار الكُتب العلميَّة. ص. 207. {{استشهاد بكتاب}}: تحقق من التاريخ في: |سنة= (مساعدة)
42. ↑  ابن تغري بردي، أبو المحاسن جمالُ الدين يُوسُف بن تغري بردي بن عبد الله الظاهري الحنفي؛ قدَّم لهُ وعلَّق عليه: مُحمَّد حُسين شمسُ الدين (1413هـ - 1992م). النُجوم الزاهرة في مُلوك مصر والقاهرة، الجُزء الثالث (ط. الأولى). بيروت - لُبنان: دار الكُتب العلميَّة. ص. 244. {{استشهاد بكتاب}}: تحقق من التاريخ في: |سنة= (مساعدة)
43. ↑  طقُّوش، مُحمَّد سُهيل (1429هـ - 2008م). تاريخ الطولونيين والأخشيديين والحمدانيين (ط. الأولى). بيروت - لُبنان: دار النفائس. ص. 155. ISBN:9789953184562. {{استشهاد بكتاب}}: تحقق من التاريخ في: |سنة= (مساعدة)
44. 1 2  ابن سعيد الغرناطي المغربي، نورُ الدين أبو الحسن عليّ بن موسى بن مُحمَّد بن عبد الملك؛ تحقيق: زكي مُحمَّد حسن، وشوقي ضيف، وسيِّدة كاشف (1953). المُغرِّب في حُلى المغرب، الجُزء الأوَّل، القسم الخاص بِمصر (ط. الأولى). القاهرة - مصر: مطبعة جامعة فؤاد الأوَّل. ص. 159. {{استشهاد بكتاب}}: تحقق من التاريخ في: |سنة= (مساعدة)
45. ↑  كاشف، سيِّدة إسماعيل (1989). مصر في عصر الإخشيديين. القاهرة - مصر: الهيئة المصريَّة العامَّة لِلكتاب. ص. 74 - 75. {{استشهاد بكتاب}}: تحقق من التاريخ في: |سنة= (مساعدة)
46. ↑  ابن الأثير الجزري، عزُّ الدين أبي الحسن عليّ بن أبي الكرم الشيباني؛ تحقيق: أبو الفداء عبدُ الله القاضي (1407هـ - 1987م). الكامل في التاريخ، الجُزء السَّابع (ط. الأولى). بيروت - لُبنان: دار الكُتب العلميَّة. ص. 69 - 70. {{استشهاد بكتاب}}: تحقق من التاريخ في: |سنة= (مساعدة)
47. ↑  زيود، مُحمَّد أحمد (1409هـ - 1989م). العلاقات بين الشَّام ومصر في العهدين الطولوني والإخشيدي 254 - 358هـ (ط. الأولى). دمشق - سوريا: دار حسَّان للطباعة والنشر. ص. 293 - 294. {{استشهاد بكتاب}}: تحقق من التاريخ في: |سنة= (مساعدة)
48. 1 2  ابن العديم، كمالُ الدين عُمر بن أحمد بن هبة الله بن أبي جرادة العُقيلي؛ وضع حواشيه: خليل المنصور (1417هـ - 1996م). زبدة الحلب في تاريخ حلب، الجُزء الأوَّل (ط. الأولى). بيروت - لُبنان: دار الكُتب العلميَّة. ص. 103. {{استشهاد بكتاب}}: تحقق من التاريخ في: |سنة= (مساعدة)
49. 1 2  ابن سعيد الغرناطي المغربي، نورُ الدين أبو الحسن عليّ بن موسى بن مُحمَّد بن عبد الملك؛ تحقيق: زكي مُحمَّد حسن، وشوقي ضيف، وسيِّدة كاشف (1953). المُغرِّب في حُلى المغرب، الجُزء الأوَّل، القسم الخاص بِمصر (ط. الأولى). القاهرة - مصر: مطبعة جامعة فؤاد الأوَّل. ص. 174. {{استشهاد بكتاب}}: تحقق من التاريخ في: |سنة= (مساعدة)
50. ↑  ابن الأثير الجزري، عزُّ الدين أبي الحسن عليّ بن أبي الكرم الشيباني؛ تحقيق: أبو الفداء عبدُ الله القاضي (1407هـ - 1987م). الكامل في التاريخ، الجُزء السَّابع (ط. الأولى). بيروت - لُبنان: دار الكُتب العلميَّة. ص. 86. {{استشهاد بكتاب}}: تحقق من التاريخ في: |سنة= (مساعدة)
51. 1 2 3  ابن سعيد الغرناطي المغربي، نورُ الدين أبو الحسن عليّ بن موسى بن مُحمَّد بن عبد الملك؛ تحقيق: زكي مُحمَّد حسن، وشوقي ضيف، وسيِّدة كاشف (1953). المُغرِّب في حُلى المغرب، الجُزء الأوَّل، القسم الخاص بِمصر (ط. الأولى). القاهرة - مصر: مطبعة جامعة فؤاد الأوَّل. ص. 176. {{استشهاد بكتاب}}: تحقق من التاريخ في: |سنة= (مساعدة)
52. ↑  زيود، مُحمَّد أحمد (1409هـ - 1989م). العلاقات بين الشَّام ومصر في العهدين الطولوني والإخشيدي 254 - 358هـ (ط. الأولى). دمشق - سوريا: دار حسَّان للطباعة والنشر. ص. 296. {{استشهاد بكتاب}}: تحقق من التاريخ في: |سنة= (مساعدة)
53. ↑  الكِندي، أبو عُمر مُحمَّد بن يُوسُف بن يعقوب الكِندي المصري؛ تحقيق: مُحمَّد حسن مُحمَّد حسن إسماعيل، وأحمد فريد المزيدي (1424هـ - 2003م). كتاب الوُلاة وكتاب القُضاة (ط. الأولى). بيروت - لُبنان: دار الكُتب العلميَّة. ص. 208. {{استشهاد بكتاب}}: تحقق من التاريخ في: |سنة= (مساعدة)
54. ↑  ابن سعيد الغرناطي المغربي، نورُ الدين أبو الحسن عليّ بن موسى بن مُحمَّد بن عبد الملك؛ تحقيق: زكي مُحمَّد حسن، وشوقي ضيف، وسيِّدة كاشف (1953). المُغرِّب في حُلى المغرب، الجُزء الأوَّل، القسم الخاص بِمصر (ط. الأولى). القاهرة - مصر: مطبعة جامعة فؤاد الأوَّل. ص. 178. {{استشهاد بكتاب}}: تحقق من التاريخ في: |سنة= (مساعدة)
55. ↑  ابن العديم، كمالُ الدين عُمر بن أحمد بن هبة الله بن أبي جرادة العُقيلي؛ وضع حواشيه: خليل المنصور (1417هـ - 1996م). زبدة الحلب في تاريخ حلب، الجُزء الأوَّل (ط. الأولى). بيروت - لُبنان: دار الكُتب العلميَّة. ص. 105. {{استشهاد بكتاب}}: تحقق من التاريخ في: |سنة= (مساعدة)
56. ↑  طقُّوش، مُحمَّد سُهيل (1429هـ - 2008م). تاريخ الطولونيين والأخشيديين والحمدانيين (ط. الأولى). بيروت - لُبنان: دار النفائس. ص. 165. ISBN:9789953184562. {{استشهاد بكتاب}}: تحقق من التاريخ في: |سنة= (مساعدة)
57. ↑  ابن العديم، كمالُ الدين عُمر بن أحمد بن هبة الله بن أبي جرادة العُقيلي؛ وضع حواشيه: خليل المنصور (1417هـ - 1996م). زبدة الحلب في تاريخ حلب، الجُزء الأوَّل (ط. الأولى). بيروت - لُبنان: دار الكُتب العلميَّة. ص. 104. {{استشهاد بكتاب}}: تحقق من التاريخ في: |سنة= (مساعدة)
58. ↑  ابن تغري بردي، أبو المحاسن جمالُ الدين يُوسُف بن تغري بردي بن عبد الله الظاهري الحنفي؛ قدَّم لهُ وعلَّق عليه: مُحمَّد حُسين شمسُ الدين (1413هـ - 1992م). النُجوم الزاهرة في مُلوك مصر والقاهرة، الجُزء الثالث (ط. الأولى). بيروت - لُبنان: دار الكُتب العلميَّة. ص. 253. {{استشهاد بكتاب}}: تحقق من التاريخ في: |سنة= (مساعدة)
59. ↑  ابن الأثير الجزري، عزُّ الدين أبي الحسن عليّ بن أبي الكرم الشيباني؛ تحقيق: أبو الفداء عبدُ الله القاضي (1407هـ - 1987م). الكامل في التاريخ، الجُزء السَّادس (ط. الأولى). بيروت - لُبنان: دار الكُتب العلميَّة. ص. 103 - 104. {{استشهاد بكتاب}}: تحقق من التاريخ في: |سنة= (مساعدة)
60. ↑  ابن تغري بردي، أبو المحاسن جمالُ الدين يُوسُف بن تغري بردي بن عبد الله الظاهري الحنفي؛ قدَّم لهُ وعلَّق عليه: مُحمَّد حُسين شمسُ الدين (1413هـ - 1992م). النُجوم الزاهرة في مُلوك مصر والقاهرة، الجُزء الثالث (ط. الأولى). بيروت - لُبنان: دار الكُتب العلميَّة. ص. 254. {{استشهاد بكتاب}}: تحقق من التاريخ في: |سنة= (مساعدة)
61. ↑  كاشف، سيِّدة إسماعيل (1989). مصر في عصر الإخشيديين. القاهرة - مصر: الهيئة المصريَّة العامَّة لِلكتاب. ص. 86. {{استشهاد بكتاب}}: تحقق من التاريخ في: |سنة= (مساعدة)
62. ↑  ابن الأثير الجزري، عزُّ الدين أبي الحسن عليّ بن أبي الكرم الشيباني؛ تحقيق: أبو الفداء عبدُ الله القاضي (1407هـ - 1987م). الكامل في التاريخ، الجُزء السَّابع (ط. الأولى). بيروت - لُبنان: دار الكُتب العلميَّة. ص. 128 و134. {{استشهاد بكتاب}}: تحقق من التاريخ في: |سنة= (مساعدة)
63. ↑  ابن تغري بردي، أبو المحاسن جمالُ الدين يُوسُف بن تغري بردي بن عبد الله الظاهري الحنفي؛ قدَّم لهُ وعلَّق عليه: مُحمَّد حُسين شمسُ الدين (1413هـ - 1992م). النُجوم الزاهرة في مُلوك مصر والقاهرة، الجُزء الثالث (ط. الأولى). بيروت - لُبنان: دار الكُتب العلميَّة. ص. 255. {{استشهاد بكتاب}}: تحقق من التاريخ في: |سنة= (مساعدة)
64. ↑  ابن سعيد الغرناطي المغربي، نورُ الدين أبو الحسن عليّ بن موسى بن مُحمَّد بن عبد الملك؛ تحقيق: زكي مُحمَّد حسن، وشوقي ضيف، وسيِّدة كاشف (1953). المُغرِّب في حُلى المغرب، الجُزء الأوَّل، القسم الخاص بِمصر (ط. الأولى). القاهرة - مصر: مطبعة جامعة فؤاد الأوَّل. ص. 193. {{استشهاد بكتاب}}: تحقق من التاريخ في: |سنة= (مساعدة)
65. ↑  ابن الأثير الجزري، عزُّ الدين أبي الحسن عليّ بن أبي الكرم الشيباني؛ تحقيق: أبو الفداء عبدُ الله القاضي (1407هـ - 1987م). الكامل في التاريخ، الجُزء السَّابع (ط. الأولى). بيروت - لُبنان: دار الكُتب العلميَّة. ص. 158 - 159. {{استشهاد بكتاب}}: تحقق من التاريخ في: |سنة= (مساعدة)
66. ↑  ابن تغري بردي، أبو المحاسن جمالُ الدين يُوسُف بن تغري بردي بن عبد الله الظاهري الحنفي؛ قدَّم لهُ وعلَّق عليه: مُحمَّد حُسين شمسُ الدين (1413هـ - 1992م). النُجوم الزاهرة في مُلوك مصر والقاهرة، الجُزء الثالث (ط. الأولى). بيروت - لُبنان: دار الكُتب العلميَّة. ص. 326. {{استشهاد بكتاب}}: تحقق من التاريخ في: |سنة= (مساعدة)
67. ↑  كاشف، سيِّدة إسماعيل (1989). مصر في عصر الإخشيديين. القاهرة - مصر: الهيئة المصريَّة العامَّة لِلكتاب. ص. 90 - 91. {{استشهاد بكتاب}}: تحقق من التاريخ في: |سنة= (مساعدة)
68. 1 2  ابن خلِّكان، أبو العبَّاس شمسُ الدين أحمد بن مُحمَّد بن إبراهيم بن أبي بكر البرمكي الإربلي؛ تحقيق: إحسان عبَّاس (1977). وفيَّات الأعيان وأنباء أبناء الزمان، الجُزء الخامس. بيروت - لُبنان: دار صادر. ص. 59. {{استشهاد بكتاب}}: تحقق من التاريخ في: |سنة= (مساعدة)
69. ↑  زيود، مُحمَّد أحمد (1409هـ - 1989م). العلاقات بين الشَّام ومصر في العهدين الطولوني والإخشيدي 254 - 358هـ (ط. الأولى). دمشق - سوريا: دار حسَّان للطباعة والنشر. ص. 319. {{استشهاد بكتاب}}: تحقق من التاريخ في: |سنة= (مساعدة)
70. ↑  ابن سعيد الغرناطي المغربي، نورُ الدين أبو الحسن عليّ بن موسى بن مُحمَّد بن عبد الملك؛ تحقيق: زكي مُحمَّد حسن، وشوقي ضيف، وسيِّدة كاشف (1953). المُغرِّب في حُلى المغرب، الجُزء الأوَّل، القسم الخاص بِمصر (ط. الأولى). القاهرة - مصر: مطبعة جامعة فؤاد الأوَّل. ص. 197 - 198. {{استشهاد بكتاب}}: تحقق من التاريخ في: |سنة= (مساعدة)
71. ↑  ابن تغري بردي، أبو المحاسن جمالُ الدين يُوسُف بن تغري بردي بن عبد الله الظاهري الحنفي؛ قدَّم لهُ وعلَّق عليه: مُحمَّد حُسين شمسُ الدين (1413هـ - 1992م). النُجوم الزاهرة في مُلوك مصر والقاهرة، الجُزء الثالث (ط. الأولى). بيروت - لُبنان: دار الكُتب العلميَّة. ص. 298. {{استشهاد بكتاب}}: تحقق من التاريخ في: |سنة= (مساعدة)
72. ↑  طقُّوش، مُحمَّد سُهيل (1429هـ - 2008م). تاريخ الطولونيين والأخشيديين والحمدانيين (ط. الأولى). بيروت - لُبنان: دار النفائس. ص. 178. ISBN:9789953184562. {{استشهاد بكتاب}}: تحقق من التاريخ في: |سنة= (مساعدة)
73. ↑  الكِندي، أبو عُمر مُحمَّد بن يُوسُف بن يعقوب الكِندي المصري؛ تحقيق: مُحمَّد حسن مُحمَّد حسن إسماعيل، وأحمد فريد المزيدي (1424هـ - 2003م). كتاب الوُلاة وكتاب القُضاة (ط. الأولى). بيروت - لُبنان: دار الكُتب العلميَّة. ص. 213. {{استشهاد بكتاب}}: تحقق من التاريخ في: |سنة= (مساعدة)
74. ↑  الكِندي، أبو عُمر مُحمَّد بن يُوسُف بن يعقوب الكِندي المصري؛ تحقيق: مُحمَّد حسن مُحمَّد حسن إسماعيل، وأحمد فريد المزيدي (1424هـ - 2003م). كتاب الوُلاة وكتاب القُضاة (ط. الأولى). بيروت - لُبنان: دار الكُتب العلميَّة. ص. 214. {{استشهاد بكتاب}}: تحقق من التاريخ في: |سنة= (مساعدة)
75. 1 2  ابن تغري بردي، أبو المحاسن جمالُ الدين يُوسُف بن تغري بردي بن عبد الله الظاهري الحنفي؛ قدَّم لهُ وعلَّق عليه: مُحمَّد حُسين شمسُ الدين (1413هـ - 1992م). النُجوم الزاهرة في مُلوك مصر والقاهرة، الجُزء الثالث (ط. الأولى). بيروت - لُبنان: دار الكُتب العلميَّة. ص. 326 - 327. {{استشهاد بكتاب}}: تحقق من التاريخ في: |سنة= (مساعدة)
76. 1 2  المقريزي، أبو العبَّاس تقيُّ الدين أحمد بن عليّ بن عبد القادر الحُسيني العُبيدي (1418هـ). المواعظ والاعتبار في ذكر الخطط والآثار، الجُزء الثاني (ط. الأولى). بيروت - لُبنان: دار الكُتُب العلميَّة. ص. 148. {{استشهاد بكتاب}}: تحقق من التاريخ في: |سنة= (مساعدة)
77. ↑  ابن تغري بردي، أبو المحاسن جمالُ الدين يُوسُف بن تغري بردي بن عبد الله الظاهري الحنفي؛ قدَّم لهُ وعلَّق عليه: مُحمَّد حُسين شمسُ الدين (1413هـ - 1992م). النُجوم الزاهرة في مُلوك مصر والقاهرة، الجُزء الرابع (ط. الأولى). بيروت - لُبنان: دار الكُتب العلميَّة. ص. 4 - 6. {{استشهاد بكتاب}}: تحقق من التاريخ في: |سنة= (مساعدة)
78. ↑  طقُّوش، مُحمَّد سُهيل (1429هـ - 2008م). تاريخ الطولونيين والأخشيديين والحمدانيين (ط. الأولى). بيروت - لُبنان: دار النفائس. ص. 180. ISBN:9789953184562. {{استشهاد بكتاب}}: تحقق من التاريخ في: |سنة= (مساعدة)
79. ↑  الكِندي، أبو عُمر مُحمَّد بن يُوسُف بن يعقوب الكِندي المصري؛ تحقيق: مُحمَّد حسن مُحمَّد حسن إسماعيل، وأحمد فريد المزيدي (1424هـ - 2003م). كتاب الوُلاة وكتاب القُضاة (ط. الأولى). بيروت - لُبنان: دار الكُتب العلميَّة. ص. 215. {{استشهاد بكتاب}}: تحقق من التاريخ في: |سنة= (مساعدة)
80. ↑  الأنطاكي، يحيى بن سعيد (1990). تاريخ الأنطاكي. طرابُلس، لُبنان. ص. 128.{{استشهاد بكتاب}}:  صيانة الاستشهاد: مكان بدون ناشر (link)
81. ↑  ابن الأثير الجزري، عزُّ الدين أبي الحسن عليّ بن أبي الكرم الشيباني؛ تحقيق: أبو الفداء عبدُ الله القاضي (1407هـ - 1987م). الكامل في التاريخ، الجُزء السَّابع (ط. الأولى). بيروت - لُبنان: دار الكُتب العلميَّة. ص. 288. {{استشهاد بكتاب}}: تحقق من التاريخ في: |سنة= (مساعدة)
82. ↑  الأنطاكي، يحيى بن سعيد (1990). تاريخ الأنطاكي. طرابُلس، لُبنان. ص. 131.{{استشهاد بكتاب}}:  صيانة الاستشهاد: مكان بدون ناشر (link)
83. ↑  الأنطاكي، يحيى بن سعيد (1990). تاريخ الأنطاكي. طرابُلس، لُبنان. ص. 124 - 126.{{استشهاد بكتاب}}:  صيانة الاستشهاد: مكان بدون ناشر (link)
84. ↑  الأنطاكي، يحيى بن سعيد (1990). تاريخ الأنطاكي. طرابُلس، لُبنان. ص. 122.{{استشهاد بكتاب}}:  صيانة الاستشهاد: مكان بدون ناشر (link)
85. ↑  طقُّوش، مُحمَّد سُهيل (1429هـ - 2008م). تاريخ الطولونيين والأخشيديين والحمدانيين (ط. الأولى). بيروت - لُبنان: دار النفائس. ص. 188. ISBN:9789953184562. {{استشهاد بكتاب}}: تحقق من التاريخ في: |سنة= (مساعدة)
86. ↑  طقُّوش، مُحمَّد سُهيل (1429هـ - 2008م). تاريخ الطولونيين والأخشيديين والحمدانيين (ط. الأولى). بيروت - لُبنان: دار النفائس. ص. 182. ISBN:9789953184562. {{استشهاد بكتاب}}: تحقق من التاريخ في: |سنة= (مساعدة)
87. ↑  المقريزي، أبو العبَّاس تقيُّ الدين أحمد بن عليّ بن عبد القادر الحُسيني العُبيدي (1957م). إغاثة الأُمَّة بِكشف الغمَّة (ط. الأولى). القاهرة - مصر. ص. 13. {{استشهاد بكتاب}}: تحقق من التاريخ في: |سنة= (مساعدة)
88. ↑  محمود، حسن أحمد؛ الشريف، أحمد إبراهيم. العالم الإسلامي في العصر العبَّاسي (ط. الخامسة). القاهرة - مصر: دار الفكر العربي. ص. 82.
89. ↑  شُعيرة، مُحمَّد عبد الهادي (1998). سيرة الأستاذ جوذر (ط. الأولى). القاهرة - مصر: دار الفكر العربي. ص. 98.
90. ↑  القُرشي، إدريس عمادُ الدين (1968). عُيُون الأخبار وفُنون الآثار، السُبع الرابع (ط. الثانية). بيروت - لُبنان: دار الأندلس للطباعة والنشر والتوزيع. ص. 137.
91. ↑  القُرشي، إدريس عمادُ الدين (1968). عُيُون الأخبار وفُنون الآثار، السُبع الرابع (ط. الثانية). بيروت - لُبنان: دار الأندلس للطباعة والنشر والتوزيع. ص. 139.
92. ↑  محمود، حسن أحمد؛ الشريف، أحمد إبراهيم. العالم الإسلامي في العصر العبَّاسي (ط. الخامسة). القاهرة - مصر: دار الفكر العربي. ص. 85.
93. 1 2  المقريزي، أبو العبَّاس تقيُّ الدين أحمد بن عليّ بن عبد القادر الحُسيني العُبيدي (1418هـ). المواعظ والاعتبار في ذكر الخطط والآثار، الجُزء الأوَّل (ط. الأولى). بيروت - لُبنان: دار الكُتُب العلميَّة. ص. 103. {{استشهاد بكتاب}}: تحقق من التاريخ في: |سنة= (مساعدة)
94. ↑  الشراوي، فرحات (1994). الخلافة الفاطمية بالمغرب 296-365هـ / 909-975م. بيروت - لُبنان: دار الغرب الإسلامي. ص. 383 - 384.
95. ↑  طقُّوش، مُحمَّد سُهيل (1429هـ - 2008م). تاريخ الطولونيين والأخشيديين والحمدانيين (ط. الأولى). بيروت - لُبنان: دار النفائس. ص. 196. ISBN:9789953184562. {{استشهاد بكتاب}}: تحقق من التاريخ في: |سنة= (مساعدة)
96. ↑  المقريزي، أبو العبَّاس تقيُّ الدين أحمد بن عليّ بن عبد القادر الحُسيني العُبيدي (1418هـ). المواعظ والاعتبار في ذكر الخطط والآثار، الجُزء الأوَّل (ط. الأولى). بيروت - لُبنان: دار الكُتُب العلميَّة. ص. 106. {{استشهاد بكتاب}}: تحقق من التاريخ في: |سنة= (مساعدة)
97. ↑  القُرشي، إدريس عمادُ الدين (1968). عُيُون الأخبار وفُنون الآثار، السُبع الرابع (ط. الثانية). بيروت - لُبنان: دار الأندلس للطباعة والنشر والتوزيع. ص. 150 - 151.
98. ↑  طقُّوش، مُحمَّد سُهيل (1429هـ - 2008م). تاريخ الطولونيين والأخشيديين والحمدانيين (ط. الأولى). بيروت - لُبنان: دار النفائس. ص. 197. ISBN:9789953184562. {{استشهاد بكتاب}}: تحقق من التاريخ في: |سنة= (مساعدة)
99. ↑  ابن سعيد الغرناطي المغربي، نورُ الدين أبو الحسن عليّ بن موسى بن مُحمَّد بن عبد الملك؛ تحقيق: زكي مُحمَّد حسن، وشوقي ضيف، وسيِّدة كاشف (1953). المُغرِّب في حُلى المغرب، الجُزء الأوَّل، القسم الخاص بِمصر (ط. الأولى). القاهرة - مصر: مطبعة جامعة فؤاد الأوَّل. ص. 161. {{استشهاد بكتاب}}: تحقق من التاريخ في: |سنة= (مساعدة)
100. 1 2 3  ابن سعيد الغرناطي المغربي، نورُ الدين أبو الحسن عليّ بن موسى بن مُحمَّد بن عبد الملك؛ تحقيق: زكي مُحمَّد حسن، وشوقي ضيف، وسيِّدة كاشف (1953). المُغرِّب في حُلى المغرب، الجُزء الأوَّل، القسم الخاص بِمصر (ط. الأولى). القاهرة - مصر: مطبعة جامعة فؤاد الأوَّل. ص. 173. {{استشهاد بكتاب}}: تحقق من التاريخ في: |سنة= (مساعدة)
101. ↑  الأنطاكي، يحيى بن سعيد (1990). تاريخ الأنطاكي. طرابُلس، لُبنان. ص. 33.{{استشهاد بكتاب}}:  صيانة الاستشهاد: مكان بدون ناشر (link)
102. ↑  حسن، علي إبراهيم (1964). مصر في العصور الوسطى من الفتح العربي إلى الفتح العثماني (ط. الأولى). القاهرة - مصر: مكتبة النهضة المصريَّة. ص. 437.
103. ↑  الحُويري، محمود (2002). مصر في العُصور الوُسطى: الأوضاع السياسيَّة والحضاريَّة (ط. الأولى). القاهرة - مصر: عين للدراسات والبحوث الإنسانية والاجتماعية. ص. 135.
104. 1 2 3  لويس، أرشيبالد؛ ترجمة: أحمد مُحمَّد عيسى؛ مُراجعة د. مُحمَّد شفيق غربال. القوى البحريَّة والتجاريَّة في حوض البحر المُتوسَّط. القاهرة - مصر: مكتبة النهضة المصريَّة. ص. 257.
105. ↑  حُسين، حمدي عبد المنعم مُحمَّد (2012). مُحاضرات في تاريخ مصر الإسلاميَّة (ط. الأولى). القاهرة - مصر: دار المعرفة الجامعيَّة. ص. 273.
106. 1 2 3 4 5  الموسوعة العربيَّة: الإخشيديُّون (323- 358هـ/ 935- 969م). نسخة محفوظة 02 ديسمبر 2016 على موقع واي باك مشين. [وصلة مكسورة]
107. ↑  المقريزي، أبو العبَّاس تقيُّ الدين أحمد بن عليّ بن عبد القادر الحُسيني العُبيدي (1418هـ). المواعظ والاعتبار في ذكر الخطط والآثار، الجُزء الثاني (ط. الأولى). بيروت - لُبنان: دار الكُتُب العلميَّة. ص. 455. {{استشهاد بكتاب}}: تحقق من التاريخ في: |سنة= (مساعدة)
108. ↑  حسن، إبراهيم حسن؛ شرف، أحمد طٰه (1964). عُبيد الله المهدي إمام الشيعة الإسماعيليَّة ومؤسس الدولة الفاطميَّة في بلاد المغرب (ط. الثالثة). القاهرة - مصر: مكتبة النهضة المصريَّة. ص. 69 - 70.
109. ↑  ابن خلِّكان، أبو العبَّاس شمسُ الدين أحمد بن مُحمَّد بن إبراهيم بن أبي بكر البرمكي الإربلي؛ تحقيق: إحسان عبَّاس (1977). وفيَّات الأعيان وأنباء أبناء الزمان، الجُزء الرابع. بيروت - لُبنان: دار صادر. ص. 197 - 198. {{استشهاد بكتاب}}: تحقق من التاريخ في: |سنة= (مساعدة)
110. ↑  الأُدفُوي الشافعي، كمالُ الدين جعفر بن ثعلب؛ تحقيق: سعد مُحمَّد حسن (1382هـ). الطالع السعيد الجامع أسماء نجباء الصعيد. القاهرة - مصر: الدار المصرية للتأليف والنشر. ص. 485. {{استشهاد بكتاب}}: تحقق من التاريخ في: |سنة= (مساعدة)
111. ↑  السُيُوطي، جلالُ الدين عبد الرحمٰن بن أبي بكر؛ تحقيق مُحمَّد أبو الفضل إبراهيم (1387هـ - 1967م). حُسن المُحاضرة في تاريخ مصر والقاهرة، الجُزء الأوَّال (ط. الأولى). القاهرة - مصر: دار إحياء الكُتب العربيَّة. ص. 449. {{استشهاد بكتاب}}: تحقق من التاريخ في: |سنة= (مساعدة)
112. ↑  الأُدفُوي الشافعي، كمالُ الدين جعفر بن ثعلب؛ تحقيق: سعد مُحمَّد حسن (1382هـ). الطالع السعيد الجامع أسماء نجباء الصعيد. القاهرة - مصر: الدار المصرية للتأليف والنشر. ص. 638 - 639، 643. {{استشهاد بكتاب}}: تحقق من التاريخ في: |سنة= (مساعدة)
113. ↑  عامر، فاطمة مُصطفى (2000). تاريخ أهل الذمَّة في مصر الإسلاميَّة (من الفتح العربي إلى نهاية العصر الفاطمي)، الجُزء الأوَّل. القاهرة - مصر: الهيئة المصريَّة العامَّة للكِتاب. ص. 171. {{استشهاد بكتاب}}: تحقق من التاريخ في: |سنة= (مساعدة)
114. ↑  الأنطاكي، يحيى بن سعيد (1990). تاريخ الأنطاكي. طرابُلس، لُبنان. ص. 15 - 16.{{استشهاد بكتاب}}:  صيانة الاستشهاد: مكان بدون ناشر (link)
115. ↑  المقريزي، أبو العبَّاس تقيُّ الدين أحمد بن عليّ بن عبد القادر الحُسيني العُبيدي (1418هـ). المواعظ والاعتبار في ذكر الخطط والآثار، الجُزء الرابع (ط. الأولى). بيروت - لُبنان: دار الكُتُب العلميَّة. ص. 398. {{استشهاد بكتاب}}: تحقق من التاريخ في: |سنة= (مساعدة)
116. ↑  الأنطاكي، يحيى بن سعيد (1990). تاريخ الأنطاكي. طرابُلس، لُبنان. ص. 9.{{استشهاد بكتاب}}:  صيانة الاستشهاد: مكان بدون ناشر (link)
117. 1 2  كاشف، سيِّدة إسماعيل (1989). مصر في عصر الإخشيديين. القاهرة - مصر: الهيئة المصريَّة العامَّة لِلكتاب. ص. 177 - 178. {{استشهاد بكتاب}}: تحقق من التاريخ في: |سنة= (مساعدة)
118. ↑  ابن المُقفَّع، القدِّيس الأنبا ساويرس الأشموني (1904). سيرة الآباء البطاركة، المُجلَّد الثاني، الجُزء الثاني. بيروت - ولاية بيروت - الدولة العُثمانيَّة: سيبولد. ص. 87 - 88. {{استشهاد بكتاب}}: تحقق من التاريخ في: |سنة= (مساعدة)
119. ↑  ابن الصيرفي المصري، أبو القاسم علي بن مُنجب بن سُليمان (1990). الإشارة إلى من نال الوزارة (ط. الأولى). القاهرة - مصر: الدار المصريَّة اللُبنانيَّة. ص. 19.
120. ↑  عامر، فاطمة مُصطفى (2000). تاريخ أهل الذمَّة في مصر الإسلاميَّة (من الفتح العربي إلى نهاية العصر الفاطمي)، الجُزء الأوَّل. القاهرة - مصر: الهيئة المصريَّة العامَّة للكِتاب. ص. 170. {{استشهاد بكتاب}}: تحقق من التاريخ في: |سنة= (مساعدة)
121. ↑  مُحمَّد، صفيّ علي (2000). الحركة العلمية والأدبية في الفسطاط مُنذ الفتح العربي إلى نهاية الدولة الإخشيديَّة (ط. الأولى). القاهرة - مصر: الهيئة المصريَّة العامَّة لِلكتاب. ص. 65. {{استشهاد بكتاب}}: تحقق من التاريخ في: |سنة= (مساعدة)
122. ↑  حُسين، حمدي عبد المنعم مُحمَّد (2012). مُحاضرات في تاريخ مصر الإسلاميَّة (ط. الأولى). القاهرة - مصر: دار المعرفة الجامعيَّة. ص. 350.
123. ↑  ابن زولاق الليثي، أبو مُحمَّد الحسن بن إبراهيم (1989). أخبار سيبويه  المصري (ط. الأولى). مكتبة الأبحاث العلميَّة لِنشر أبحاث العربيَّة. ص. 5.
124. ↑  ابن زولاق الليثي، أبو مُحمَّد الحسن بن إبراهيم (1989). أخبار سيبويه  المصري (ط. الأولى). مكتبة الأبحاث العلميَّة لِنشر أبحاث العربيَّة. ص. 22.
125. ↑  كاشف، سيِّدة إسماعيل (1989). مصر في عصر الإخشيديين. القاهرة - مصر: الهيئة المصريَّة العامَّة لِلكتاب. ص. 290. {{استشهاد بكتاب}}: تحقق من التاريخ في: |سنة= (مساعدة)
126. 1 2  عبدُ الرحمٰن، هالة شاكر (1424هـ - 2004م). الورق والورَّاقون في العصر العباسي (132هـ - 656هـ) (ط. الأولى). القاهرة - مصر: عين للدارسات والبحوث الإنسانية والاجتماعية. ص. 204 - 205. {{استشهاد بكتاب}}: تحقق من التاريخ في: |سنة= (مساعدة)
127. ↑  ابن زولاق الليثي، أبو مُحمَّد الحسن بن إبراهيم (1989). أخبار سيبويه  المصري (ط. الأولى). مكتبة الأبحاث العلميَّة لِنشر أبحاث العربيَّة. ص. 18.
128. ↑  ابن سعيد الغرناطي المغربي، نورُ الدين أبو الحسن عليّ بن موسى بن مُحمَّد بن عبد الملك؛ تحقيق: زكي مُحمَّد حسن، وشوقي ضيف، وسيِّدة كاشف (1953). المُغرِّب في حُلى المغرب، الجُزء الأوَّل، القسم الخاص بِمصر (ط. الأولى). القاهرة - مصر: مطبعة جامعة فؤاد الأوَّل. ص. 182. {{استشهاد بكتاب}}: تحقق من التاريخ في: |سنة= (مساعدة)
129. ↑  كاشف، سيِّدة إسماعيل (1989). مصر في عصر الإخشيديين. القاهرة - مصر: الهيئة المصريَّة العامَّة لِلكتاب. ص. 138. {{استشهاد بكتاب}}: تحقق من التاريخ في: |سنة= (مساعدة)
130. ↑  كاشف، سيِّدة إسماعيل (1989). مصر في عصر الإخشيديين. القاهرة - مصر: الهيئة المصريَّة العامَّة لِلكتاب. ص. 325. {{استشهاد بكتاب}}: تحقق من التاريخ في: |سنة= (مساعدة)
131. ↑  السُيُوطي، جلالُ الدين عبد الرحمٰن بن أبي بكر؛ تحقيق مُحمَّد أبو الفضل إبراهيم (1387هـ - 1967م). حُسن المُحاضرة في تاريخ مصر والقاهرة، الجُزء الأوَّال (ط. الأولى). القاهرة - مصر: دار إحياء الكُتب العربيَّة. ص. 240. {{استشهاد بكتاب}}: تحقق من التاريخ في: |سنة= (مساعدة)
132. ↑  الدمشقي، يُوسُف البديعي (1308 هـ). الصبح المنبي عن حيثية المتنبي (ط. الأولى). المطبعة العامرة الشرفيَّة. ص. 32. {{استشهاد بكتاب}}: تحقق من التاريخ في: |سنة= (مساعدة)
133. ↑  ابن خلِّكان، أبو العبَّاس شمسُ الدين أحمد بن مُحمَّد بن إبراهيم بن أبي بكر البرمكي الإربلي؛ تحقيق: إحسان عبَّاس (1977). وفيَّات الأعيان وأنباء أبناء الزمان، الجُزء الثاني. بيروت - لُبنان: دار صادر. ص. 91 - 92. {{استشهاد بكتاب}}: تحقق من التاريخ في: |سنة= (مساعدة)
134. ↑  كاشف، سيِّدة إسماعيل (1989). مصر في عصر الإخشيديين. القاهرة - مصر: الهيئة المصريَّة العامَّة لِلكتاب. ص. 345. {{استشهاد بكتاب}}: تحقق من التاريخ في: |سنة= (مساعدة)
135. ↑  ابن أبي أصيبعة، أبو العبَّاس مُوفَّق الدين أحمد بن القاسم بن خليفة بن يُونُس الخزرجي؛ تحقيق مُحمَّد باسل عُيُون السُود (1998). عيون الأنباء في طبقات الأطباء (ط. الأولى). بيروت - لُبنان: دار الكُتُب العلميَّة. ص. 355 و361 - 366. {{استشهاد بكتاب}}: تحقق من التاريخ في: |سنة= (مساعدة)
136. ↑  كاشف، سيِّدة إسماعيل (1989). مصر في عصر الإخشيديين. القاهرة - مصر: الهيئة المصريَّة العامَّة لِلكتاب. ص. 245. {{استشهاد بكتاب}}: تحقق من التاريخ في: |سنة= (مساعدة)
137. ↑  الكِندي، أبو عُمر مُحمَّد بن يُوسُف بن يعقوب الكِندي المصري؛ تحقيق: مُحمَّد حسن مُحمَّد حسن إسماعيل، وأحمد فريد المزيدي (1424هـ - 2003م). كتاب الوُلاة وكتاب القُضاة (ط. الأولى). بيروت - لُبنان: دار الكُتب العلميَّة. ص. 208 - 211. {{استشهاد بكتاب}}: تحقق من التاريخ في: |سنة= (مساعدة)
138. 1 2  المقريزي، أبو العبَّاس تقيُّ الدين أحمد بن عليّ بن عبد القادر الحُسيني العُبيدي (1418هـ). المواعظ والاعتبار في ذكر الخطط والآثار، الجُزء الثالث (ط. الأولى). بيروت - لُبنان: دار الكُتُب العلميَّة. ص. 344. {{استشهاد بكتاب}}: تحقق من التاريخ في: |سنة= (مساعدة)
139. ↑  ابن تغري بردي، أبو المحاسن جمالُ الدين يُوسُف بن تغري بردي بن عبد الله الظاهري الحنفي؛ قدَّم لهُ وعلَّق عليه: مُحمَّد حُسين شمسُ الدين (1413هـ - 1992م). النُجوم الزاهرة في مُلوك مصر والقاهرة، الجُزء الثالث (ط. الأولى). بيروت - لُبنان: دار الكُتب العلميَّة. ص. 254 - 255. {{استشهاد بكتاب}}: تحقق من التاريخ في: |سنة= (مساعدة)
140. ↑  ابن العديم، كمالُ الدين عُمر بن أحمد بن هبة الله بن أبي جرادة العُقيلي؛ وضع حواشيه: خليل المنصور (1417هـ - 1996م). زبدة الحلب في تاريخ حلب، الجُزء الأوَّل (ط. الأولى). بيروت - لُبنان: دار الكُتب العلميَّة. ص. 113 - 114. {{استشهاد بكتاب}}: تحقق من التاريخ في: |سنة= (مساعدة)
141. ↑  طقُّوش، مُحمَّد سُهيل (1429هـ - 2008م). تاريخ الطولونيين والأخشيديين والحمدانيين (ط. الأولى). بيروت - لُبنان: دار النفائس. ص. 271 - 272. ISBN:9789953184562. {{استشهاد بكتاب}}: تحقق من التاريخ في: |سنة= (مساعدة)
142. ↑  ابن سعيد الغرناطي المغربي، نورُ الدين أبو الحسن عليّ بن موسى بن مُحمَّد بن عبد الملك؛ تحقيق: زكي مُحمَّد حسن، وشوقي ضيف، وسيِّدة كاشف (1953). المُغرِّب في حُلى المغرب، الجُزء الأوَّل، القسم الخاص بِمصر (ط. الأولى). القاهرة - مصر: مطبعة جامعة فؤاد الأوَّل. ص. 175 - 176. {{استشهاد بكتاب}}: تحقق من التاريخ في: |سنة= (مساعدة)
143. ↑  كاشف، سيِّدة إسماعيل (1989). مصر في عصر الإخشيديين. القاهرة - مصر: الهيئة المصريَّة العامَّة لِلكتاب. ص. 361. {{استشهاد بكتاب}}: تحقق من التاريخ في: |سنة= (مساعدة)
144. ↑  طقُّوش، مُحمَّد سُهيل (1429هـ - 2008م). تاريخ الطولونيين والأخشيديين والحمدانيين (ط. الأولى). بيروت - لُبنان: دار النفائس. ص. 173. ISBN:9789953184562. {{استشهاد بكتاب}}: تحقق من التاريخ في: |سنة= (مساعدة)
145. ↑  ابن سعيد الغرناطي المغربي، نورُ الدين أبو الحسن عليّ بن موسى بن مُحمَّد بن عبد الملك؛ تحقيق: زكي مُحمَّد حسن، وشوقي ضيف، وسيِّدة كاشف (1953). المُغرِّب في حُلى المغرب، الجُزء الأوَّل، القسم الخاص بِمصر (ط. الأولى). القاهرة - مصر: مطبعة جامعة فؤاد الأوَّل. ص. 167. {{استشهاد بكتاب}}: تحقق من التاريخ في: |سنة= (مساعدة)
146. ↑  زيود، مُحمَّد أحمد (1409هـ - 1989م). العلاقات بين الشَّام ومصر في العهدين الطولوني والإخشيدي 254 - 358هـ (ط. الأولى). دمشق - سوريا: دار حسَّان للطباعة والنشر. ص. 286. {{استشهاد بكتاب}}: تحقق من التاريخ في: |سنة= (مساعدة)
147. ↑  زيود، مُحمَّد أحمد (1409هـ - 1989م). العلاقات بين الشَّام ومصر في العهدين الطولوني والإخشيدي 254 - 358هـ (ط. الأولى). دمشق - سوريا: دار حسَّان للطباعة والنشر. ص. 287. {{استشهاد بكتاب}}: تحقق من التاريخ في: |سنة= (مساعدة)
148. ↑  ابن خلدون، أبو زيد عبدُ الرحمٰن مُحمَّد بن مُحمَّد وليُّ الدين الحضرميّ الإشبيليّ؛ تحقيق خليل شحادة (1408هـ - 1988م). تاريخ ابن خلدون المُسمّى كتاب العِبر وديوان المبتدأ والخبر في تاريخ العرب والبربر ومن عاصرهم من ذوي الشأن الأكبر، الجزء الثالث (ط. الثانية). بيروت - لُبنان: دار الفكر. ص. 417. {{استشهاد بكتاب}}: تحقق من التاريخ في: |سنة= (مساعدة)
149. ↑  ابن الأثير الجزري، عزُّ الدين أبي الحسن عليّ بن أبي الكرم الشيباني؛ تحقيق: أبو الفداء عبدُ الله القاضي (1407هـ - 1987م). الكامل في التاريخ، الجُزء السَّابع (ط. الأولى). بيروت - لُبنان: دار الكُتب العلميَّة. ص. 112. {{استشهاد بكتاب}}: تحقق من التاريخ في: |سنة= (مساعدة)
150. ↑  ابن الأثير الجزري، عزُّ الدين أبي الحسن عليّ بن أبي الكرم الشيباني؛ تحقيق: أبو الفداء عبدُ الله القاضي (1407هـ - 1987م). الكامل في التاريخ، الجُزء السَّابع (ط. الأولى). بيروت - لُبنان: دار الكُتب العلميَّة. ص. 174. {{استشهاد بكتاب}}: تحقق من التاريخ في: |سنة= (مساعدة)
151. ↑  زيود، مُحمَّد أحمد (1409هـ - 1989م). العلاقات بين الشَّام ومصر في العهدين الطولوني والإخشيدي 254 - 358هـ (ط. الأولى). دمشق - سوريا: دار حسَّان للطباعة والنشر. ص. 288 - 289. {{استشهاد بكتاب}}: تحقق من التاريخ في: |سنة= (مساعدة)

### بلُغاتٍ أجنبيَّة
1. ↑  Abulafia، David (2011). The Mediterranean in History. ص. 170. {{استشهاد بكتاب}}: روابط خارجية في |ref= (مساعدة)
2. ↑  Haag، Michael (2012). The Tragedy of the Templars: The Rise and Fall of the Crusader States. {{استشهاد بكتاب}}: روابط خارجية في |ref= (مساعدة)
3. ↑  Bacharach، Jere L. (2006). Medieval Islamic Civilization: A-K, index. ص. 382. {{استشهاد بكتاب}}: روابط خارجية في |ref= (مساعدة)
4. ↑  C.E. Bosworth, The New Islamic Dynasties, (Columbia University Press, 1996), 62.
5. ↑  The Fatimid Revolution (861-973) and its aftermath in North Africa, Michael Brett, The Cambridge History of Africa, Vol. 2  ed. J. D. Fage, Roland Anthony Oliver, (Cambridge University Press, 2002), 622.
6. ↑  "Tulunid Dynasty." The New Encyclopædia Britannica (Rev Ed edition). (2005). موسوعة بريتانيكا، Incorporated. ISBN 978-1-59339-236-9 "نسخة مؤرشفة". مؤرشف من الأصل في 2008-04-16. اطلع عليه بتاريخ 2016-06-19.{{استشهاد ويب}}:  صيانة الاستشهاد: BOT: original URL status unknown (link)
7. ↑  Bacharach، Jere L. (1975). "The Career of Muḥammad Ibn Ṭughj Al-Ikhshīd, a Tenth-Century Governor of Egypt". Speculum. Medieval Academy of America. ج. 50 ع. 4: 605. DOI:10.2307/2855469. ISSN:0038-7134. JSTOR:2855469.

## وصلات خارجيَّة
- إسلام أون لاين الدولة الإخشيدية.. تاريخ وحضارة.